# AIDAaura
Celestyal Discovery, anteriormente llamado AIDAaura, es el tercer barco operado por la línea de cruceros alemana AIDA Cruises. AIDAaura fue construido en 2003 por el astillero alemán Aker MTW en Wismar. Este es idéntico a AIDAvita.

## Historial

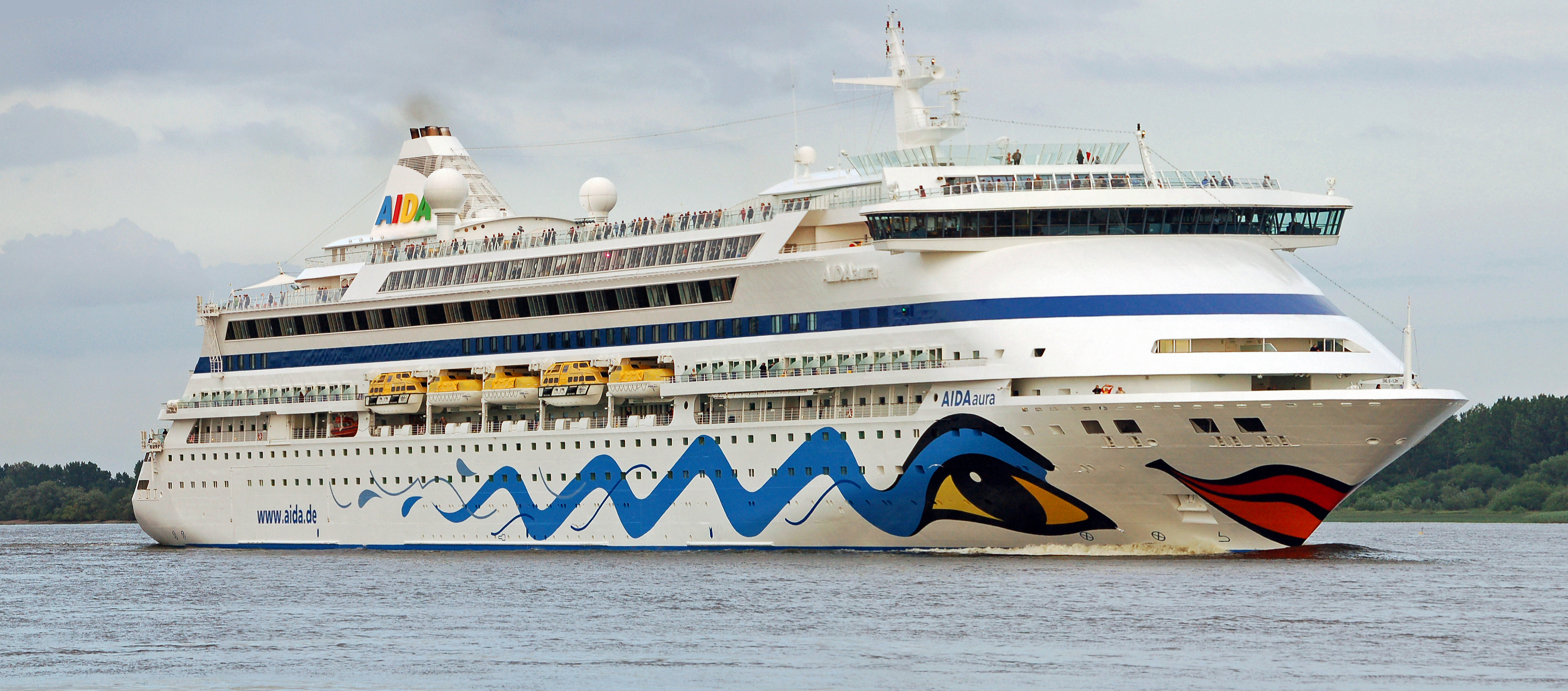
AIDAaura en 2010.

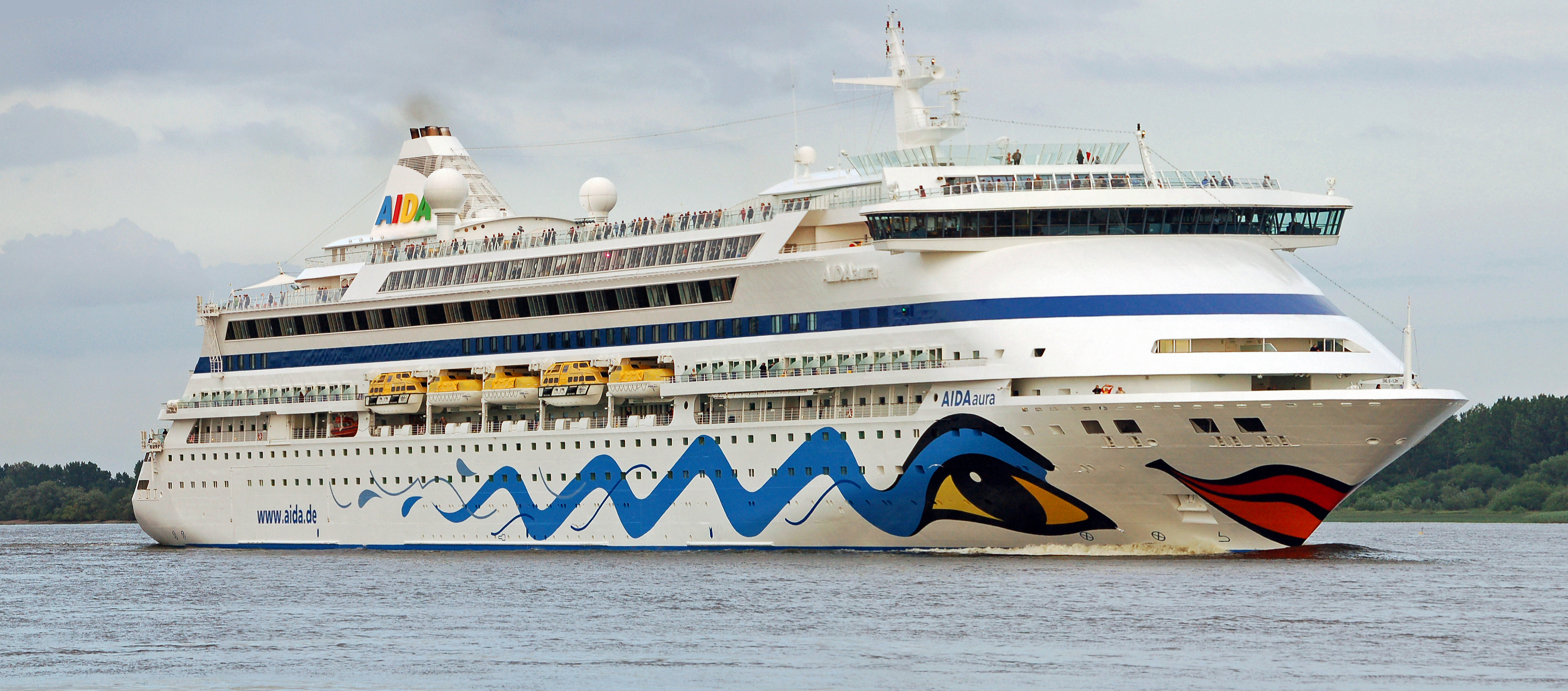
AIDAaura en 2010.

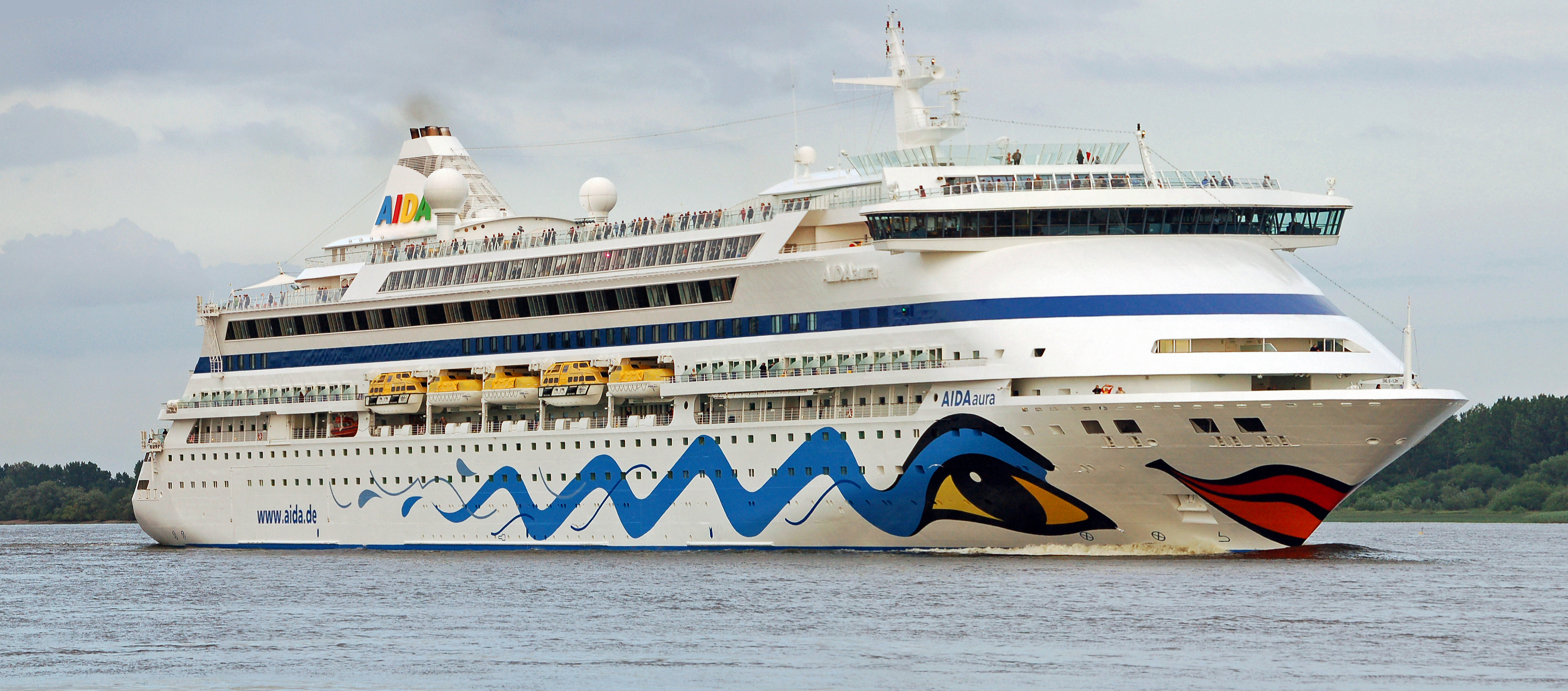
AIDAaura en 2010.

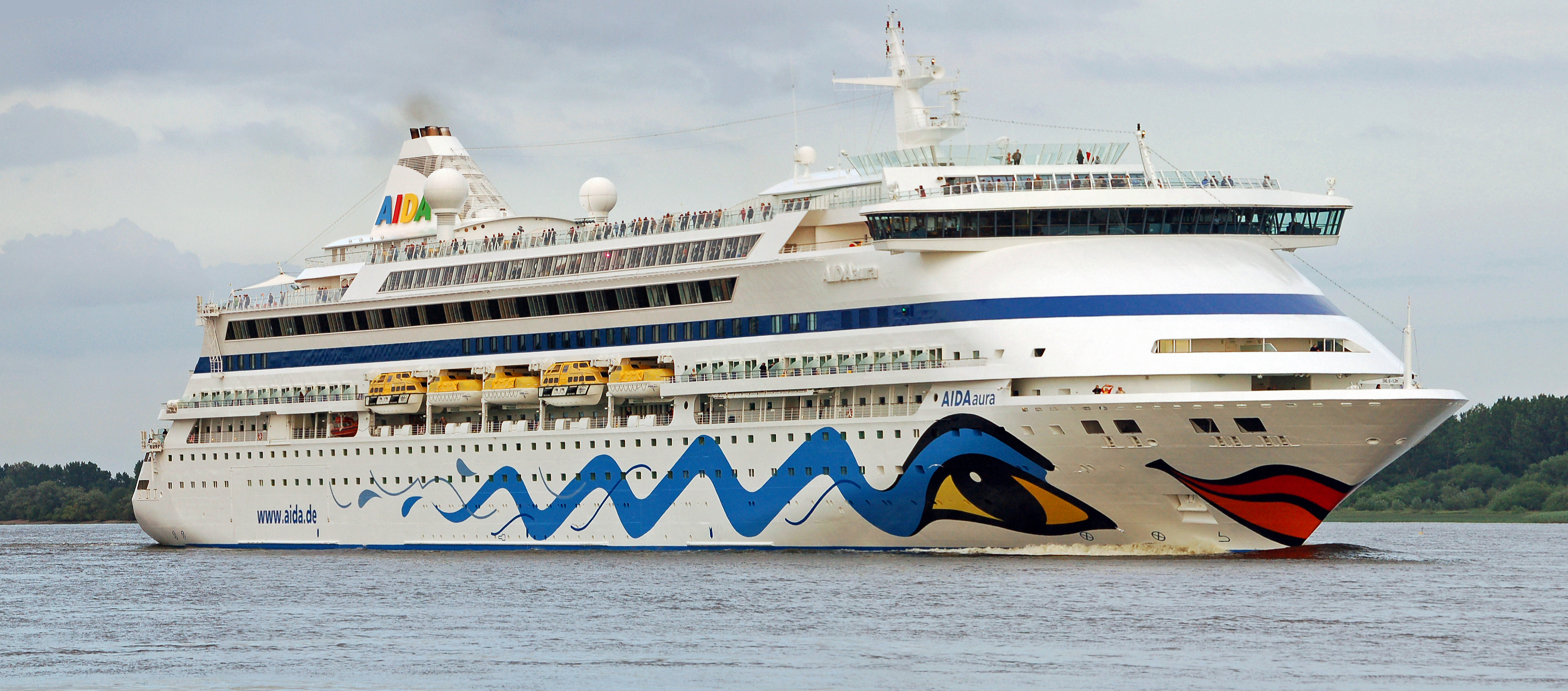
AIDAaura en 2010.

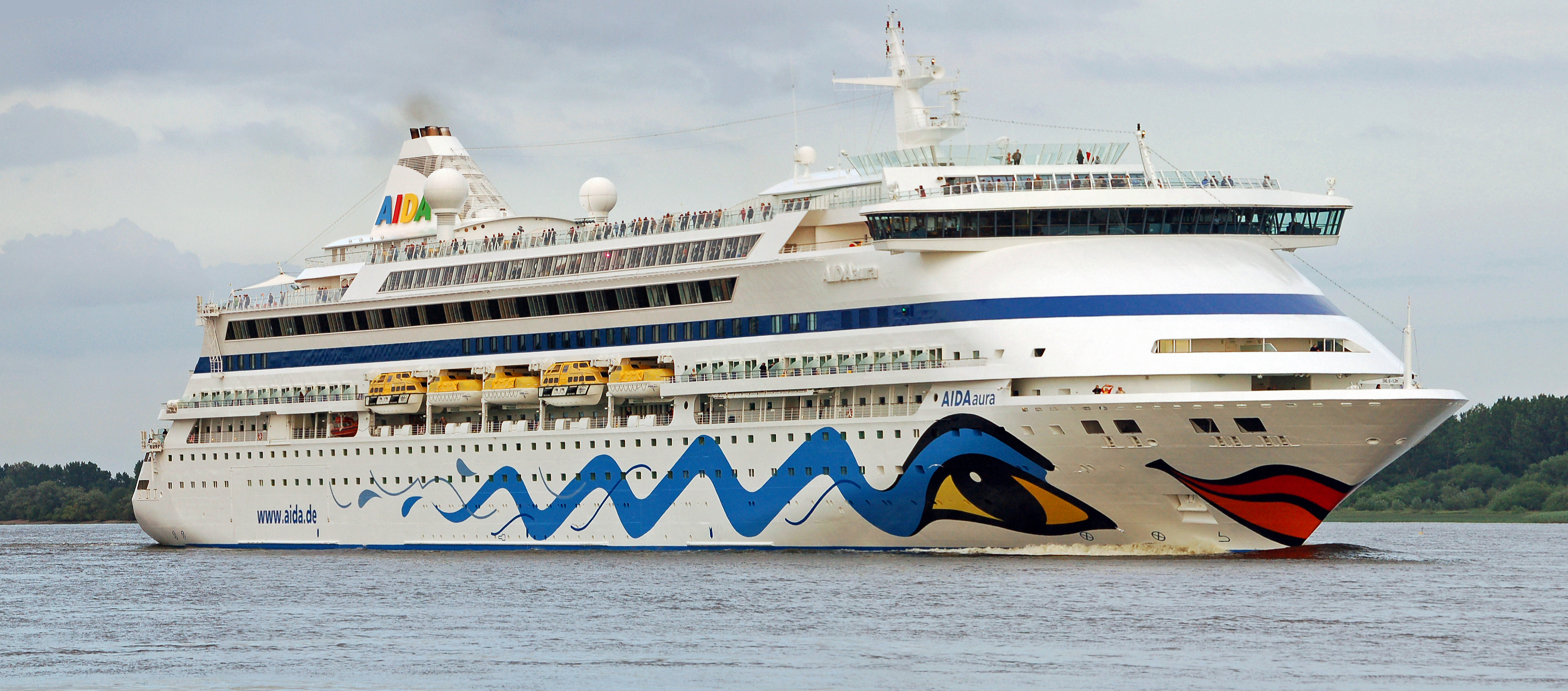
AIDAaura en 2010.

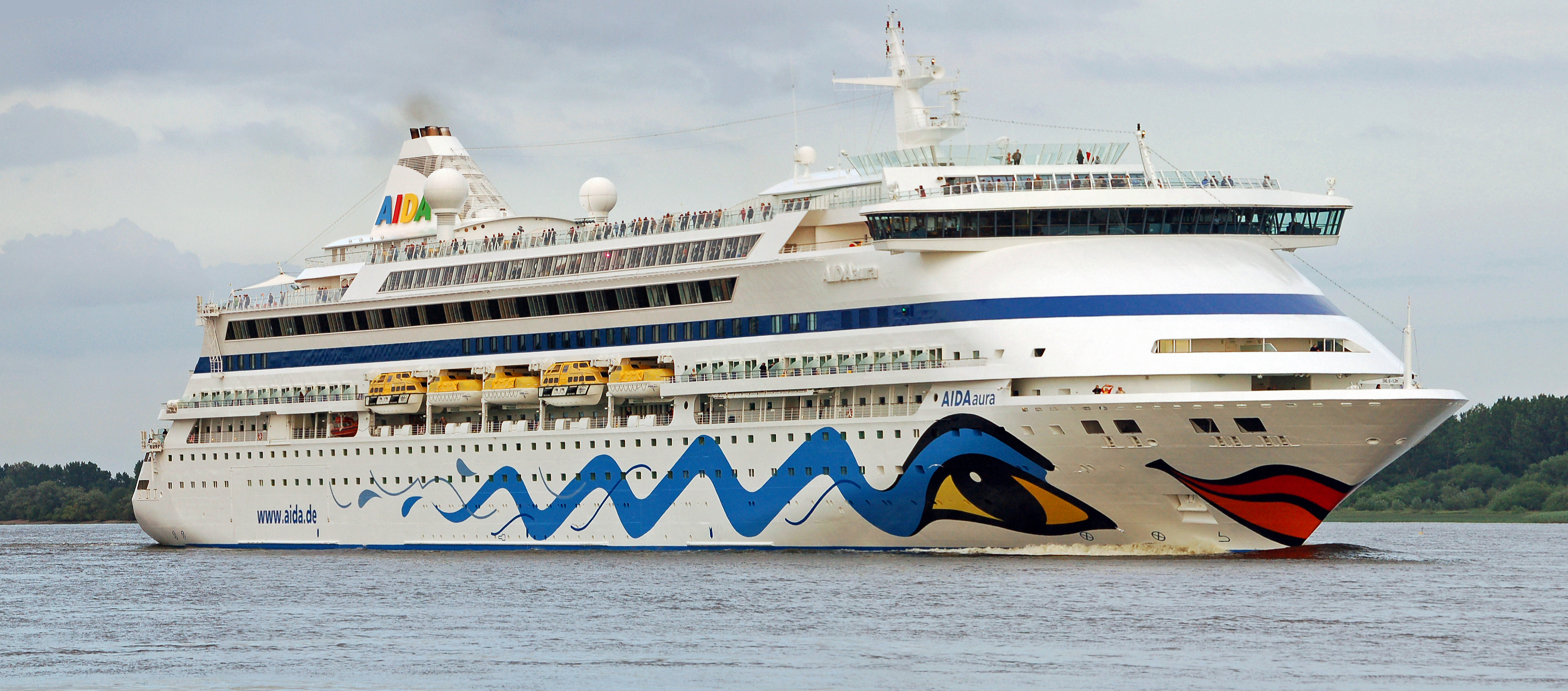
AIDAaura en 2010.

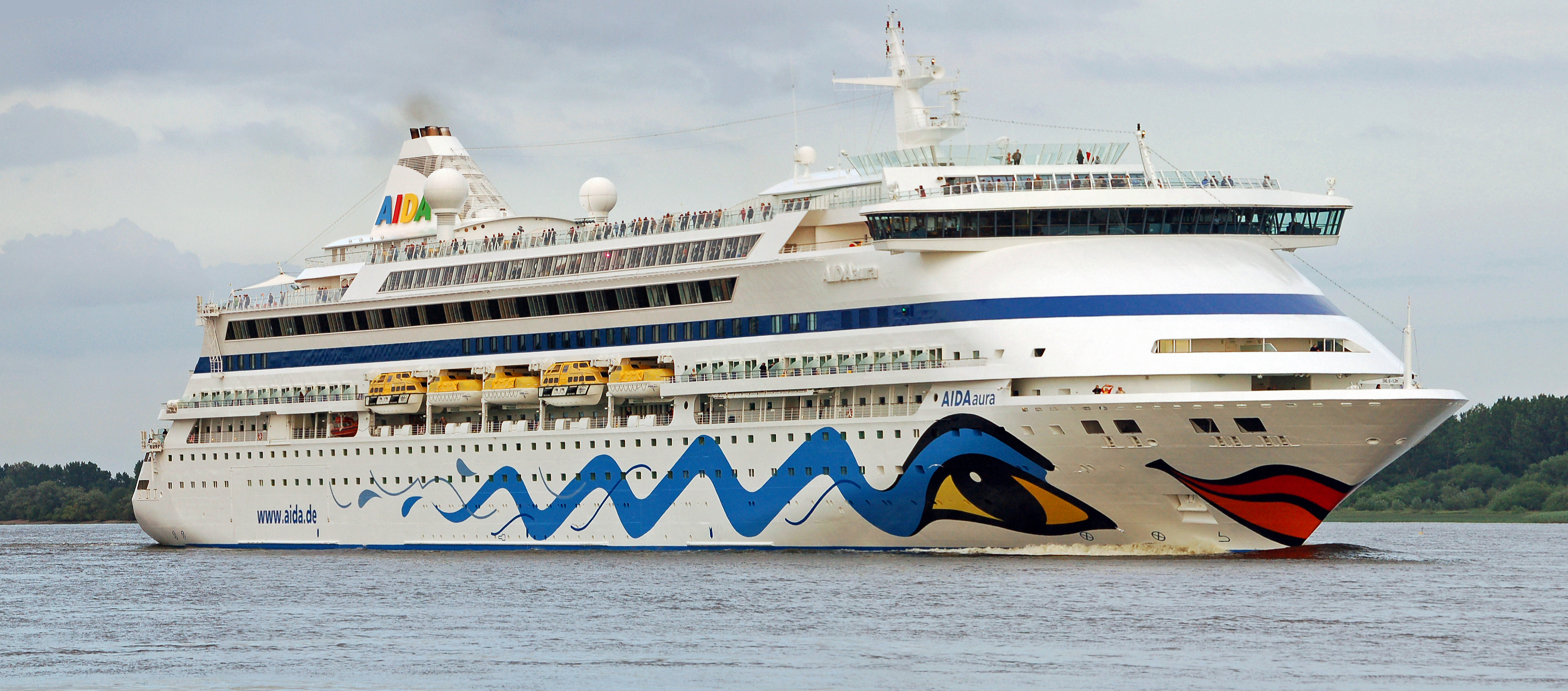
AIDAaura en 2010.

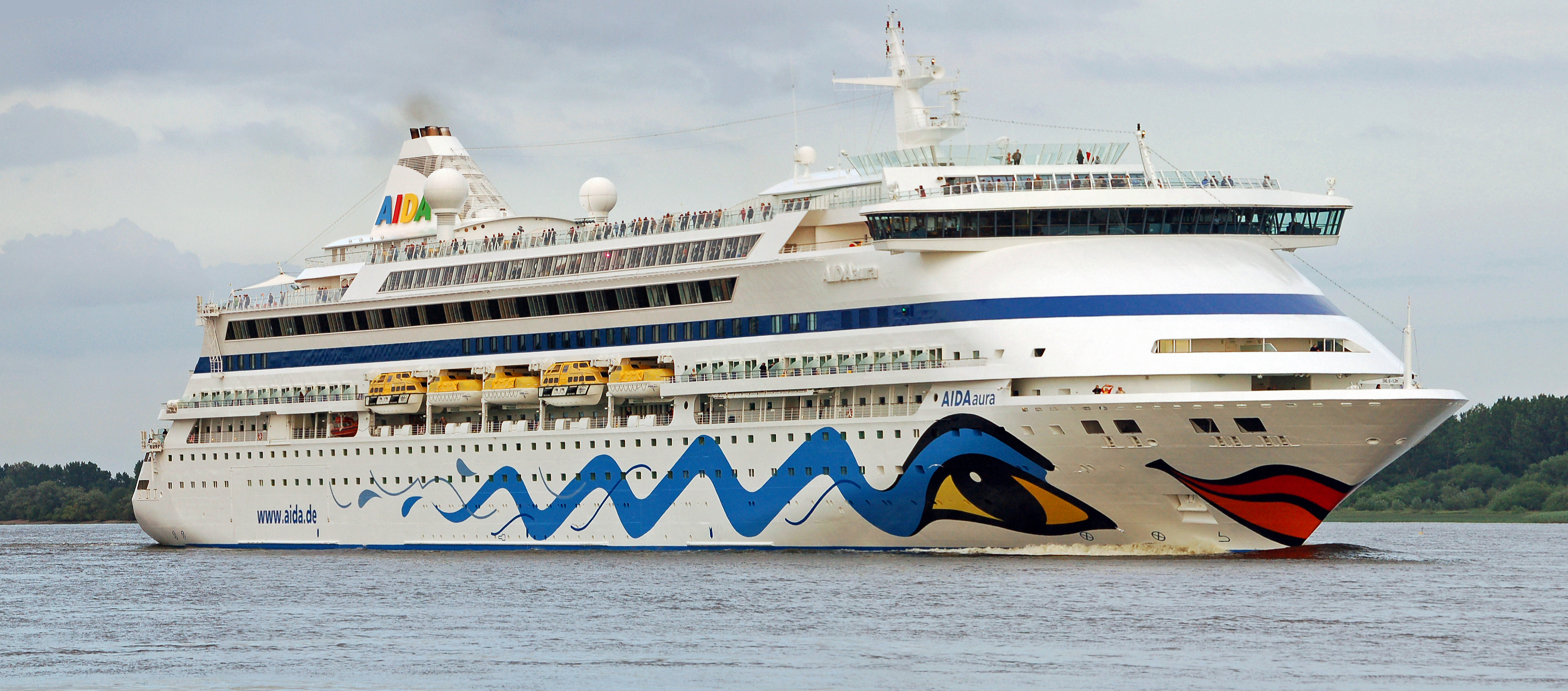
AIDAaura en 2010.

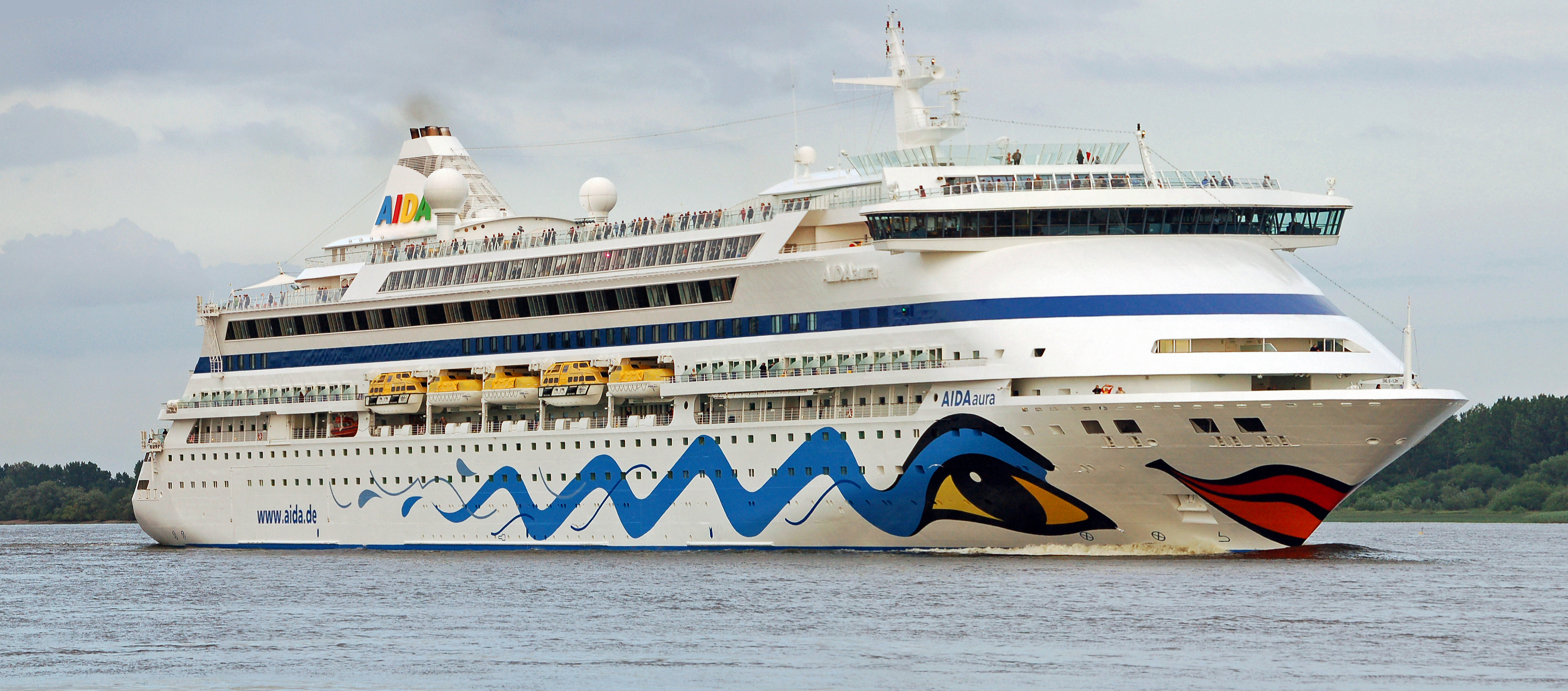
AIDAaura en 2010.

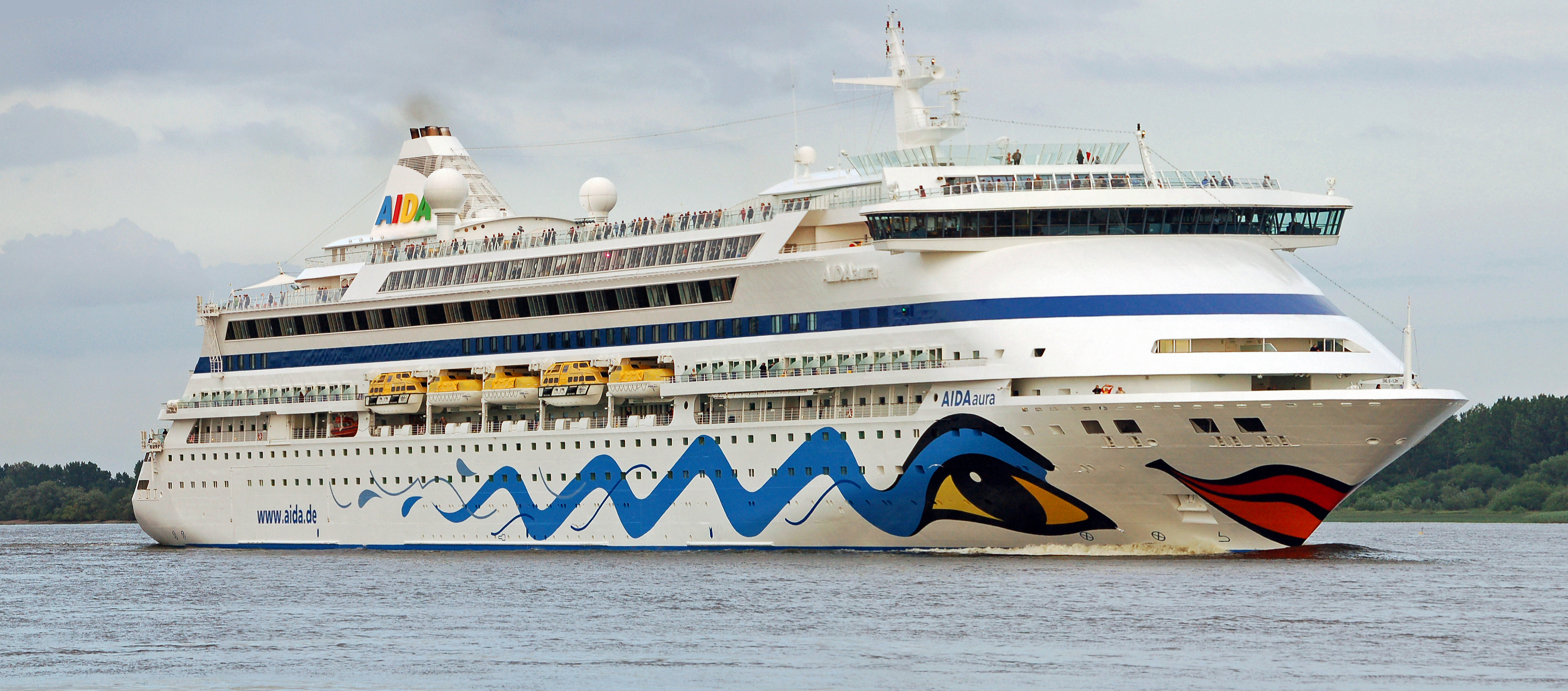
AIDAaura en 2010.

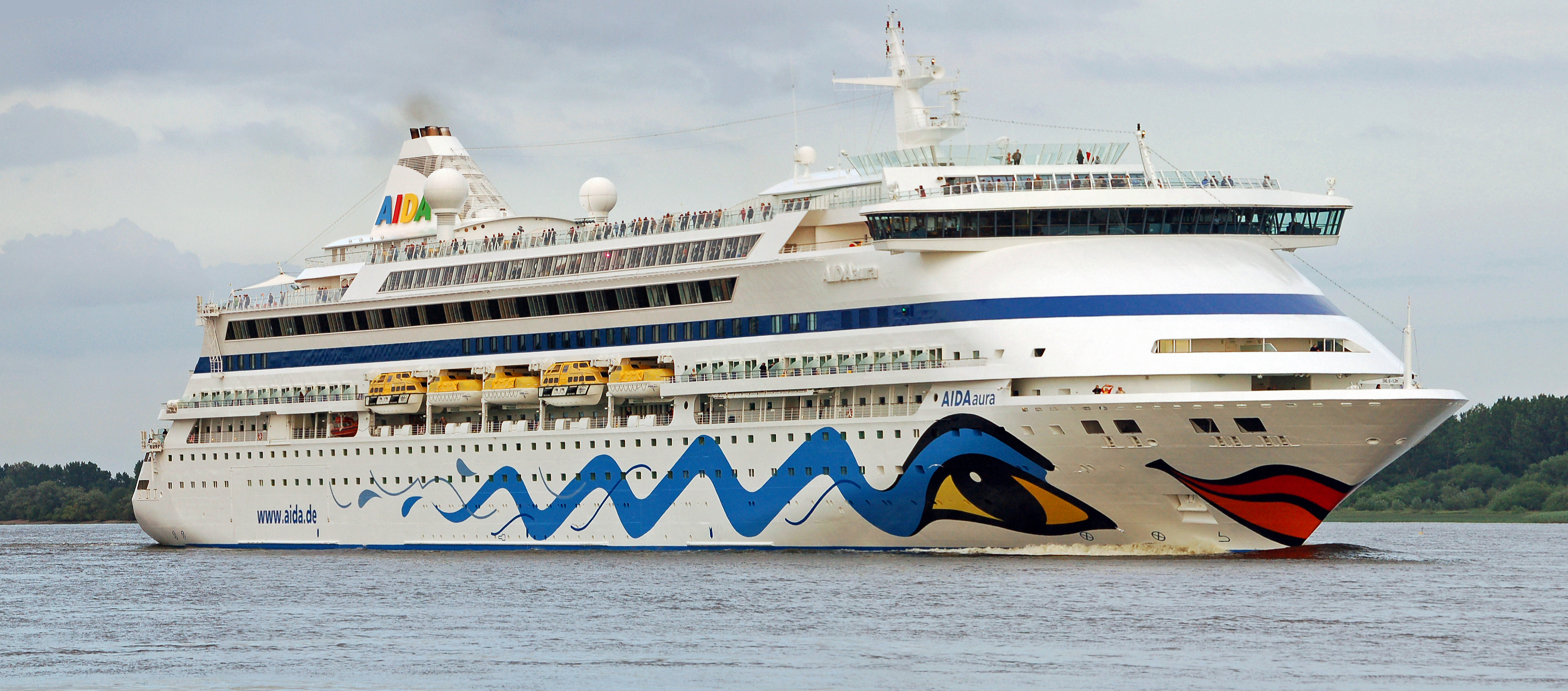
AIDAaura en 2010.

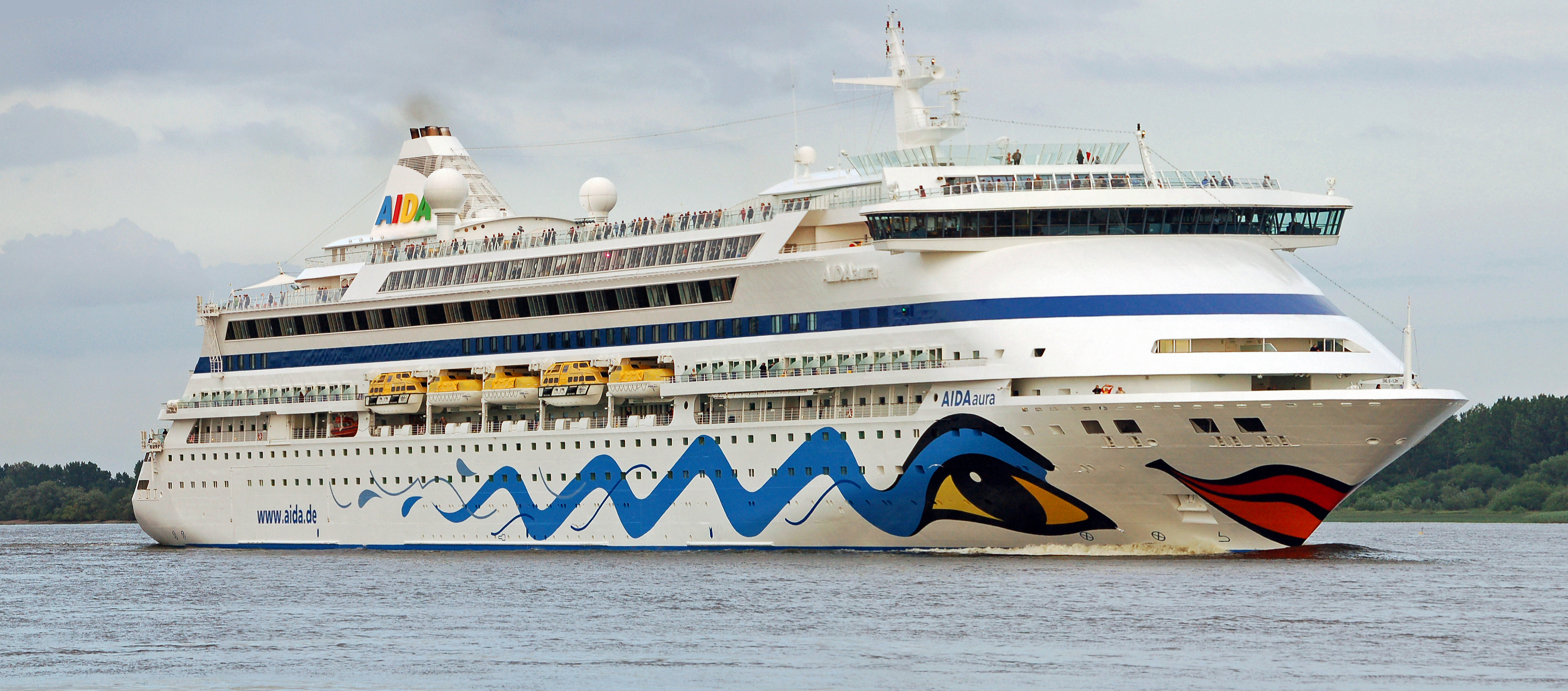
AIDAaura en 2010.

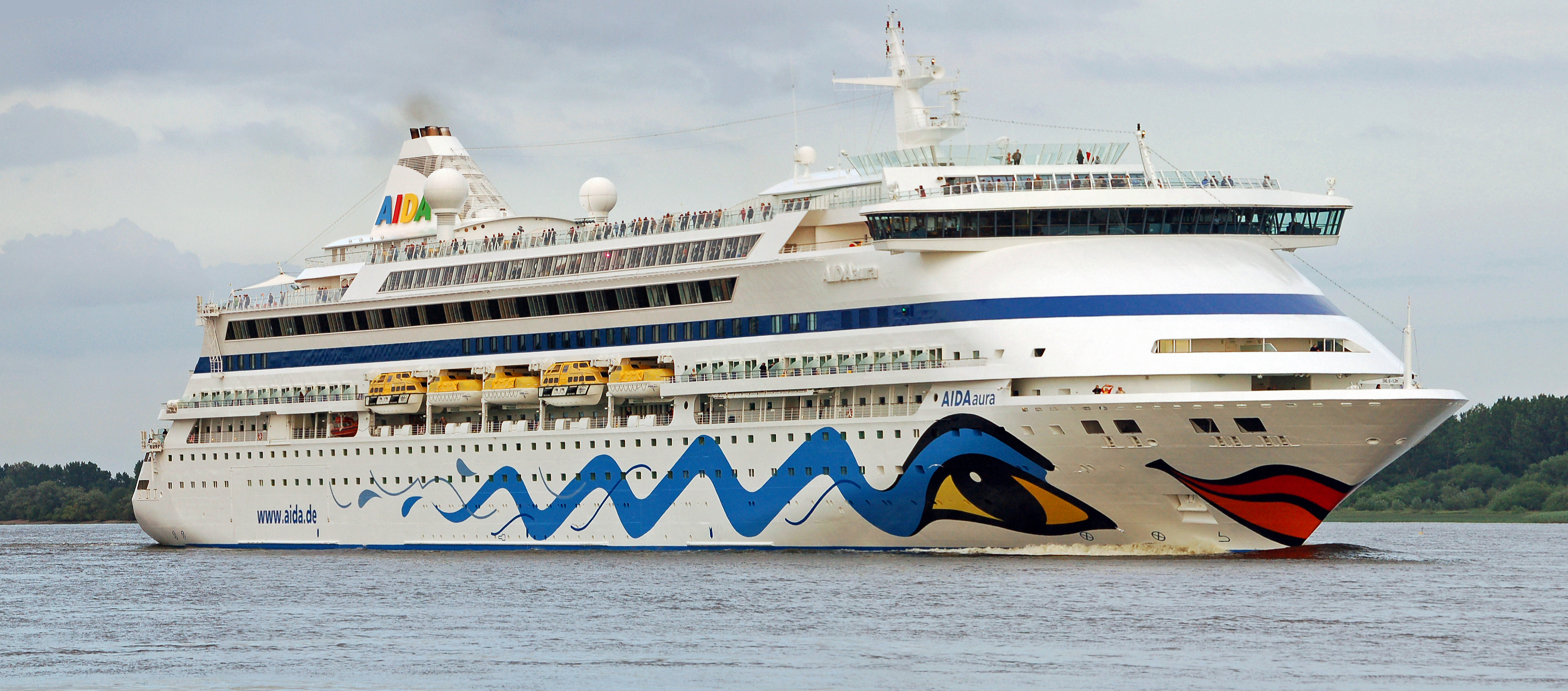
AIDAaura en 2010.

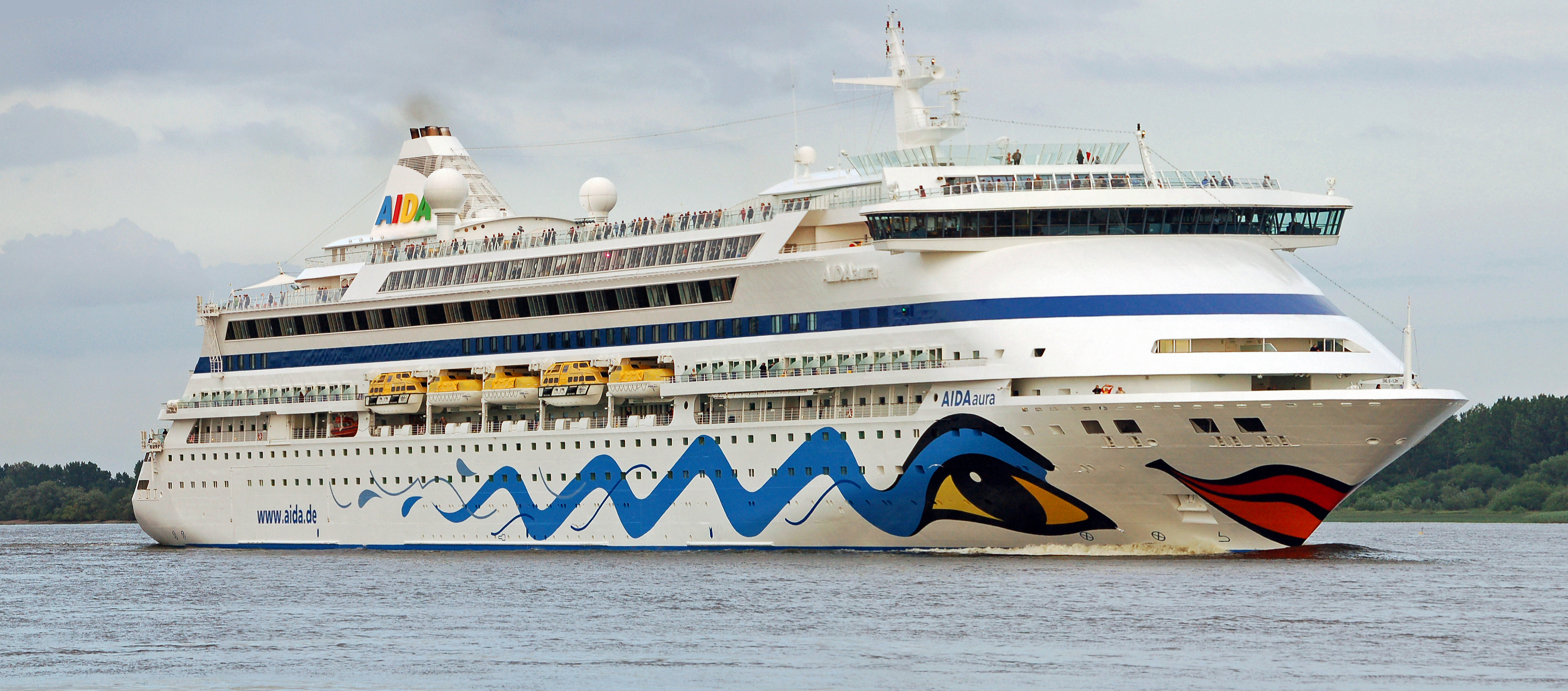
AIDAaura en 2010.

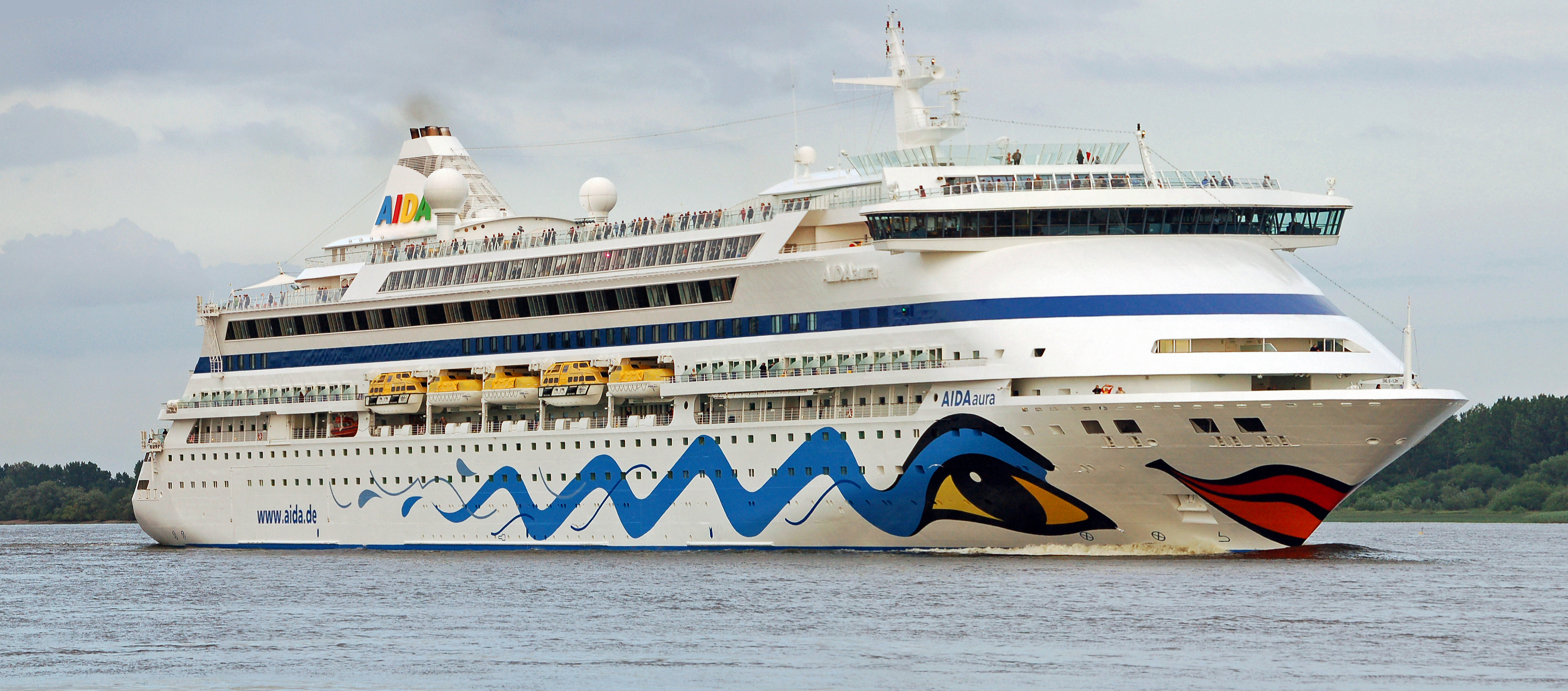
AIDAaura en 2010.

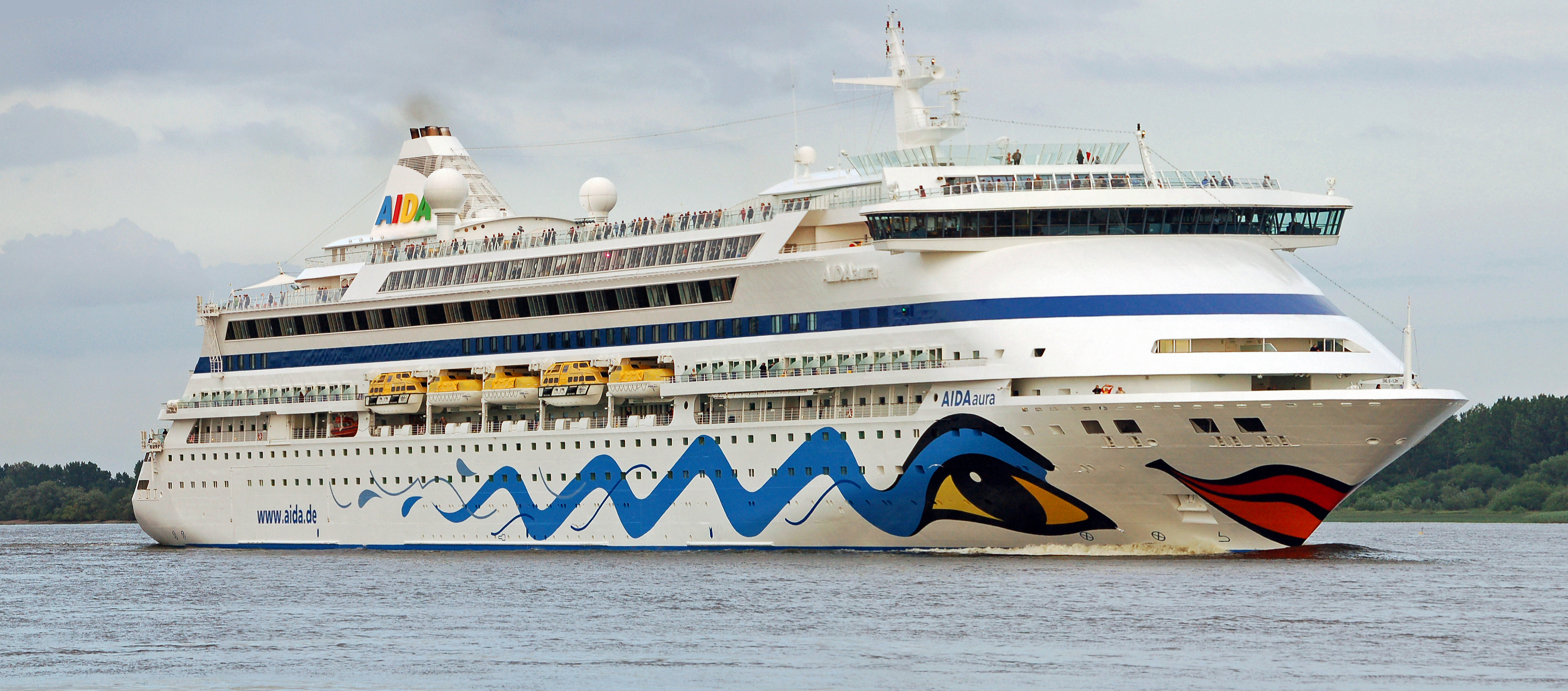
AIDAaura en 2010.

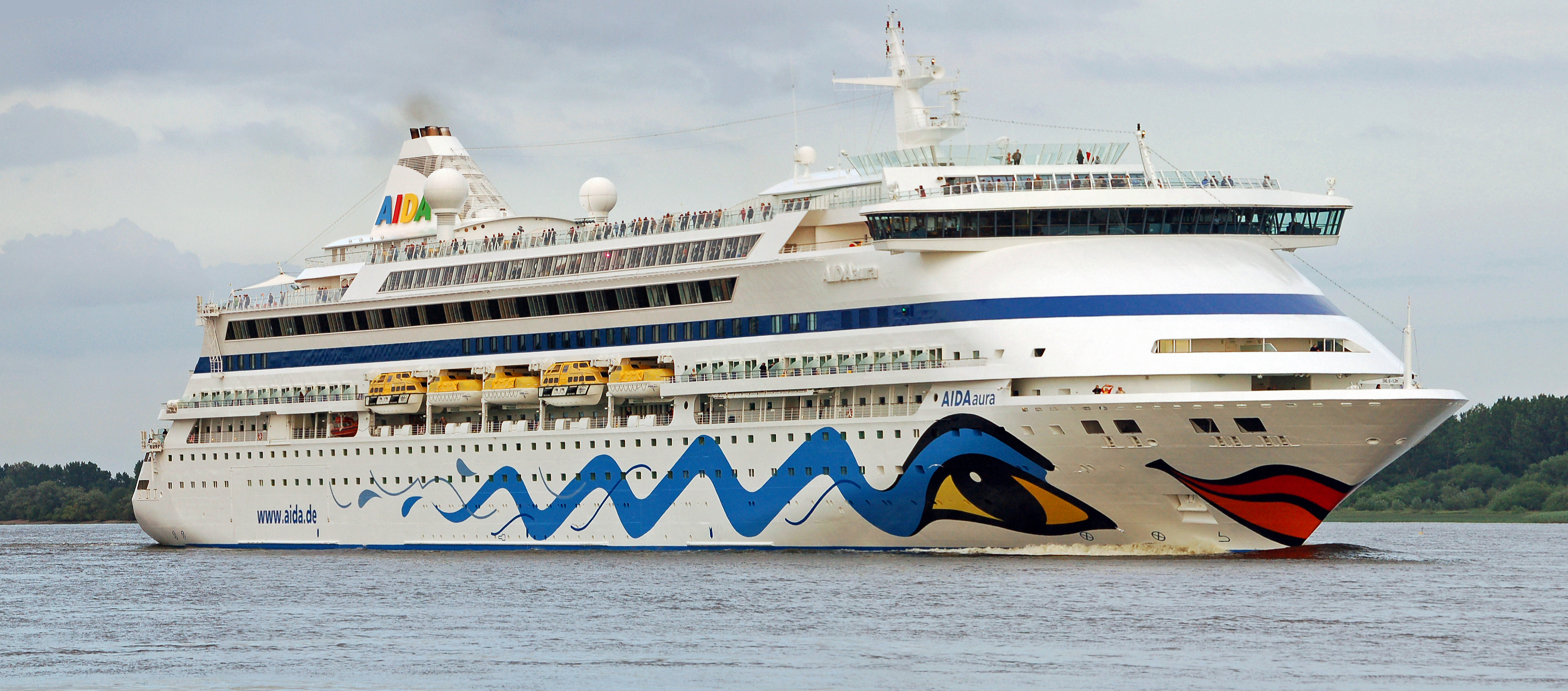
AIDAaura en 2010.

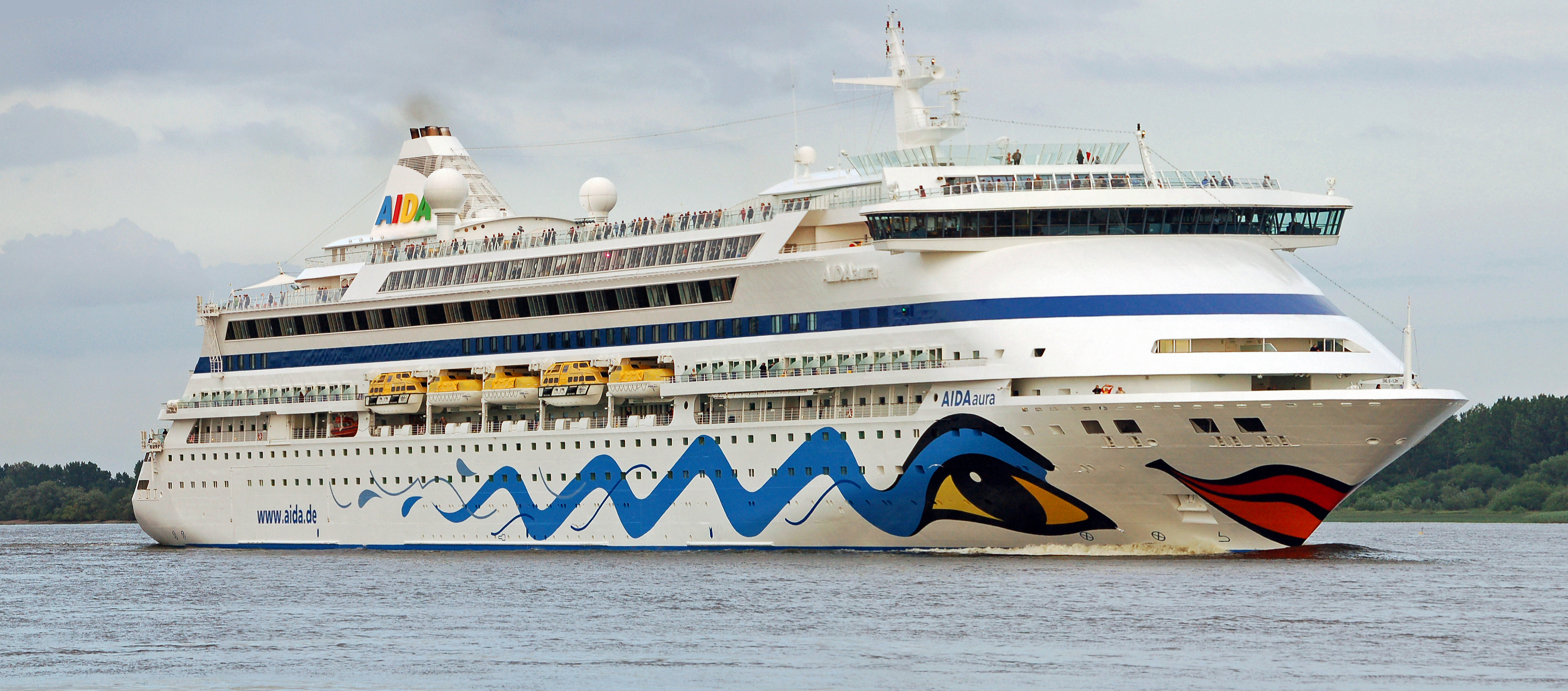
AIDAaura en 2010.

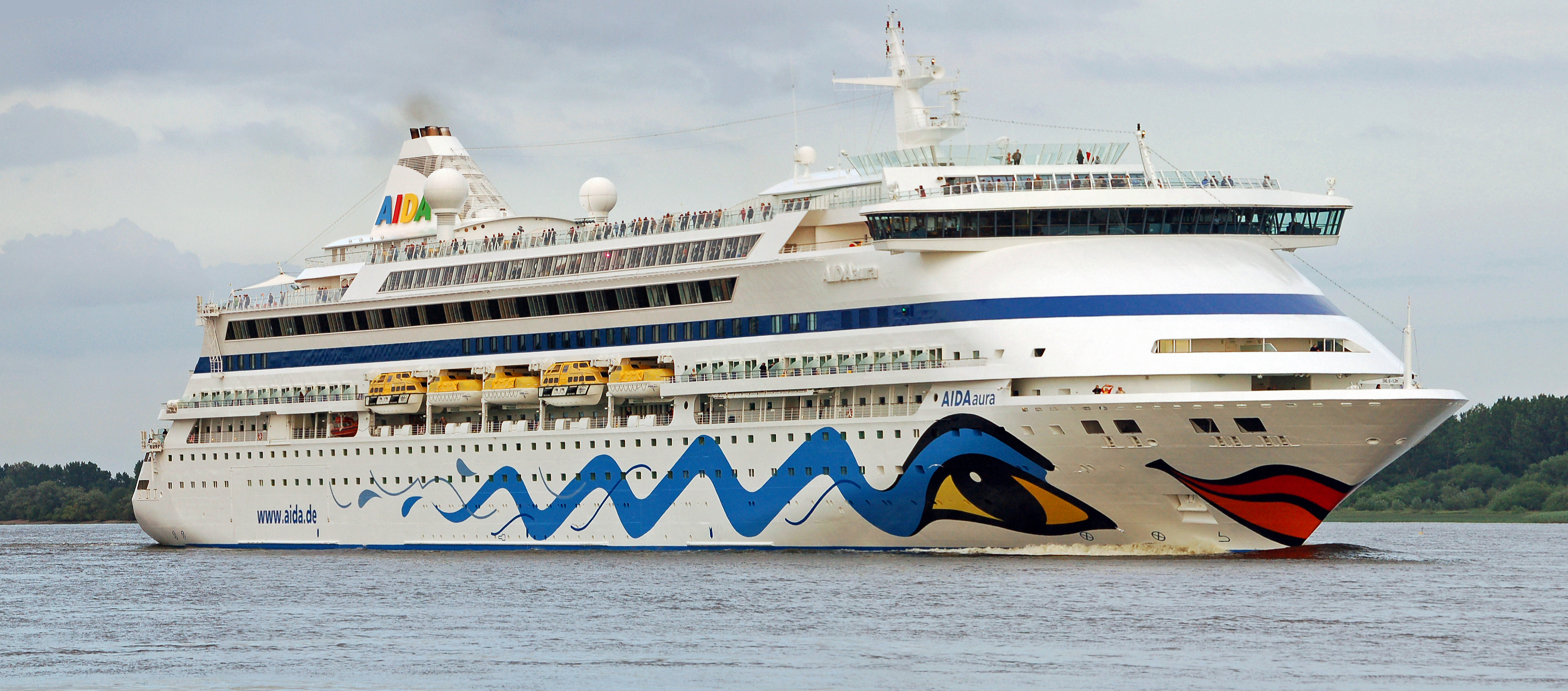
AIDAaura en 2010.

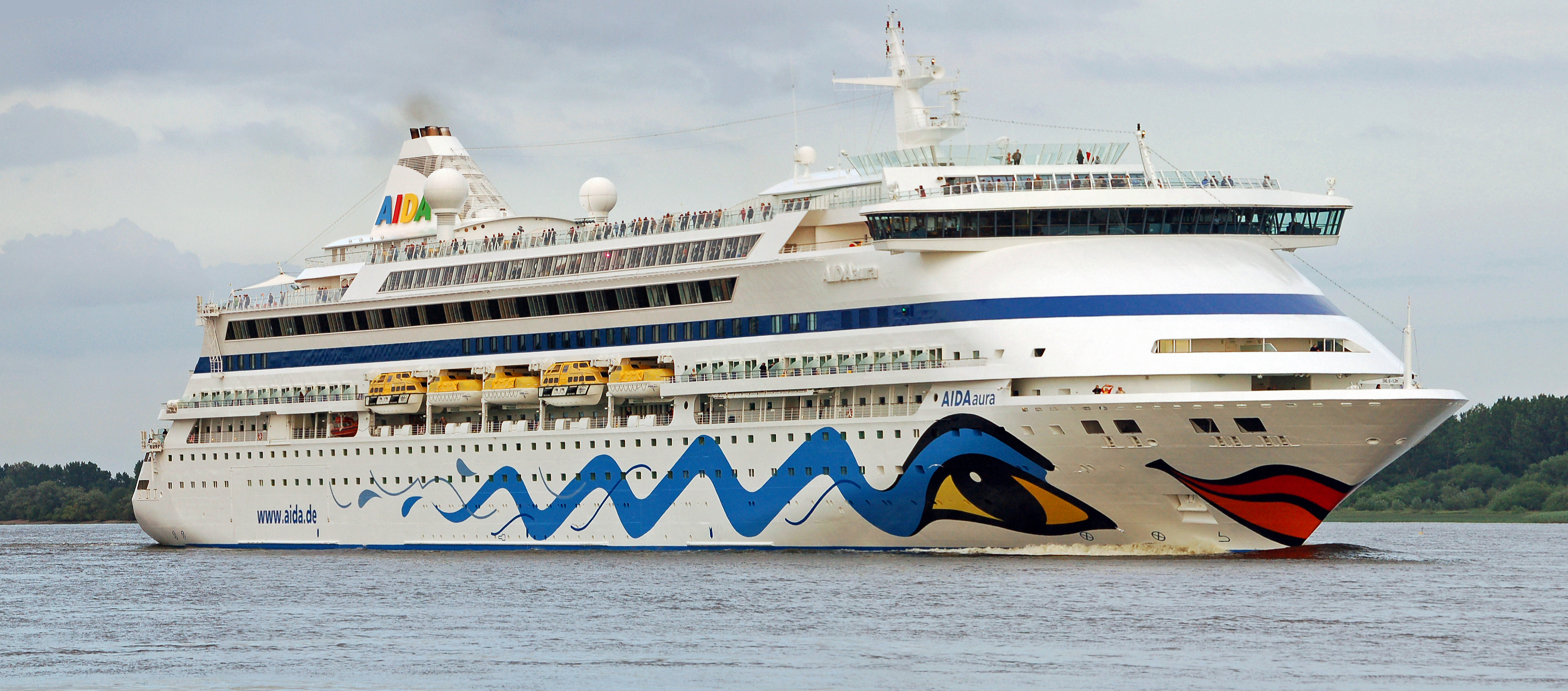
AIDAaura en 2010.

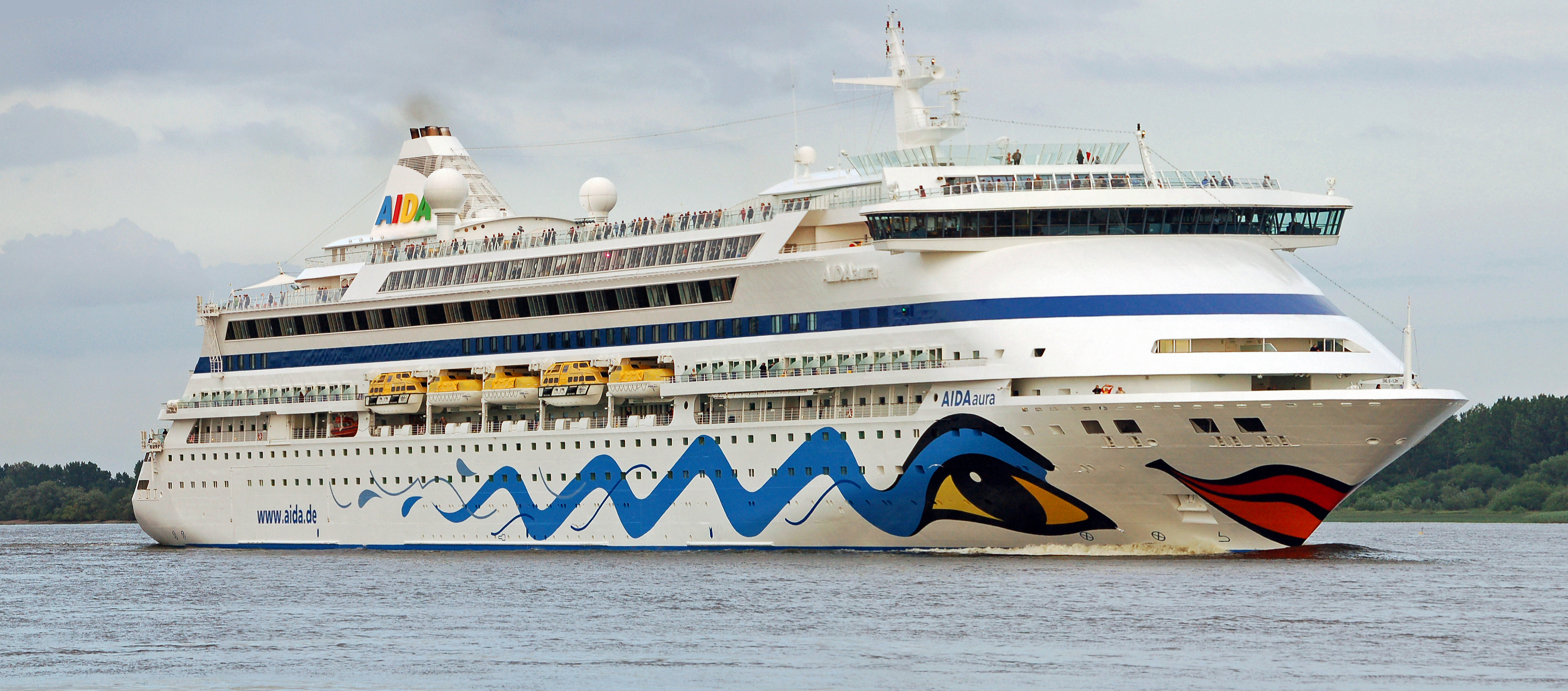
AIDAaura en 2010.

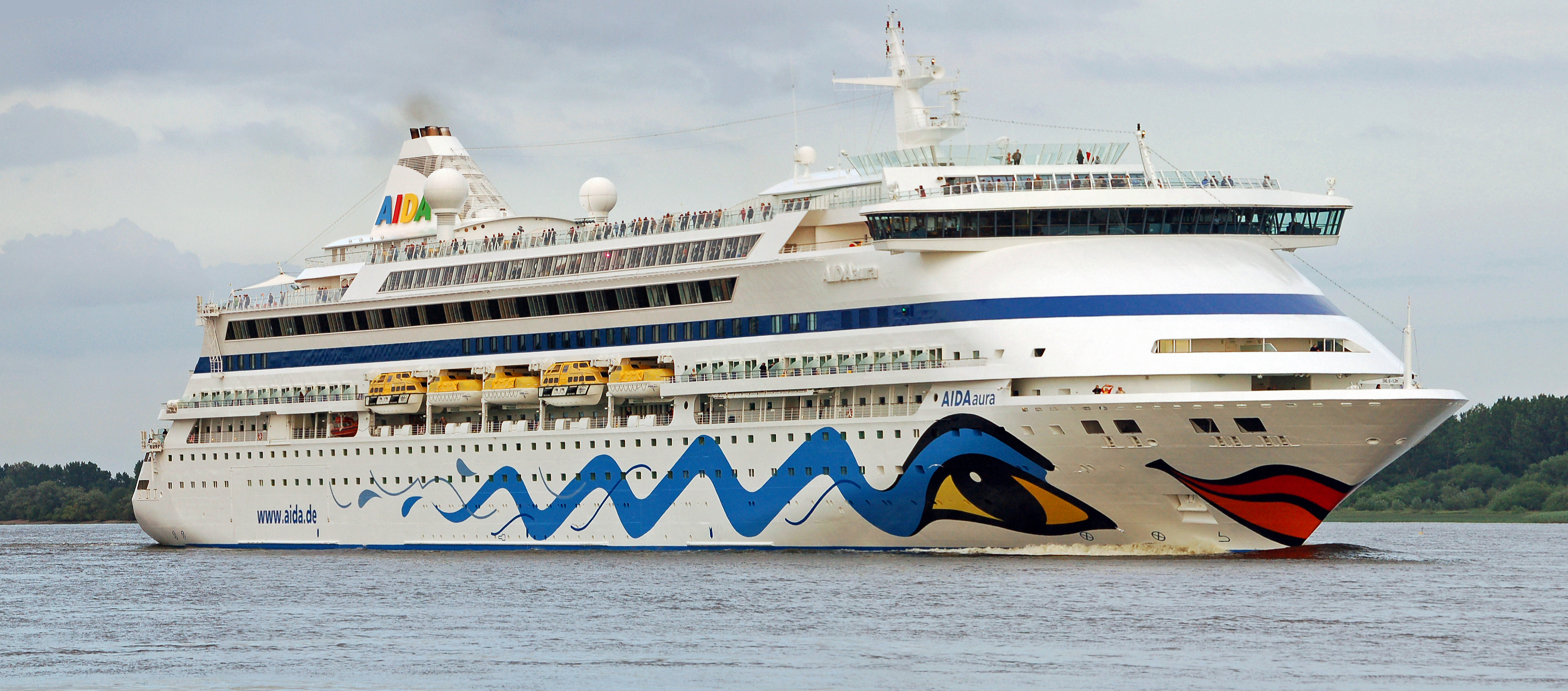
AIDAaura en 2010.

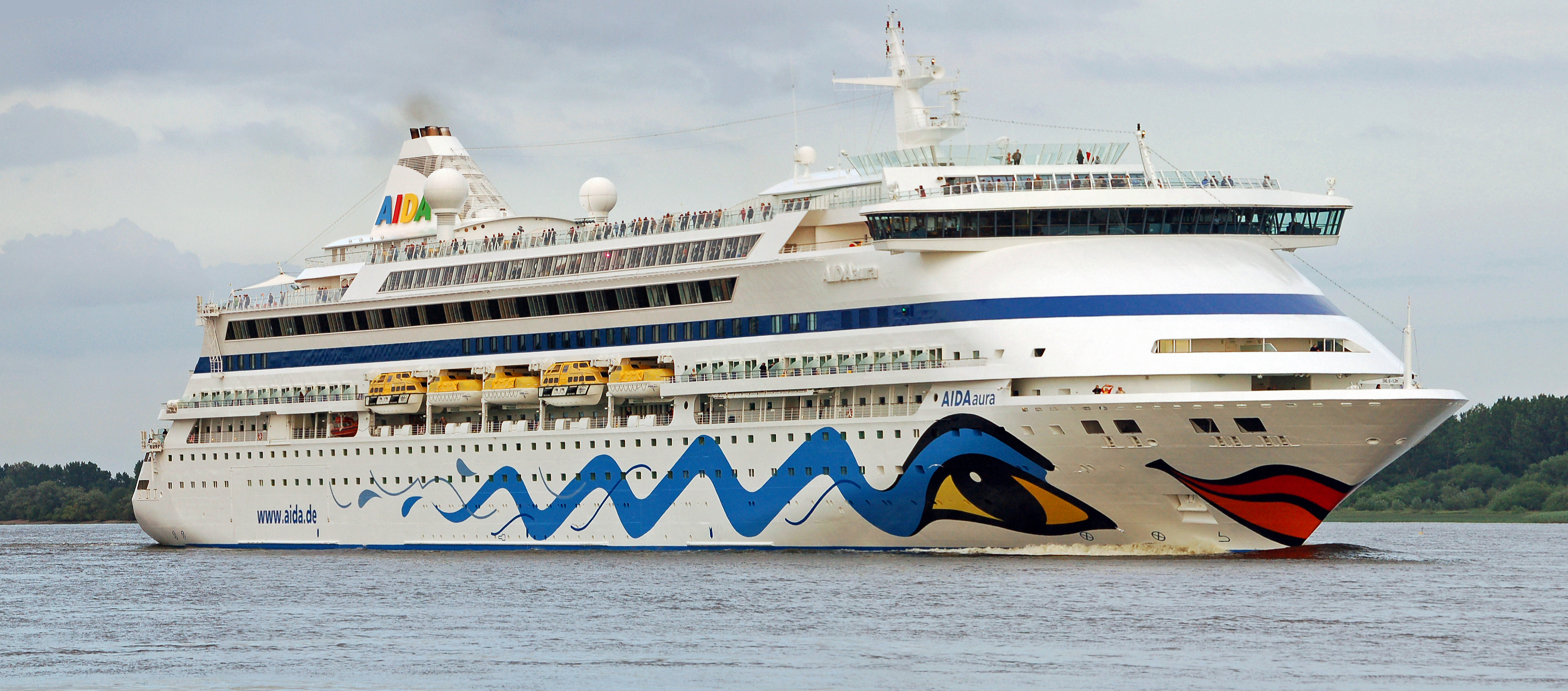
AIDAaura en 2010.

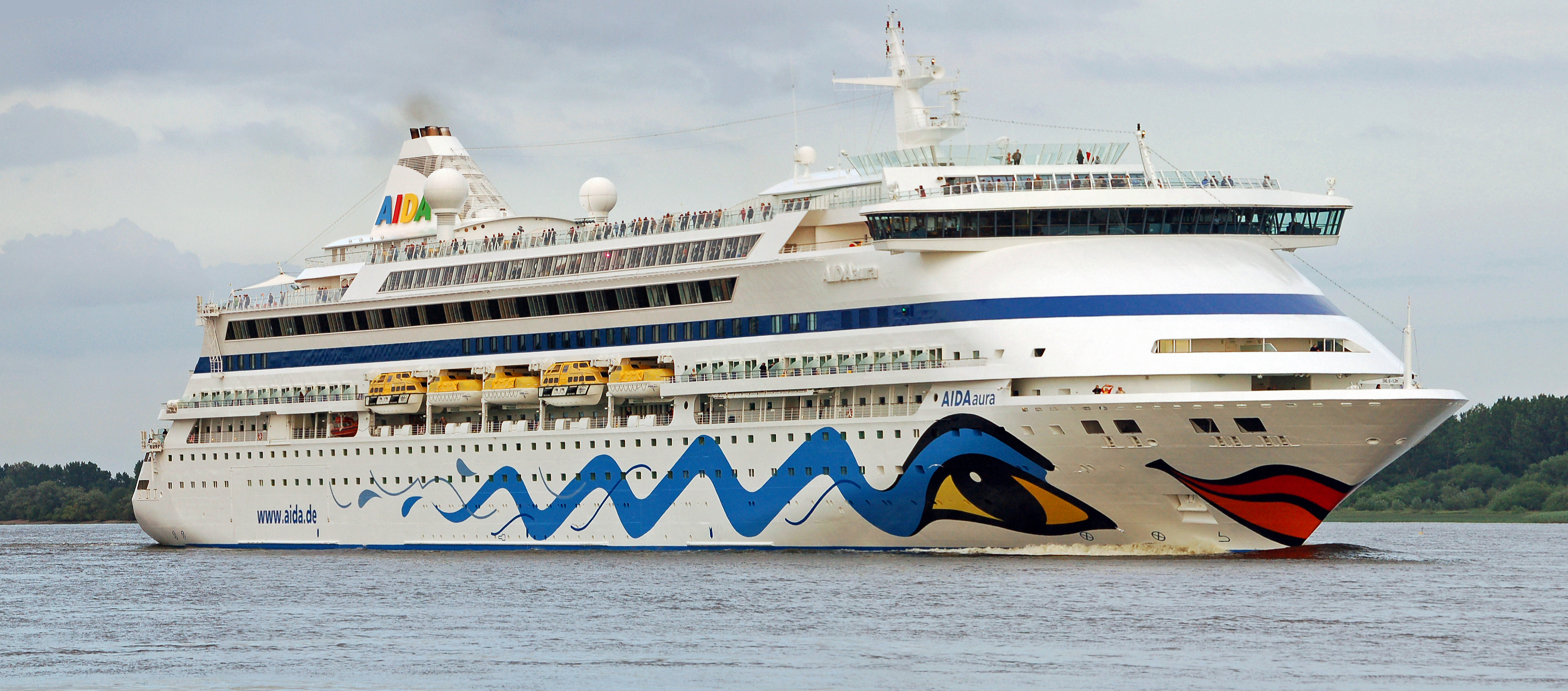
AIDAaura en 2010.

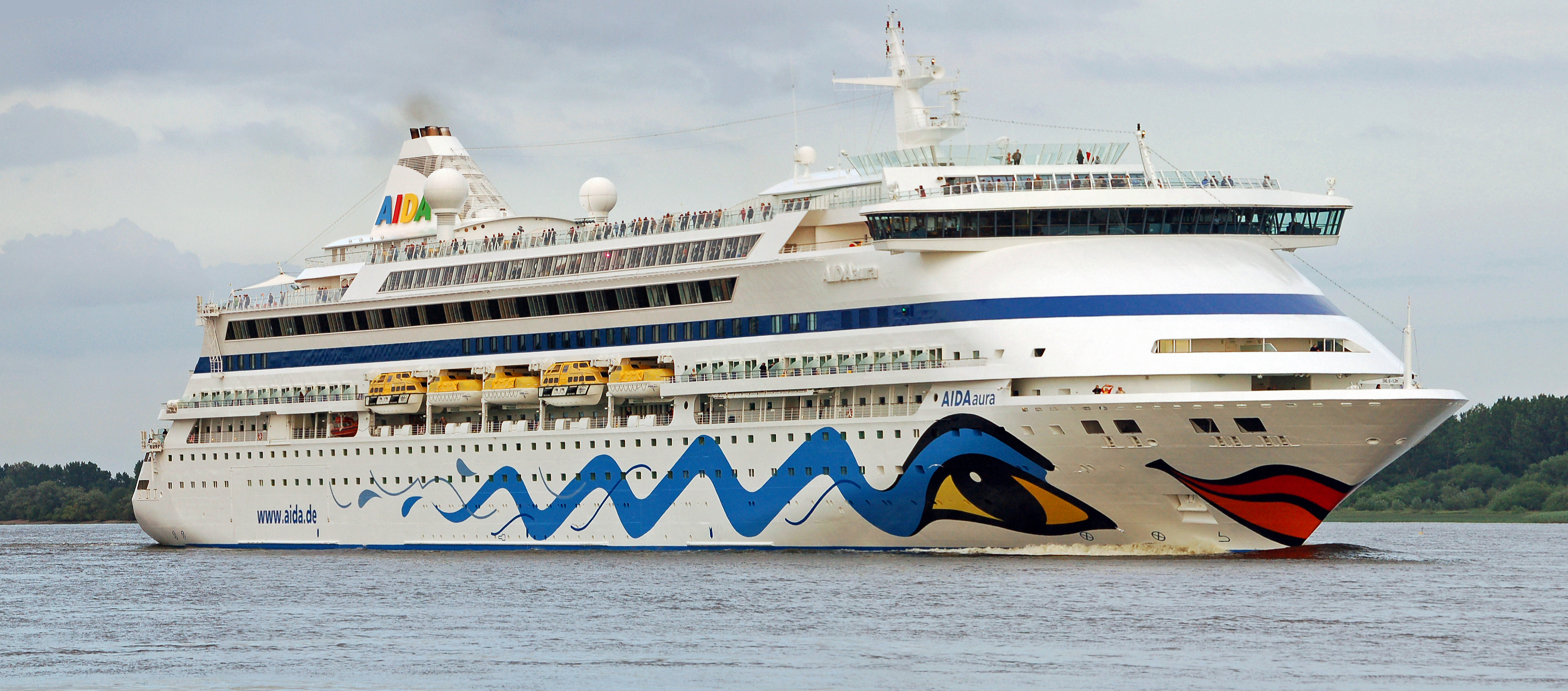
AIDAaura en 2010.

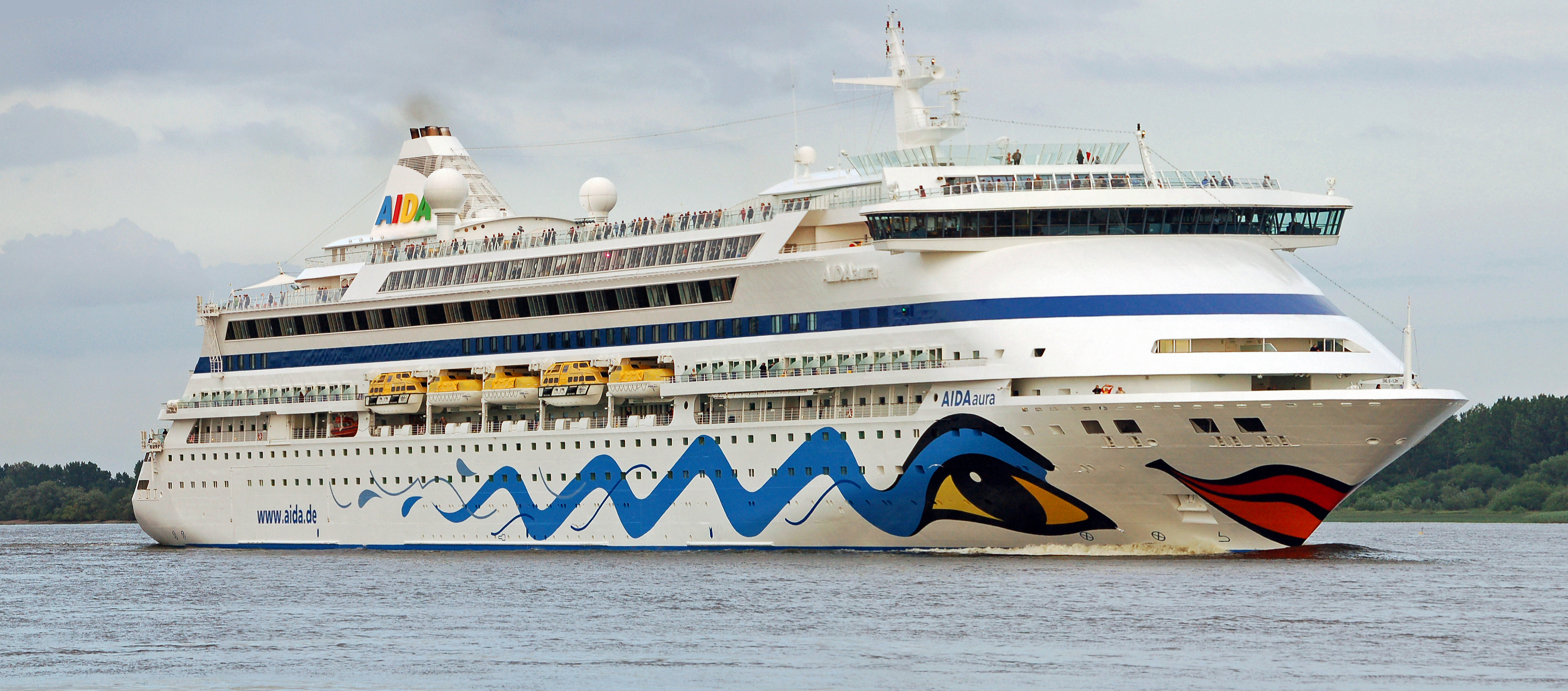
AIDAaura en 2010.

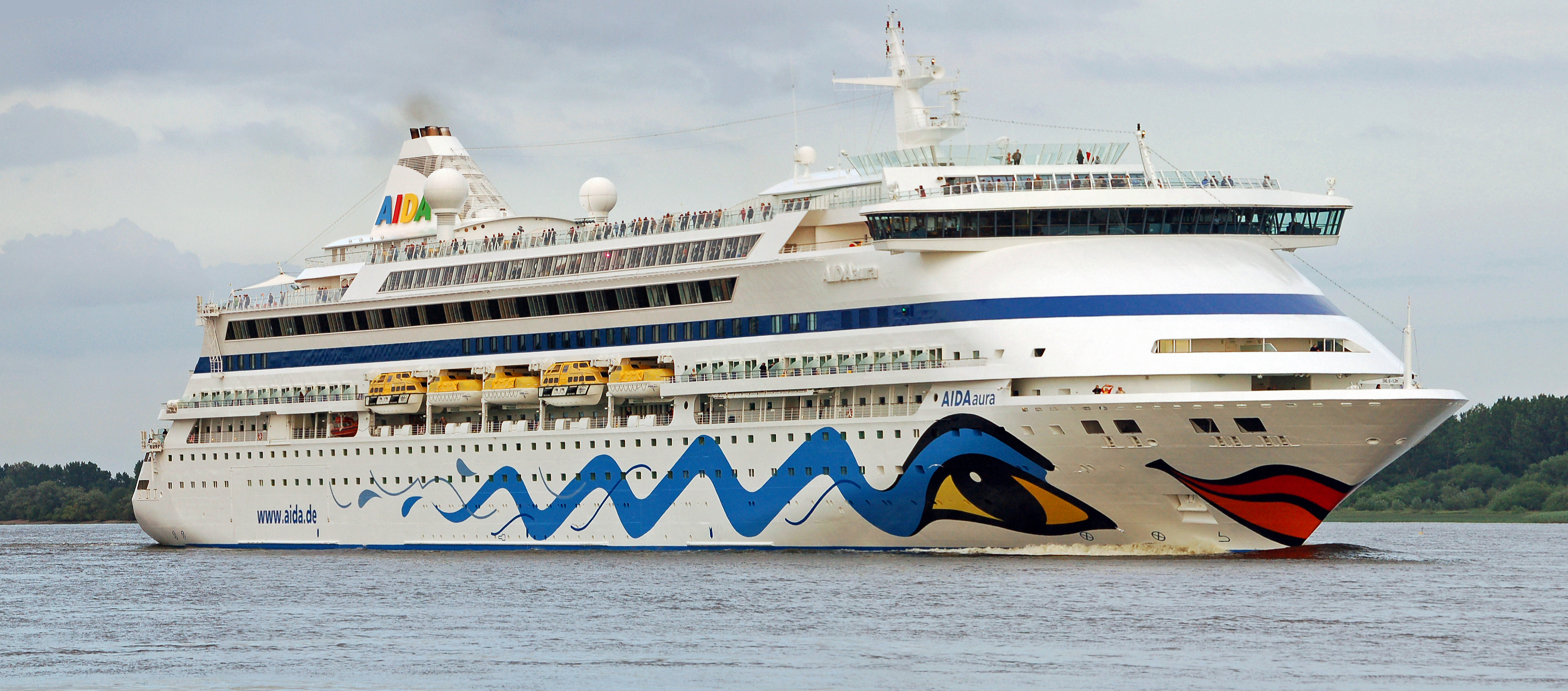
AIDAaura en 2010.

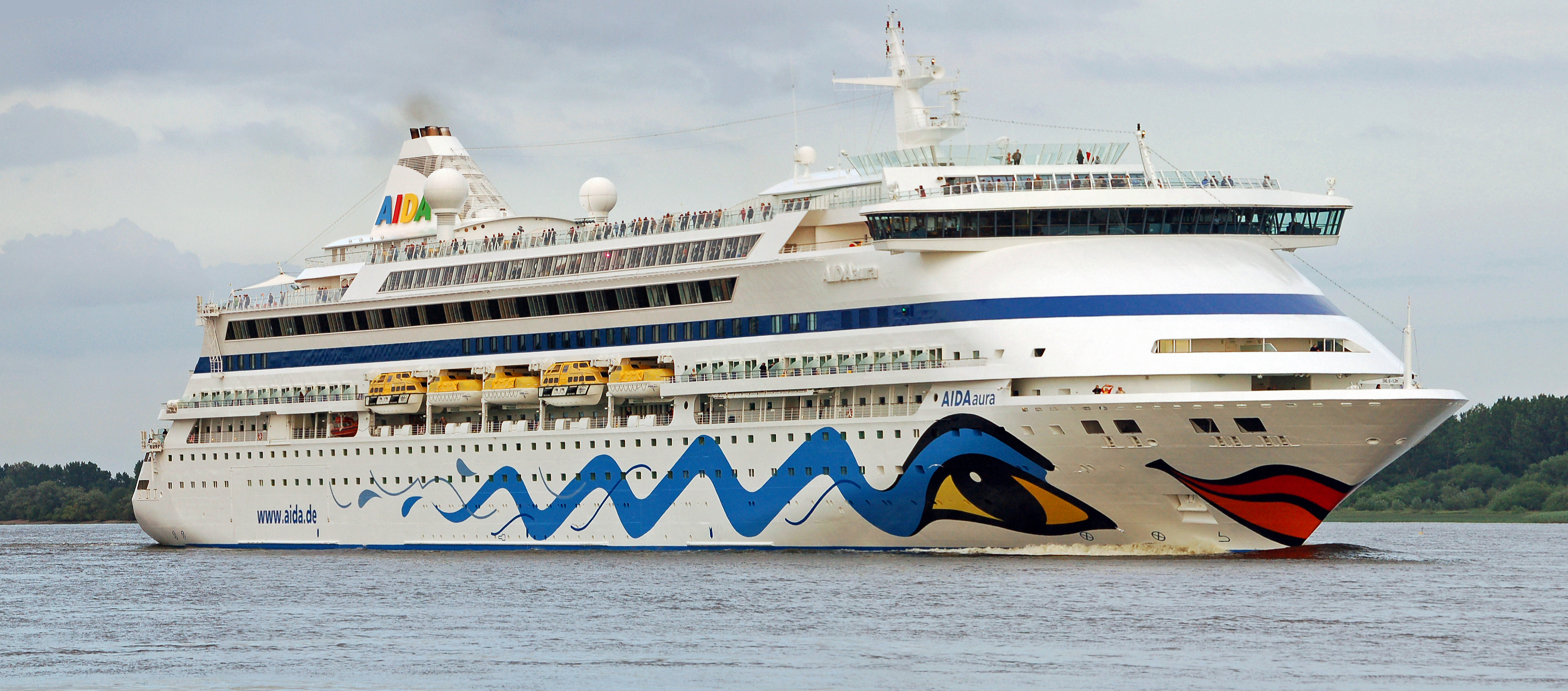
AIDAaura en 2010.

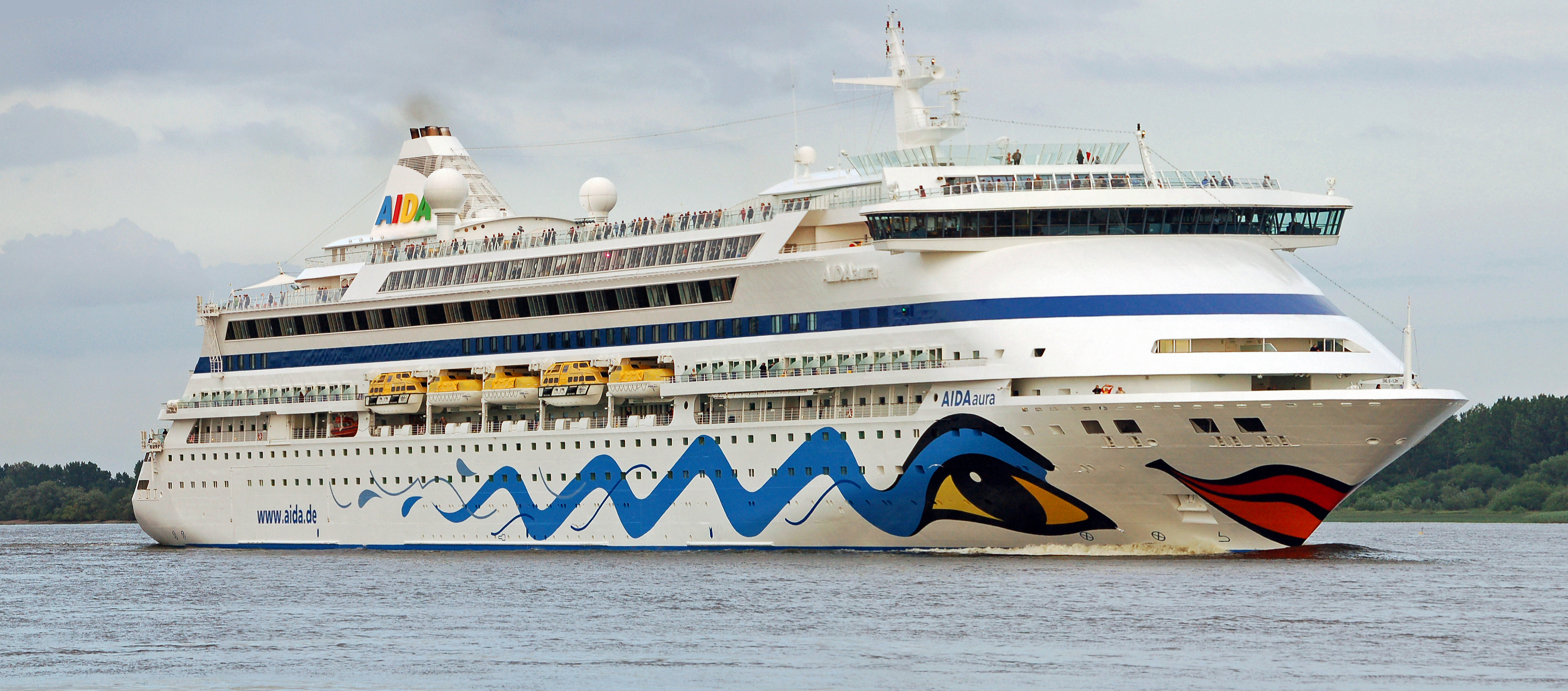
AIDAaura en 2010.

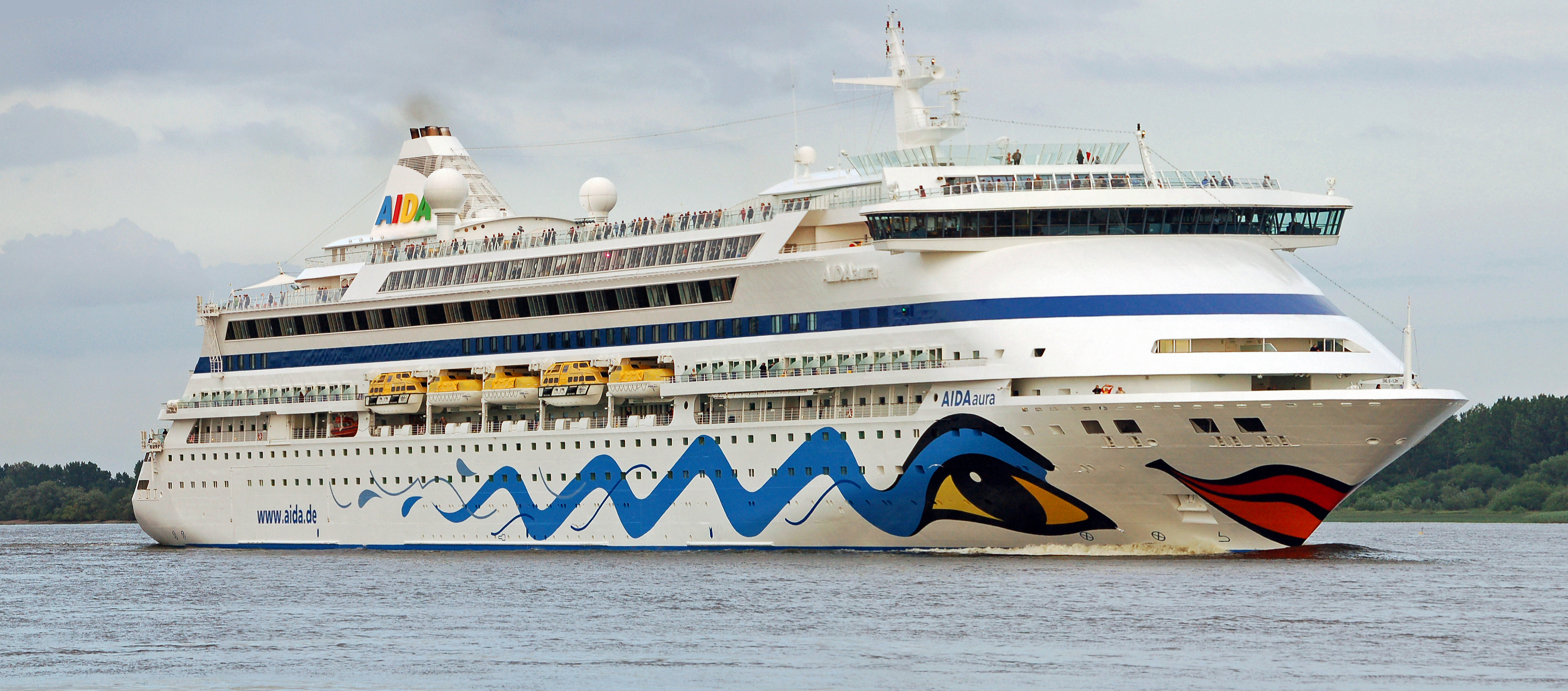
AIDAaura en 2010.

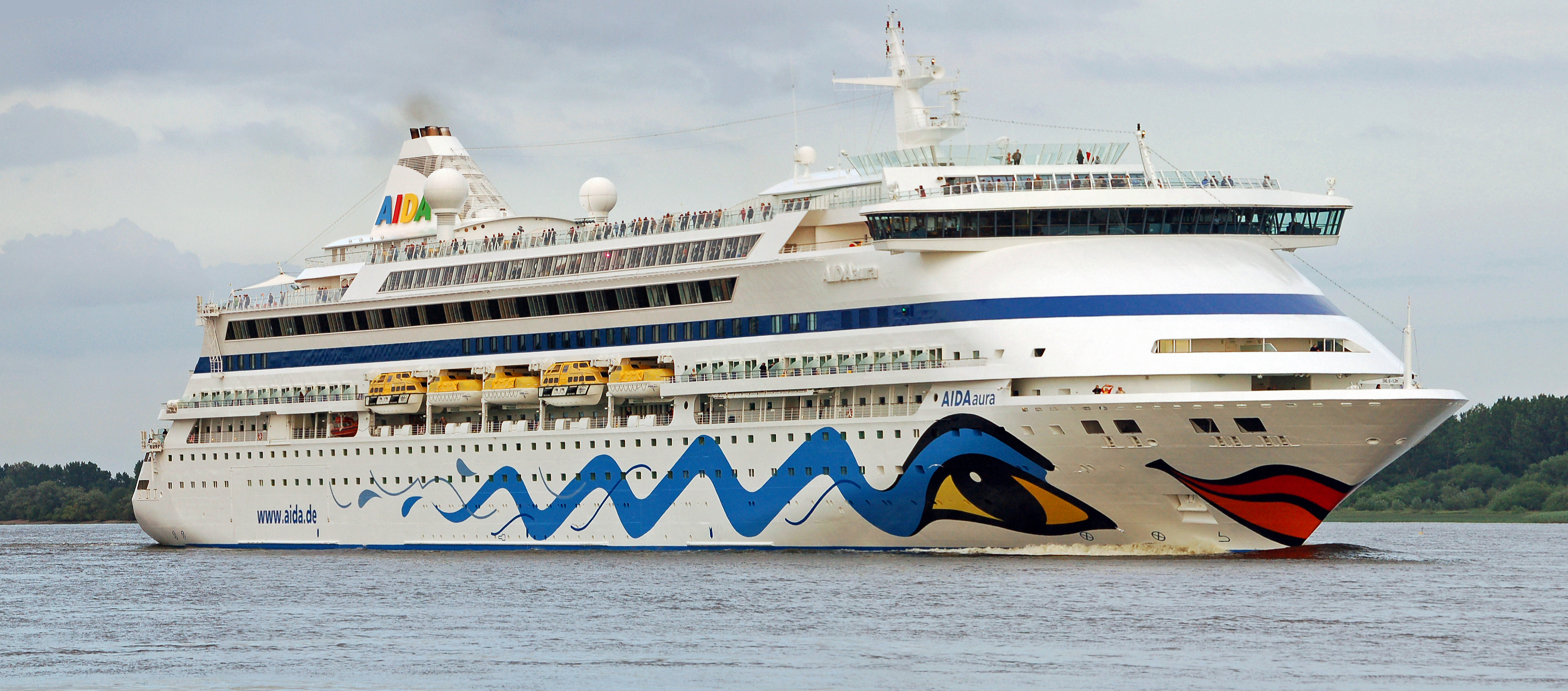
AIDAaura en 2010.

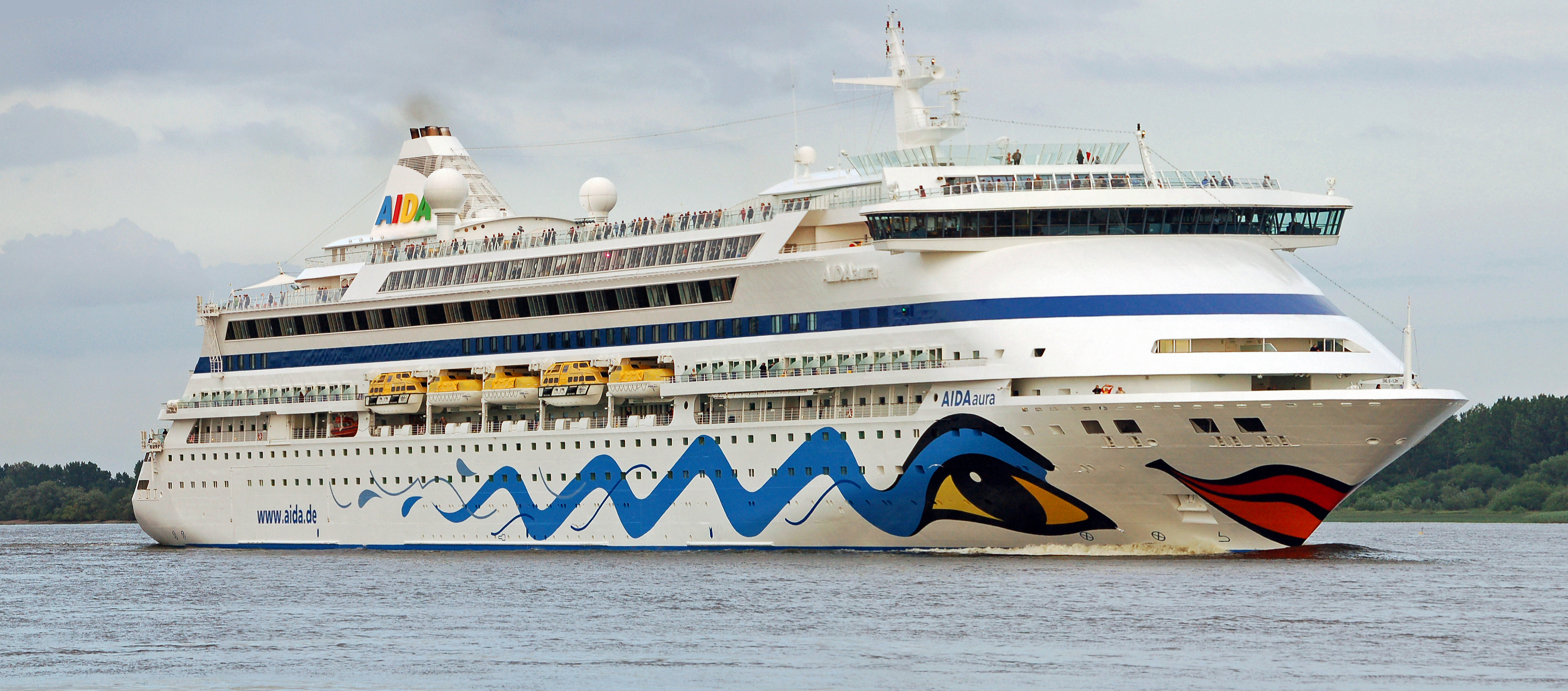
AIDAaura en 2010.

El 8 de octubre de 2018, AIDAaura partirá de Hamburgo en un crucero de 117 días alrededor del mundo. El barco visitará 41 puertos en 20 países en cuatro continentes. Será el segundo crucero mundial de la compañía. El  AIDAcara hizo el primer viaje de ese tipo. El barco 
entró en servicio en marzo de 2024.
El 16 de noviembre de 2023, Celestyal Cruises confirmó la compra del AIDAaura, que entró en servicio en marzo de 2024 como Celestyal Discovery tras una remodelación invernal, reemplazando al Celestyal Olympia. El barco entró en servicio el 22 de marzo de 2024.
El 16 de noviembre de 2023, Celestyal Cruises confirmó la compra del AIDAaura, que entró en servicio en marzo de 2024 como Celestyal Discovery tras una remodelación invernal, reemplazando al Celestyal Olympia. El barco entró en servicio el 22 de marzo de 2024.
El 16 de noviembre de 2023, Celestyal Cruises confirmó la compra del AIDAaura, que entró en servicio en marzo de 2024 como Celestyal Discovery tras una remodelación invernal, reemplazando al Celestyal Olympia. El barco entró en servicio el 22 de marzo de 2024.
El 16 de noviembre de 2023, Celestyal Cruises confirmó la compra del AIDAaura, que entró en servicio en marzo de 2024 como Celestyal Discovery tras una remodelación invernal, reemplazando al Celestyal Olympia. El barco entró en servicio el 22 de marzo de 2024.
El 16 de noviembre de 2023, Celestyal Cruises confirmó la compra del AIDAaura, que entró en servicio en marzo de 2024 como Celestyal Discovery tras una remodelación invernal, reemplazando al Celestyal Olympia. El barco entró en servicio el 22 de marzo de 2024.
El 16 de noviembre de 2023, Celestyal Cruises confirmó la compra del AIDAaura, que entró en servicio en marzo de 2024 como Celestyal Discovery tras una remodelación invernal, reemplazando al Celestyal Olympia. El barco entró en servicio el 22 de marzo de 2024.
El 16 de noviembre de 2023, Celestyal Cruises confirmó la compra del AIDAaura, que entró en servicio en marzo de 2024 como Celestyal Discovery tras una remodelación invernal, reemplazando al Celestyal Olympia. El barco entró en servicio el 22 de marzo de 2024.
El 16 de noviembre de 2023, Celestyal Cruises confirmó la compra del AIDAaura, que entró en servicio en marzo de 2024 como Celestyal Discovery tras una remodelación invernal, reemplazando al Celestyal Olympia. El barco entró en servicio el 22 de marzo de 2024.
El 16 de noviembre de 2023, Celestyal Cruises confirmó la compra del AIDAaura, que entró en servicio en marzo de 2024 como Celestyal Discovery tras una remodelación invernal, reemplazando al Celestyal Olympia. El barco entró en servicio el 22 de marzo de 2024.
El 16 de noviembre de 2023, Celestyal Cruises confirmó la compra del AIDAaura, que entró en servicio en marzo de 2024 como Celestyal Discovery tras una remodelación invernal, reemplazando al Celestyal Olympia. El barco entró en servicio el 22 de marzo de 2024.
El 16 de noviembre de 2023, Celestyal Cruises confirmó la compra del AIDAaura, que entró en servicio en marzo de 2024 como Celestyal Discovery tras una remodelación invernal, reemplazando al Celestyal Olympia. El barco entró en servicio el 22 de marzo de 2024.
El 16 de noviembre de 2023, Celestyal Cruises confirmó la compra del AIDAaura, que entró en servicio en marzo de 2024 como Celestyal Discovery tras una remodelación invernal, reemplazando al Celestyal Olympia. El barco entró en servicio el 22 de marzo de 2024.
El 16 de noviembre de 2023, Celestyal Cruises confirmó la compra del AIDAaura, que entró en servicio en marzo de 2024 como Celestyal Discovery tras una remodelación invernal, reemplazando al Celestyal Olympia. El barco entró en servicio el 22 de marzo de 2024.
'Celestyal Discovery, anteriormente llamado AIDAaura, es el tercer barco operado por la línea de cruceros alemana AIDA Cruises. AIDAaura fue construido en 2003 por el astillero alemán Aker MTW en Wismar. Este es idéntico a AIDAvita.
El 8 de octubre de 2018, AIDAaura partirá de Hamburgo en un crucero de 117 días alrededor del mundo. El barco visitará 41 puertos en 20 países en cuatro continentes. Será el segundo crucero mundial de la compañía. El  AIDAcara hizo el primer viaje de ese tipo. El barco 
entró en servicio en marzo de 2024.
El 16 de noviembre de 2023, Celestyal Cruises confirmó la compra del AIDAaura, que entró en servicio en marzo de 2024 como Celestyal Discovery tras una remodelación invernal, reemplazando al Celestyal Olympia. El barco entró en servicio el 22 de marzo de 2024.
El 16 de noviembre de 2023, Celestyal Cruises confirmó la compra del AIDAaura, que entró en servicio en marzo de 2024 como Celestyal Discovery tras una remodelación invernal, reemplazando al Celestyal Olympia. El barco entró en servicio el 22 de marzo de 2024.
El 16 de noviembre de 2023, Celestyal Cruises confirmó la compra del AIDAaura, que entró en servicio en marzo de 2024 como Celestyal Discovery tras una remodelación invernal, reemplazando al Celestyal Olympia. El barco entró en servicio el 22 de marzo de 2024.
El 16 de noviembre de 2023, Celestyal Cruises confirmó la compra del AIDAaura, que entró en servicio en marzo de 2024 como Celestyal Discovery tras una remodelación invernal, reemplazando al Celestyal Olympia. El barco entró en servicio el 22 de marzo de 2024.
El 16 de noviembre de 2023, Celestyal Cruises confirmó la compra del AIDAaura, que entró en servicio en marzo de 2024 como Celestyal Discovery tras una remodelación invernal, reemplazando al Celestyal Olympia. El barco entró en servicio el 22 de marzo de 2024.
El 16 de noviembre de 2023, Celestyal Cruises confirmó la compra del AIDAaura, que entró en servicio en marzo de 2024 como Celestyal Discovery tras una remodelación invernal, reemplazando al Celestyal Olympia. El barco entró en servicio el 22 de marzo de 2024.
El 16 de noviembre de 2023, Celestyal Cruises confirmó la compra del AIDAaura, que entró en servicio en marzo de 2024 como Celestyal Discovery tras una remodelación invernal, reemplazando al Celestyal Olympia. El barco entró en servicio el 22 de marzo de 2024.
El 16 de noviembre de 2023, Celestyal Cruises confirmó la compra del AIDAaura, que entró en servicio en marzo de 2024 como Celestyal Discovery tras una remodelación invernal, reemplazando al Celestyal Olympia. El barco entró en servicio el 22 de marzo de 2024.
El 16 de noviembre de 2023, Celestyal Cruises confirmó la compra del AIDAaura, que entró en servicio en marzo de 2024 como Celestyal Discovery tras una remodelación invernal, reemplazando al Celestyal Olympia. El barco entró en servicio el 22 de marzo de 2024.
El 16 de noviembre de 2023, Celestyal Cruises confirmó la compra del AIDAaura, que entró en servicio en marzo de 2024 como Celestyal Discovery tras una remodelación invernal, reemplazando al Celestyal Olympia. El barco entró en servicio el 22 de marzo de 2024.
El 16 de noviembre de 2023, Celestyal Cruises confirmó la compra del AIDAaura, que entró en servicio en marzo de 2024 como Celestyal Discovery tras una remodelación invernal, reemplazando al Celestyal Olympia. El barco entró en servicio el 22 de marzo de 2024.
El 16 de noviembre de 2023, Celestyal Cruises confirmó la compra del AIDAaura, que entró en servicio en marzo de 2024 como Celestyal Discovery tras una remodelación invernal, reemplazando al Celestyal Olympia. El barco entró en servicio el 22 de marzo de 2024.
El 16 de noviembre de 2023, Celestyal Cruises confirmó la compra del AIDAaura, que entró en servicio en marzo de 2024 como Celestyal Discovery tras una remodelación invernal, reemplazando al Celestyal Olympia. El barco entró en servicio el 22 de marzo de 2024.
'Celestyal Discovery, anteriormente llamado AIDAaura, es el tercer barco operado por la línea de cruceros alemana AIDA Cruises. AIDAaura fue construido en 2003 por el astillero alemán Aker MTW en Wismar. Este es idéntico a AIDAvita.
El 8 de octubre de 2018, AIDAaura partirá de Hamburgo en un crucero de 117 días alrededor del mundo. El barco visitará 41 puertos en 20 países en cuatro continentes. Será el segundo crucero mundial de la compañía. El  AIDAcara hizo el primer viaje de ese tipo. El barco 
entró en servicio en marzo de 2024.
El 16 de noviembre de 2023, Celestyal Cruises confirmó la compra del AIDAaura, que entró en servicio en marzo de 2024 como Celestyal Discovery tras una remodelación invernal, reemplazando al Celestyal Olympia. El barco entró en servicio el 22 de marzo de 2024.
El 16 de noviembre de 2023, Celestyal Cruises confirmó la compra del AIDAaura, que entró en servicio en marzo de 2024 como Celestyal Discovery tras una remodelación invernal, reemplazando al Celestyal Olympia. El barco entró en servicio el 22 de marzo de 2024.
El 16 de noviembre de 2023, Celestyal Cruises confirmó la compra del AIDAaura, que entró en servicio en marzo de 2024 como Celestyal Discovery tras una remodelación invernal, reemplazando al Celestyal Olympia. El barco entró en servicio el 22 de marzo de 2024.
El 16 de noviembre de 2023, Celestyal Cruises confirmó la compra del AIDAaura, que entró en servicio en marzo de 2024 como Celestyal Discovery tras una remodelación invernal, reemplazando al Celestyal Olympia. El barco entró en servicio el 22 de marzo de 2024.
El 16 de noviembre de 2023, Celestyal Cruises confirmó la compra del AIDAaura, que entró en servicio en marzo de 2024 como Celestyal Discovery tras una remodelación invernal, reemplazando al Celestyal Olympia. El barco entró en servicio el 22 de marzo de 2024.
El 16 de noviembre de 2023, Celestyal Cruises confirmó la compra del AIDAaura, que entró en servicio en marzo de 2024 como Celestyal Discovery tras una remodelación invernal, reemplazando al Celestyal Olympia. El barco entró en servicio el 22 de marzo de 2024.
El 16 de noviembre de 2023, Celestyal Cruises confirmó la compra del AIDAaura, que entró en servicio en marzo de 2024 como Celestyal Discovery tras una remodelación invernal, reemplazando al Celestyal Olympia. El barco entró en servicio el 22 de marzo de 2024.
El 16 de noviembre de 2023, Celestyal Cruises confirmó la compra del AIDAaura, que entró en servicio en marzo de 2024 como Celestyal Discovery tras una remodelación invernal, reemplazando al Celestyal Olympia. El barco entró en servicio el 22 de marzo de 2024.
El 16 de noviembre de 2023, Celestyal Cruises confirmó la compra del AIDAaura, que entró en servicio en marzo de 2024 como Celestyal Discovery tras una remodelación invernal, reemplazando al Celestyal Olympia. El barco entró en servicio el 22 de marzo de 2024.
El 16 de noviembre de 2023, Celestyal Cruises confirmó la compra del AIDAaura, que entró en servicio en marzo de 2024 como Celestyal Discovery tras una remodelación invernal, reemplazando al Celestyal Olympia. El barco entró en servicio el 22 de marzo de 2024.
El 16 de noviembre de 2023, Celestyal Cruises confirmó la compra del AIDAaura, que entró en servicio en marzo de 2024 como Celestyal Discovery tras una remodelación invernal, reemplazando al Celestyal Olympia. El barco entró en servicio el 22 de marzo de 2024.
El 16 de noviembre de 2023, Celestyal Cruises confirmó la compra del AIDAaura, que entró en servicio en marzo de 2024 como Celestyal Discovery tras una remodelación invernal, reemplazando al Celestyal Olympia. El barco entró en servicio el 22 de marzo de 2024.
El 16 de noviembre de 2023, Celestyal Cruises confirmó la compra del AIDAaura, que entró en servicio en marzo de 2024 como Celestyal Discovery tras una remodelación invernal, reemplazando al Celestyal Olympia. El barco entró en servicio el 22 de marzo de 2024.
'Celestyal Discovery, anteriormente llamado AIDAaura, es el tercer barco operado por la línea de cruceros alemana AIDA Cruises. AIDAaura fue construido en 2003 por el astillero alemán Aker MTW en Wismar. Este es idéntico a AIDAvita.
El 8 de octubre de 2018, AIDAaura partirá de Hamburgo en un crucero de 117 días alrededor del mundo. El barco visitará 41 puertos en 20 países en cuatro continentes. Será el segundo crucero mundial de la compañía. El  AIDAcara hizo el primer viaje de ese tipo. El barco 
entró en servicio en marzo de 2024.
El 16 de noviembre de 2023, Celestyal Cruises confirmó la compra del AIDAaura, que entró en servicio en marzo de 2024 como Celestyal Discovery tras una remodelación invernal, reemplazando al Celestyal Olympia. El barco entró en servicio el 22 de marzo de 2024.
El 16 de noviembre de 2023, Celestyal Cruises confirmó la compra del AIDAaura, que entró en servicio en marzo de 2024 como Celestyal Discovery tras una remodelación invernal, reemplazando al Celestyal Olympia. El barco entró en servicio el 22 de marzo de 2024.
El 16 de noviembre de 2023, Celestyal Cruises confirmó la compra del AIDAaura, que entró en servicio en marzo de 2024 como Celestyal Discovery tras una remodelación invernal, reemplazando al Celestyal Olympia. El barco entró en servicio el 22 de marzo de 2024.
El 16 de noviembre de 2023, Celestyal Cruises confirmó la compra del AIDAaura, que entró en servicio en marzo de 2024 como Celestyal Discovery tras una remodelación invernal, reemplazando al Celestyal Olympia. El barco entró en servicio el 22 de marzo de 2024.
El 16 de noviembre de 2023, Celestyal Cruises confirmó la compra del AIDAaura, que entró en servicio en marzo de 2024 como Celestyal Discovery tras una remodelación invernal, reemplazando al Celestyal Olympia. El barco entró en servicio el 22 de marzo de 2024.
El 16 de noviembre de 2023, Celestyal Cruises confirmó la compra del AIDAaura, que entró en servicio en marzo de 2024 como Celestyal Discovery tras una remodelación invernal, reemplazando al Celestyal Olympia. El barco entró en servicio el 22 de marzo de 2024.
El 16 de noviembre de 2023, Celestyal Cruises confirmó la compra del AIDAaura, que entró en servicio en marzo de 2024 como Celestyal Discovery tras una remodelación invernal, reemplazando al Celestyal Olympia. El barco entró en servicio el 22 de marzo de 2024.
El 16 de noviembre de 2023, Celestyal Cruises confirmó la compra del AIDAaura, que entró en servicio en marzo de 2024 como Celestyal Discovery tras una remodelación invernal, reemplazando al Celestyal Olympia. El barco entró en servicio el 22 de marzo de 2024.
El 16 de noviembre de 2023, Celestyal Cruises confirmó la compra del AIDAaura, que entró en servicio en marzo de 2024 como Celestyal Discovery tras una remodelación invernal, reemplazando al Celestyal Olympia. El barco entró en servicio el 22 de marzo de 2024.
El 16 de noviembre de 2023, Celestyal Cruises confirmó la compra del AIDAaura, que entró en servicio en marzo de 2024 como Celestyal Discovery tras una remodelación invernal, reemplazando al Celestyal Olympia. El barco entró en servicio el 22 de marzo de 2024.
El 16 de noviembre de 2023, Celestyal Cruises confirmó la compra del AIDAaura, que entró en servicio en marzo de 2024 como Celestyal Discovery tras una remodelación invernal, reemplazando al Celestyal Olympia. El barco entró en servicio el 22 de marzo de 2024.
El 16 de noviembre de 2023, Celestyal Cruises confirmó la compra del AIDAaura, que entró en servicio en marzo de 2024 como Celestyal Discovery tras una remodelación invernal, reemplazando al Celestyal Olympia. El barco entró en servicio el 22 de marzo de 2024.
El 16 de noviembre de 2023, Celestyal Cruises confirmó la compra del AIDAaura, que entró en servicio en marzo de 2024 como Celestyal Discovery tras una remodelación invernal, reemplazando al Celestyal Olympia. El barco entró en servicio el 22 de marzo de 2024.
'Celestyal Discovery, anteriormente llamado AIDAaura, es el tercer barco operado por la línea de cruceros alemana AIDA Cruises. AIDAaura fue construido en 2003 por el astillero alemán Aker MTW en Wismar. Este es idéntico a AIDAvita.
El 8 de octubre de 2018, AIDAaura partirá de Hamburgo en un crucero de 117 días alrededor del mundo. El barco visitará 41 puertos en 20 países en cuatro continentes. Será el segundo crucero mundial de la compañía. El  AIDAcara hizo el primer viaje de ese tipo. El barco 
entró en servicio en marzo de 2024.
El 16 de noviembre de 2023, Celestyal Cruises confirmó la compra del AIDAaura, que entró en servicio en marzo de 2024 como Celestyal Discovery tras una remodelación invernal, reemplazando al Celestyal Olympia. El barco entró en servicio el 22 de marzo de 2024.
El 16 de noviembre de 2023, Celestyal Cruises confirmó la compra del AIDAaura, que entró en servicio en marzo de 2024 como Celestyal Discovery tras una remodelación invernal, reemplazando al Celestyal Olympia. El barco entró en servicio el 22 de marzo de 2024.
El 16 de noviembre de 2023, Celestyal Cruises confirmó la compra del AIDAaura, que entró en servicio en marzo de 2024 como Celestyal Discovery tras una remodelación invernal, reemplazando al Celestyal Olympia. El barco entró en servicio el 22 de marzo de 2024.
El 16 de noviembre de 2023, Celestyal Cruises confirmó la compra del AIDAaura, que entró en servicio en marzo de 2024 como Celestyal Discovery tras una remodelación invernal, reemplazando al Celestyal Olympia. El barco entró en servicio el 22 de marzo de 2024.
El 16 de noviembre de 2023, Celestyal Cruises confirmó la compra del AIDAaura, que entró en servicio en marzo de 2024 como Celestyal Discovery tras una remodelación invernal, reemplazando al Celestyal Olympia. El barco entró en servicio el 22 de marzo de 2024.
El 16 de noviembre de 2023, Celestyal Cruises confirmó la compra del AIDAaura, que entró en servicio en marzo de 2024 como Celestyal Discovery tras una remodelación invernal, reemplazando al Celestyal Olympia. El barco entró en servicio el 22 de marzo de 2024.
El 16 de noviembre de 2023, Celestyal Cruises confirmó la compra del AIDAaura, que entró en servicio en marzo de 2024 como Celestyal Discovery tras una remodelación invernal, reemplazando al Celestyal Olympia. El barco entró en servicio el 22 de marzo de 2024.
El 16 de noviembre de 2023, Celestyal Cruises confirmó la compra del AIDAaura, que entró en servicio en marzo de 2024 como Celestyal Discovery tras una remodelación invernal, reemplazando al Celestyal Olympia. El barco entró en servicio el 22 de marzo de 2024.
El 16 de noviembre de 2023, Celestyal Cruises confirmó la compra del AIDAaura, que entró en servicio en marzo de 2024 como Celestyal Discovery tras una remodelación invernal, reemplazando al Celestyal Olympia. El barco entró en servicio el 22 de marzo de 2024.
El 16 de noviembre de 2023, Celestyal Cruises confirmó la compra del AIDAaura, que entró en servicio en marzo de 2024 como Celestyal Discovery tras una remodelación invernal, reemplazando al Celestyal Olympia. El barco entró en servicio el 22 de marzo de 2024.
El 16 de noviembre de 2023, Celestyal Cruises confirmó la compra del AIDAaura, que entró en servicio en marzo de 2024 como Celestyal Discovery tras una remodelación invernal, reemplazando al Celestyal Olympia. El barco entró en servicio el 22 de marzo de 2024.
El 16 de noviembre de 2023, Celestyal Cruises confirmó la compra del AIDAaura, que entró en servicio en marzo de 2024 como Celestyal Discovery tras una remodelación invernal, reemplazando al Celestyal Olympia. El barco entró en servicio el 22 de marzo de 2024.
El 16 de noviembre de 2023, Celestyal Cruises confirmó la compra del AIDAaura, que entró en servicio en marzo de 2024 como Celestyal Discovery tras una remodelación invernal, reemplazando al Celestyal Olympia. El barco entró en servicio el 22 de marzo de 2024.
'Celestyal Discovery, anteriormente llamado AIDAaura, es el tercer barco operado por la línea de cruceros alemana AIDA Cruises. AIDAaura fue construido en 2003 por el astillero alemán Aker MTW en Wismar. Este es idéntico a AIDAvita.
El 8 de octubre de 2018, AIDAaura partirá de Hamburgo en un crucero de 117 días alrededor del mundo. El barco visitará 41 puertos en 20 países en cuatro continentes. Será el segundo crucero mundial de la compañía. El  AIDAcara hizo el primer viaje de ese tipo. El barco 
entró en servicio en marzo de 2024.
El 16 de noviembre de 2023, Celestyal Cruises confirmó la compra del AIDAaura, que entró en servicio en marzo de 2024 como Celestyal Discovery tras una remodelación invernal, reemplazando al Celestyal Olympia. El barco entró en servicio el 22 de marzo de 2024.
El 16 de noviembre de 2023, Celestyal Cruises confirmó la compra del AIDAaura, que entró en servicio en marzo de 2024 como Celestyal Discovery tras una remodelación invernal, reemplazando al Celestyal Olympia. El barco entró en servicio el 22 de marzo de 2024.
El 16 de noviembre de 2023, Celestyal Cruises confirmó la compra del AIDAaura, que entró en servicio en marzo de 2024 como Celestyal Discovery tras una remodelación invernal, reemplazando al Celestyal Olympia. El barco entró en servicio el 22 de marzo de 2024.
El 16 de noviembre de 2023, Celestyal Cruises confirmó la compra del AIDAaura, que entró en servicio en marzo de 2024 como Celestyal Discovery tras una remodelación invernal, reemplazando al Celestyal Olympia. El barco entró en servicio el 22 de marzo de 2024.
El 16 de noviembre de 2023, Celestyal Cruises confirmó la compra del AIDAaura, que entró en servicio en marzo de 2024 como Celestyal Discovery tras una remodelación invernal, reemplazando al Celestyal Olympia. El barco entró en servicio el 22 de marzo de 2024.
El 16 de noviembre de 2023, Celestyal Cruises confirmó la compra del AIDAaura, que entró en servicio en marzo de 2024 como Celestyal Discovery tras una remodelación invernal, reemplazando al Celestyal Olympia. El barco entró en servicio el 22 de marzo de 2024.
El 16 de noviembre de 2023, Celestyal Cruises confirmó la compra del AIDAaura, que entró en servicio en marzo de 2024 como Celestyal Discovery tras una remodelación invernal, reemplazando al Celestyal Olympia. El barco entró en servicio el 22 de marzo de 2024.
El 16 de noviembre de 2023, Celestyal Cruises confirmó la compra del AIDAaura, que entró en servicio en marzo de 2024 como Celestyal Discovery tras una remodelación invernal, reemplazando al Celestyal Olympia. El barco entró en servicio el 22 de marzo de 2024.
El 16 de noviembre de 2023, Celestyal Cruises confirmó la compra del AIDAaura, que entró en servicio en marzo de 2024 como Celestyal Discovery tras una remodelación invernal, reemplazando al Celestyal Olympia. El barco entró en servicio el 22 de marzo de 2024.
El 16 de noviembre de 2023, Celestyal Cruises confirmó la compra del AIDAaura, que entró en servicio en marzo de 2024 como Celestyal Discovery tras una remodelación invernal, reemplazando al Celestyal Olympia. El barco entró en servicio el 22 de marzo de 2024.
El 16 de noviembre de 2023, Celestyal Cruises confirmó la compra del AIDAaura, que entró en servicio en marzo de 2024 como Celestyal Discovery tras una remodelación invernal, reemplazando al Celestyal Olympia. El barco entró en servicio el 22 de marzo de 2024.
El 16 de noviembre de 2023, Celestyal Cruises confirmó la compra del AIDAaura, que entró en servicio en marzo de 2024 como Celestyal Discovery tras una remodelación invernal, reemplazando al Celestyal Olympia. El barco entró en servicio el 22 de marzo de 2024.
El 16 de noviembre de 2023, Celestyal Cruises confirmó la compra del AIDAaura, que entró en servicio en marzo de 2024 como Celestyal Discovery tras una remodelación invernal, reemplazando al Celestyal Olympia. El barco entró en servicio el 22 de marzo de 2024.
'Celestyal Discovery, anteriormente llamado AIDAaura, es el tercer barco operado por la línea de cruceros alemana AIDA Cruises. AIDAaura fue construido en 2003 por el astillero alemán Aker MTW en Wismar. Este es idéntico a AIDAvita.
El 8 de octubre de 2018, AIDAaura partirá de Hamburgo en un crucero de 117 días alrededor del mundo. El barco visitará 41 puertos en 20 países en cuatro continentes. Será el segundo crucero mundial de la compañía. El  AIDAcara hizo el primer viaje de ese tipo. El barco 
entró en servicio en marzo de 2024.
El 16 de noviembre de 2023, Celestyal Cruises confirmó la compra del AIDAaura, que entró en servicio en marzo de 2024 como Celestyal Discovery tras una remodelación invernal, reemplazando al Celestyal Olympia. El barco entró en servicio el 22 de marzo de 2024.
El 16 de noviembre de 2023, Celestyal Cruises confirmó la compra del AIDAaura, que entró en servicio en marzo de 2024 como Celestyal Discovery tras una remodelación invernal, reemplazando al Celestyal Olympia. El barco entró en servicio el 22 de marzo de 2024.
El 16 de noviembre de 2023, Celestyal Cruises confirmó la compra del AIDAaura, que entró en servicio en marzo de 2024 como Celestyal Discovery tras una remodelación invernal, reemplazando al Celestyal Olympia. El barco entró en servicio el 22 de marzo de 2024.
El 16 de noviembre de 2023, Celestyal Cruises confirmó la compra del AIDAaura, que entró en servicio en marzo de 2024 como Celestyal Discovery tras una remodelación invernal, reemplazando al Celestyal Olympia. El barco entró en servicio el 22 de marzo de 2024.
El 16 de noviembre de 2023, Celestyal Cruises confirmó la compra del AIDAaura, que entró en servicio en marzo de 2024 como Celestyal Discovery tras una remodelación invernal, reemplazando al Celestyal Olympia. El barco entró en servicio el 22 de marzo de 2024.
El 16 de noviembre de 2023, Celestyal Cruises confirmó la compra del AIDAaura, que entró en servicio en marzo de 2024 como Celestyal Discovery tras una remodelación invernal, reemplazando al Celestyal Olympia. El barco entró en servicio el 22 de marzo de 2024.
El 16 de noviembre de 2023, Celestyal Cruises confirmó la compra del AIDAaura, que entró en servicio en marzo de 2024 como Celestyal Discovery tras una remodelación invernal, reemplazando al Celestyal Olympia. El barco entró en servicio el 22 de marzo de 2024.
El 16 de noviembre de 2023, Celestyal Cruises confirmó la compra del AIDAaura, que entró en servicio en marzo de 2024 como Celestyal Discovery tras una remodelación invernal, reemplazando al Celestyal Olympia. El barco entró en servicio el 22 de marzo de 2024.
El 16 de noviembre de 2023, Celestyal Cruises confirmó la compra del AIDAaura, que entró en servicio en marzo de 2024 como Celestyal Discovery tras una remodelación invernal, reemplazando al Celestyal Olympia. El barco entró en servicio el 22 de marzo de 2024.
El 16 de noviembre de 2023, Celestyal Cruises confirmó la compra del AIDAaura, que entró en servicio en marzo de 2024 como Celestyal Discovery tras una remodelación invernal, reemplazando al Celestyal Olympia. El barco entró en servicio el 22 de marzo de 2024.
El 16 de noviembre de 2023, Celestyal Cruises confirmó la compra del AIDAaura, que entró en servicio en marzo de 2024 como Celestyal Discovery tras una remodelación invernal, reemplazando al Celestyal Olympia. El barco entró en servicio el 22 de marzo de 2024.
El 16 de noviembre de 2023, Celestyal Cruises confirmó la compra del AIDAaura, que entró en servicio en marzo de 2024 como Celestyal Discovery tras una remodelación invernal, reemplazando al Celestyal Olympia. El barco entró en servicio el 22 de marzo de 2024.
El 16 de noviembre de 2023, Celestyal Cruises confirmó la compra del AIDAaura, que entró en servicio en marzo de 2024 como Celestyal Discovery tras una remodelación invernal, reemplazando al Celestyal Olympia. El barco entró en servicio el 22 de marzo de 2024.
'Celestyal Discovery, anteriormente llamado AIDAaura, es el tercer barco operado por la línea de cruceros alemana AIDA Cruises. AIDAaura fue construido en 2003 por el astillero alemán Aker MTW en Wismar. Este es idéntico a AIDAvita.
El 8 de octubre de 2018, AIDAaura partirá de Hamburgo en un crucero de 117 días alrededor del mundo. El barco visitará 41 puertos en 20 países en cuatro continentes. Será el segundo crucero mundial de la compañía. El  AIDAcara hizo el primer viaje de ese tipo. El barco 
entró en servicio en marzo de 2024.
El 16 de noviembre de 2023, Celestyal Cruises confirmó la compra del AIDAaura, que entró en servicio en marzo de 2024 como Celestyal Discovery tras una remodelación invernal, reemplazando al Celestyal Olympia. El barco entró en servicio el 22 de marzo de 2024.
El 16 de noviembre de 2023, Celestyal Cruises confirmó la compra del AIDAaura, que entró en servicio en marzo de 2024 como Celestyal Discovery tras una remodelación invernal, reemplazando al Celestyal Olympia. El barco entró en servicio el 22 de marzo de 2024.
El 16 de noviembre de 2023, Celestyal Cruises confirmó la compra del AIDAaura, que entró en servicio en marzo de 2024 como Celestyal Discovery tras una remodelación invernal, reemplazando al Celestyal Olympia. El barco entró en servicio el 22 de marzo de 2024.
El 16 de noviembre de 2023, Celestyal Cruises confirmó la compra del AIDAaura, que entró en servicio en marzo de 2024 como Celestyal Discovery tras una remodelación invernal, reemplazando al Celestyal Olympia. El barco entró en servicio el 22 de marzo de 2024.
El 16 de noviembre de 2023, Celestyal Cruises confirmó la compra del AIDAaura, que entró en servicio en marzo de 2024 como Celestyal Discovery tras una remodelación invernal, reemplazando al Celestyal Olympia. El barco entró en servicio el 22 de marzo de 2024.
El 16 de noviembre de 2023, Celestyal Cruises confirmó la compra del AIDAaura, que entró en servicio en marzo de 2024 como Celestyal Discovery tras una remodelación invernal, reemplazando al Celestyal Olympia. El barco entró en servicio el 22 de marzo de 2024.
El 16 de noviembre de 2023, Celestyal Cruises confirmó la compra del AIDAaura, que entró en servicio en marzo de 2024 como Celestyal Discovery tras una remodelación invernal, reemplazando al Celestyal Olympia. El barco entró en servicio el 22 de marzo de 2024.
El 16 de noviembre de 2023, Celestyal Cruises confirmó la compra del AIDAaura, que entró en servicio en marzo de 2024 como Celestyal Discovery tras una remodelación invernal, reemplazando al Celestyal Olympia. El barco entró en servicio el 22 de marzo de 2024.
El 16 de noviembre de 2023, Celestyal Cruises confirmó la compra del AIDAaura, que entró en servicio en marzo de 2024 como Celestyal Discovery tras una remodelación invernal, reemplazando al Celestyal Olympia. El barco entró en servicio el 22 de marzo de 2024.
El 16 de noviembre de 2023, Celestyal Cruises confirmó la compra del AIDAaura, que entró en servicio en marzo de 2024 como Celestyal Discovery tras una remodelación invernal, reemplazando al Celestyal Olympia. El barco entró en servicio el 22 de marzo de 2024.
El 16 de noviembre de 2023, Celestyal Cruises confirmó la compra del AIDAaura, que entró en servicio en marzo de 2024 como Celestyal Discovery tras una remodelación invernal, reemplazando al Celestyal Olympia. El barco entró en servicio el 22 de marzo de 2024.
El 16 de noviembre de 2023, Celestyal Cruises confirmó la compra del AIDAaura, que entró en servicio en marzo de 2024 como Celestyal Discovery tras una remodelación invernal, reemplazando al Celestyal Olympia. El barco entró en servicio el 22 de marzo de 2024.
El 16 de noviembre de 2023, Celestyal Cruises confirmó la compra del AIDAaura, que entró en servicio en marzo de 2024 como Celestyal Discovery tras una remodelación invernal, reemplazando al Celestyal Olympia. El barco entró en servicio el 22 de marzo de 2024.
'Celestyal Discovery, anteriormente llamado AIDAaura, es el tercer barco operado por la línea de cruceros alemana AIDA Cruises. AIDAaura fue construido en 2003 por el astillero alemán Aker MTW en Wismar. Este es idéntico a AIDAvita.
El 8 de octubre de 2018, AIDAaura partirá de Hamburgo en un crucero de 117 días alrededor del mundo. El barco visitará 41 puertos en 20 países en cuatro continentes. Será el segundo crucero mundial de la compañía. El  AIDAcara hizo el primer viaje de ese tipo. El barco 
entró en servicio en marzo de 2024.
El 16 de noviembre de 2023, Celestyal Cruises confirmó la compra del AIDAaura, que entró en servicio en marzo de 2024 como Celestyal Discovery tras una remodelación invernal, reemplazando al Celestyal Olympia. El barco entró en servicio el 22 de marzo de 2024.
El 16 de noviembre de 2023, Celestyal Cruises confirmó la compra del AIDAaura, que entró en servicio en marzo de 2024 como Celestyal Discovery tras una remodelación invernal, reemplazando al Celestyal Olympia. El barco entró en servicio el 22 de marzo de 2024.
El 16 de noviembre de 2023, Celestyal Cruises confirmó la compra del AIDAaura, que entró en servicio en marzo de 2024 como Celestyal Discovery tras una remodelación invernal, reemplazando al Celestyal Olympia. El barco entró en servicio el 22 de marzo de 2024.
El 16 de noviembre de 2023, Celestyal Cruises confirmó la compra del AIDAaura, que entró en servicio en marzo de 2024 como Celestyal Discovery tras una remodelación invernal, reemplazando al Celestyal Olympia. El barco entró en servicio el 22 de marzo de 2024.
El 16 de noviembre de 2023, Celestyal Cruises confirmó la compra del AIDAaura, que entró en servicio en marzo de 2024 como Celestyal Discovery tras una remodelación invernal, reemplazando al Celestyal Olympia. El barco entró en servicio el 22 de marzo de 2024.
El 16 de noviembre de 2023, Celestyal Cruises confirmó la compra del AIDAaura, que entró en servicio en marzo de 2024 como Celestyal Discovery tras una remodelación invernal, reemplazando al Celestyal Olympia. El barco entró en servicio el 22 de marzo de 2024.
El 16 de noviembre de 2023, Celestyal Cruises confirmó la compra del AIDAaura, que entró en servicio en marzo de 2024 como Celestyal Discovery tras una remodelación invernal, reemplazando al Celestyal Olympia. El barco entró en servicio el 22 de marzo de 2024.
El 16 de noviembre de 2023, Celestyal Cruises confirmó la compra del AIDAaura, que entró en servicio en marzo de 2024 como Celestyal Discovery tras una remodelación invernal, reemplazando al Celestyal Olympia. El barco entró en servicio el 22 de marzo de 2024.
El 16 de noviembre de 2023, Celestyal Cruises confirmó la compra del AIDAaura, que entró en servicio en marzo de 2024 como Celestyal Discovery tras una remodelación invernal, reemplazando al Celestyal Olympia. El barco entró en servicio el 22 de marzo de 2024.
El 16 de noviembre de 2023, Celestyal Cruises confirmó la compra del AIDAaura, que entró en servicio en marzo de 2024 como Celestyal Discovery tras una remodelación invernal, reemplazando al Celestyal Olympia. El barco entró en servicio el 22 de marzo de 2024.
El 16 de noviembre de 2023, Celestyal Cruises confirmó la compra del AIDAaura, que entró en servicio en marzo de 2024 como Celestyal Discovery tras una remodelación invernal, reemplazando al Celestyal Olympia. El barco entró en servicio el 22 de marzo de 2024.
El 16 de noviembre de 2023, Celestyal Cruises confirmó la compra del AIDAaura, que entró en servicio en marzo de 2024 como Celestyal Discovery tras una remodelación invernal, reemplazando al Celestyal Olympia. El barco entró en servicio el 22 de marzo de 2024.
El 16 de noviembre de 2023, Celestyal Cruises confirmó la compra del AIDAaura, que entró en servicio en marzo de 2024 como Celestyal Discovery tras una remodelación invernal, reemplazando al Celestyal Olympia. El barco entró en servicio el 22 de marzo de 2024.
'Celestyal Discovery, anteriormente llamado AIDAaura, es el tercer barco operado por la línea de cruceros alemana AIDA Cruises. AIDAaura fue construido en 2003 por el astillero alemán Aker MTW en Wismar. Este es idéntico a AIDAvita.
El 8 de octubre de 2018, AIDAaura partirá de Hamburgo en un crucero de 117 días alrededor del mundo. El barco visitará 41 puertos en 20 países en cuatro continentes. Será el segundo crucero mundial de la compañía. El  AIDAcara hizo el primer viaje de ese tipo. El barco 
entró en servicio en marzo de 2024.
El 16 de noviembre de 2023, Celestyal Cruises confirmó la compra del AIDAaura, que entró en servicio en marzo de 2024 como Celestyal Discovery tras una remodelación invernal, reemplazando al Celestyal Olympia. El barco entró en servicio el 22 de marzo de 2024.
El 16 de noviembre de 2023, Celestyal Cruises confirmó la compra del AIDAaura, que entró en servicio en marzo de 2024 como Celestyal Discovery tras una remodelación invernal, reemplazando al Celestyal Olympia. El barco entró en servicio el 22 de marzo de 2024.
El 16 de noviembre de 2023, Celestyal Cruises confirmó la compra del AIDAaura, que entró en servicio en marzo de 2024 como Celestyal Discovery tras una remodelación invernal, reemplazando al Celestyal Olympia. El barco entró en servicio el 22 de marzo de 2024.
El 16 de noviembre de 2023, Celestyal Cruises confirmó la compra del AIDAaura, que entró en servicio en marzo de 2024 como Celestyal Discovery tras una remodelación invernal, reemplazando al Celestyal Olympia. El barco entró en servicio el 22 de marzo de 2024.
El 16 de noviembre de 2023, Celestyal Cruises confirmó la compra del AIDAaura, que entró en servicio en marzo de 2024 como Celestyal Discovery tras una remodelación invernal, reemplazando al Celestyal Olympia. El barco entró en servicio el 22 de marzo de 2024.
El 16 de noviembre de 2023, Celestyal Cruises confirmó la compra del AIDAaura, que entró en servicio en marzo de 2024 como Celestyal Discovery tras una remodelación invernal, reemplazando al Celestyal Olympia. El barco entró en servicio el 22 de marzo de 2024.
El 16 de noviembre de 2023, Celestyal Cruises confirmó la compra del AIDAaura, que entró en servicio en marzo de 2024 como Celestyal Discovery tras una remodelación invernal, reemplazando al Celestyal Olympia. El barco entró en servicio el 22 de marzo de 2024.
El 16 de noviembre de 2023, Celestyal Cruises confirmó la compra del AIDAaura, que entró en servicio en marzo de 2024 como Celestyal Discovery tras una remodelación invernal, reemplazando al Celestyal Olympia. El barco entró en servicio el 22 de marzo de 2024.
El 16 de noviembre de 2023, Celestyal Cruises confirmó la compra del AIDAaura, que entró en servicio en marzo de 2024 como Celestyal Discovery tras una remodelación invernal, reemplazando al Celestyal Olympia. El barco entró en servicio el 22 de marzo de 2024.
El 16 de noviembre de 2023, Celestyal Cruises confirmó la compra del AIDAaura, que entró en servicio en marzo de 2024 como Celestyal Discovery tras una remodelación invernal, reemplazando al Celestyal Olympia. El barco entró en servicio el 22 de marzo de 2024.
El 16 de noviembre de 2023, Celestyal Cruises confirmó la compra del AIDAaura, que entró en servicio en marzo de 2024 como Celestyal Discovery tras una remodelación invernal, reemplazando al Celestyal Olympia. El barco entró en servicio el 22 de marzo de 2024.
El 16 de noviembre de 2023, Celestyal Cruises confirmó la compra del AIDAaura, que entró en servicio en marzo de 2024 como Celestyal Discovery tras una remodelación invernal, reemplazando al Celestyal Olympia. El barco entró en servicio el 22 de marzo de 2024.
El 16 de noviembre de 2023, Celestyal Cruises confirmó la compra del AIDAaura, que entró en servicio en marzo de 2024 como Celestyal Discovery tras una remodelación invernal, reemplazando al Celestyal Olympia. El barco entró en servicio el 22 de marzo de 2024.
'Celestyal Discovery, anteriormente llamado AIDAaura, es el tercer barco operado por la línea de cruceros alemana AIDA Cruises. AIDAaura fue construido en 2003 por el astillero alemán Aker MTW en Wismar. Este es idéntico a AIDAvita.
El 8 de octubre de 2018, AIDAaura partirá de Hamburgo en un crucero de 117 días alrededor del mundo. El barco visitará 41 puertos en 20 países en cuatro continentes. Será el segundo crucero mundial de la compañía. El  AIDAcara hizo el primer viaje de ese tipo. El barco 
entró en servicio en marzo de 2024.
El 16 de noviembre de 2023, Celestyal Cruises confirmó la compra del AIDAaura, que entró en servicio en marzo de 2024 como Celestyal Discovery tras una remodelación invernal, reemplazando al Celestyal Olympia. El barco entró en servicio el 22 de marzo de 2024.
El 16 de noviembre de 2023, Celestyal Cruises confirmó la compra del AIDAaura, que entró en servicio en marzo de 2024 como Celestyal Discovery tras una remodelación invernal, reemplazando al Celestyal Olympia. El barco entró en servicio el 22 de marzo de 2024.
El 16 de noviembre de 2023, Celestyal Cruises confirmó la compra del AIDAaura, que entró en servicio en marzo de 2024 como Celestyal Discovery tras una remodelación invernal, reemplazando al Celestyal Olympia. El barco entró en servicio el 22 de marzo de 2024.
El 16 de noviembre de 2023, Celestyal Cruises confirmó la compra del AIDAaura, que entró en servicio en marzo de 2024 como Celestyal Discovery tras una remodelación invernal, reemplazando al Celestyal Olympia. El barco entró en servicio el 22 de marzo de 2024.
El 16 de noviembre de 2023, Celestyal Cruises confirmó la compra del AIDAaura, que entró en servicio en marzo de 2024 como Celestyal Discovery tras una remodelación invernal, reemplazando al Celestyal Olympia. El barco entró en servicio el 22 de marzo de 2024.
El 16 de noviembre de 2023, Celestyal Cruises confirmó la compra del AIDAaura, que entró en servicio en marzo de 2024 como Celestyal Discovery tras una remodelación invernal, reemplazando al Celestyal Olympia. El barco entró en servicio el 22 de marzo de 2024.
El 16 de noviembre de 2023, Celestyal Cruises confirmó la compra del AIDAaura, que entró en servicio en marzo de 2024 como Celestyal Discovery tras una remodelación invernal, reemplazando al Celestyal Olympia. El barco entró en servicio el 22 de marzo de 2024.
El 16 de noviembre de 2023, Celestyal Cruises confirmó la compra del AIDAaura, que entró en servicio en marzo de 2024 como Celestyal Discovery tras una remodelación invernal, reemplazando al Celestyal Olympia. El barco entró en servicio el 22 de marzo de 2024.
El 16 de noviembre de 2023, Celestyal Cruises confirmó la compra del AIDAaura, que entró en servicio en marzo de 2024 como Celestyal Discovery tras una remodelación invernal, reemplazando al Celestyal Olympia. El barco entró en servicio el 22 de marzo de 2024.
El 16 de noviembre de 2023, Celestyal Cruises confirmó la compra del AIDAaura, que entró en servicio en marzo de 2024 como Celestyal Discovery tras una remodelación invernal, reemplazando al Celestyal Olympia. El barco entró en servicio el 22 de marzo de 2024.
El 16 de noviembre de 2023, Celestyal Cruises confirmó la compra del AIDAaura, que entró en servicio en marzo de 2024 como Celestyal Discovery tras una remodelación invernal, reemplazando al Celestyal Olympia. El barco entró en servicio el 22 de marzo de 2024.
El 16 de noviembre de 2023, Celestyal Cruises confirmó la compra del AIDAaura, que entró en servicio en marzo de 2024 como Celestyal Discovery tras una remodelación invernal, reemplazando al Celestyal Olympia. El barco entró en servicio el 22 de marzo de 2024.
El 16 de noviembre de 2023, Celestyal Cruises confirmó la compra del AIDAaura, que entró en servicio en marzo de 2024 como Celestyal Discovery tras una remodelación invernal, reemplazando al Celestyal Olympia. El barco entró en servicio el 22 de marzo de 2024.
'Celestyal Discovery, anteriormente llamado AIDAaura, es el tercer barco operado por la línea de cruceros alemana AIDA Cruises. AIDAaura fue construido en 2003 por el astillero alemán Aker MTW en Wismar. Este es idéntico a AIDAvita.
El 8 de octubre de 2018, AIDAaura partirá de Hamburgo en un crucero de 117 días alrededor del mundo. El barco visitará 41 puertos en 20 países en cuatro continentes. Será el segundo crucero mundial de la compañía. El  AIDAcara hizo el primer viaje de ese tipo. El barco 
entró en servicio en marzo de 2024.
El 16 de noviembre de 2023, Celestyal Cruises confirmó la compra del AIDAaura, que entró en servicio en marzo de 2024 como Celestyal Discovery tras una remodelación invernal, reemplazando al Celestyal Olympia. El barco entró en servicio el 22 de marzo de 2024.
El 16 de noviembre de 2023, Celestyal Cruises confirmó la compra del AIDAaura, que entró en servicio en marzo de 2024 como Celestyal Discovery tras una remodelación invernal, reemplazando al Celestyal Olympia. El barco entró en servicio el 22 de marzo de 2024.
El 16 de noviembre de 2023, Celestyal Cruises confirmó la compra del AIDAaura, que entró en servicio en marzo de 2024 como Celestyal Discovery tras una remodelación invernal, reemplazando al Celestyal Olympia. El barco entró en servicio el 22 de marzo de 2024.
El 16 de noviembre de 2023, Celestyal Cruises confirmó la compra del AIDAaura, que entró en servicio en marzo de 2024 como Celestyal Discovery tras una remodelación invernal, reemplazando al Celestyal Olympia. El barco entró en servicio el 22 de marzo de 2024.
El 16 de noviembre de 2023, Celestyal Cruises confirmó la compra del AIDAaura, que entró en servicio en marzo de 2024 como Celestyal Discovery tras una remodelación invernal, reemplazando al Celestyal Olympia. El barco entró en servicio el 22 de marzo de 2024.
El 16 de noviembre de 2023, Celestyal Cruises confirmó la compra del AIDAaura, que entró en servicio en marzo de 2024 como Celestyal Discovery tras una remodelación invernal, reemplazando al Celestyal Olympia. El barco entró en servicio el 22 de marzo de 2024.
El 16 de noviembre de 2023, Celestyal Cruises confirmó la compra del AIDAaura, que entró en servicio en marzo de 2024 como Celestyal Discovery tras una remodelación invernal, reemplazando al Celestyal Olympia. El barco entró en servicio el 22 de marzo de 2024.
El 16 de noviembre de 2023, Celestyal Cruises confirmó la compra del AIDAaura, que entró en servicio en marzo de 2024 como Celestyal Discovery tras una remodelación invernal, reemplazando al Celestyal Olympia. El barco entró en servicio el 22 de marzo de 2024.
El 16 de noviembre de 2023, Celestyal Cruises confirmó la compra del AIDAaura, que entró en servicio en marzo de 2024 como Celestyal Discovery tras una remodelación invernal, reemplazando al Celestyal Olympia. El barco entró en servicio el 22 de marzo de 2024.
El 16 de noviembre de 2023, Celestyal Cruises confirmó la compra del AIDAaura, que entró en servicio en marzo de 2024 como Celestyal Discovery tras una remodelación invernal, reemplazando al Celestyal Olympia. El barco entró en servicio el 22 de marzo de 2024.
El 16 de noviembre de 2023, Celestyal Cruises confirmó la compra del AIDAaura, que entró en servicio en marzo de 2024 como Celestyal Discovery tras una remodelación invernal, reemplazando al Celestyal Olympia. El barco entró en servicio el 22 de marzo de 2024.
El 16 de noviembre de 2023, Celestyal Cruises confirmó la compra del AIDAaura, que entró en servicio en marzo de 2024 como Celestyal Discovery tras una remodelación invernal, reemplazando al Celestyal Olympia. El barco entró en servicio el 22 de marzo de 2024.
El 16 de noviembre de 2023, Celestyal Cruises confirmó la compra del AIDAaura, que entró en servicio en marzo de 2024 como Celestyal Discovery tras una remodelación invernal, reemplazando al Celestyal Olympia. El barco entró en servicio el 22 de marzo de 2024.
'Celestyal Discovery, anteriormente llamado AIDAaura, es el tercer barco operado por la línea de cruceros alemana AIDA Cruises. AIDAaura fue construido en 2003 por el astillero alemán Aker MTW en Wismar. Este es idéntico a AIDAvita.
El 8 de octubre de 2018, AIDAaura partirá de Hamburgo en un crucero de 117 días alrededor del mundo. El barco visitará 41 puertos en 20 países en cuatro continentes. Será el segundo crucero mundial de la compañía. El  AIDAcara hizo el primer viaje de ese tipo. El barco 
entró en servicio en marzo de 2024.
El 16 de noviembre de 2023, Celestyal Cruises confirmó la compra del AIDAaura, que entró en servicio en marzo de 2024 como Celestyal Discovery tras una remodelación invernal, reemplazando al Celestyal Olympia. El barco entró en servicio el 22 de marzo de 2024.
El 16 de noviembre de 2023, Celestyal Cruises confirmó la compra del AIDAaura, que entró en servicio en marzo de 2024 como Celestyal Discovery tras una remodelación invernal, reemplazando al Celestyal Olympia. El barco entró en servicio el 22 de marzo de 2024.
El 16 de noviembre de 2023, Celestyal Cruises confirmó la compra del AIDAaura, que entró en servicio en marzo de 2024 como Celestyal Discovery tras una remodelación invernal, reemplazando al Celestyal Olympia. El barco entró en servicio el 22 de marzo de 2024.
El 16 de noviembre de 2023, Celestyal Cruises confirmó la compra del AIDAaura, que entró en servicio en marzo de 2024 como Celestyal Discovery tras una remodelación invernal, reemplazando al Celestyal Olympia. El barco entró en servicio el 22 de marzo de 2024.
El 16 de noviembre de 2023, Celestyal Cruises confirmó la compra del AIDAaura, que entró en servicio en marzo de 2024 como Celestyal Discovery tras una remodelación invernal, reemplazando al Celestyal Olympia. El barco entró en servicio el 22 de marzo de 2024.
El 16 de noviembre de 2023, Celestyal Cruises confirmó la compra del AIDAaura, que entró en servicio en marzo de 2024 como Celestyal Discovery tras una remodelación invernal, reemplazando al Celestyal Olympia. El barco entró en servicio el 22 de marzo de 2024.
El 16 de noviembre de 2023, Celestyal Cruises confirmó la compra del AIDAaura, que entró en servicio en marzo de 2024 como Celestyal Discovery tras una remodelación invernal, reemplazando al Celestyal Olympia. El barco entró en servicio el 22 de marzo de 2024.
El 16 de noviembre de 2023, Celestyal Cruises confirmó la compra del AIDAaura, que entró en servicio en marzo de 2024 como Celestyal Discovery tras una remodelación invernal, reemplazando al Celestyal Olympia. El barco entró en servicio el 22 de marzo de 2024.
El 16 de noviembre de 2023, Celestyal Cruises confirmó la compra del AIDAaura, que entró en servicio en marzo de 2024 como Celestyal Discovery tras una remodelación invernal, reemplazando al Celestyal Olympia. El barco entró en servicio el 22 de marzo de 2024.
El 16 de noviembre de 2023, Celestyal Cruises confirmó la compra del AIDAaura, que entró en servicio en marzo de 2024 como Celestyal Discovery tras una remodelación invernal, reemplazando al Celestyal Olympia. El barco entró en servicio el 22 de marzo de 2024.
El 16 de noviembre de 2023, Celestyal Cruises confirmó la compra del AIDAaura, que entró en servicio en marzo de 2024 como Celestyal Discovery tras una remodelación invernal, reemplazando al Celestyal Olympia. El barco entró en servicio el 22 de marzo de 2024.
El 16 de noviembre de 2023, Celestyal Cruises confirmó la compra del AIDAaura, que entró en servicio en marzo de 2024 como Celestyal Discovery tras una remodelación invernal, reemplazando al Celestyal Olympia. El barco entró en servicio el 22 de marzo de 2024.
El 16 de noviembre de 2023, Celestyal Cruises confirmó la compra del AIDAaura, que entró en servicio en marzo de 2024 como Celestyal Discovery tras una remodelación invernal, reemplazando al Celestyal Olympia. El barco entró en servicio el 22 de marzo de 2024.
'Celestyal Discovery, anteriormente llamado AIDAaura, es el tercer barco operado por la línea de cruceros alemana AIDA Cruises. AIDAaura fue construido en 2003 por el astillero alemán Aker MTW en Wismar. Este es idéntico a AIDAvita.
El 8 de octubre de 2018, AIDAaura partirá de Hamburgo en un crucero de 117 días alrededor del mundo. El barco visitará 41 puertos en 20 países en cuatro continentes. Será el segundo crucero mundial de la compañía. El  AIDAcara hizo el primer viaje de ese tipo. El barco 
entró en servicio en marzo de 2024.
El 16 de noviembre de 2023, Celestyal Cruises confirmó la compra del AIDAaura, que entró en servicio en marzo de 2024 como Celestyal Discovery tras una remodelación invernal, reemplazando al Celestyal Olympia. El barco entró en servicio el 22 de marzo de 2024.
El 16 de noviembre de 2023, Celestyal Cruises confirmó la compra del AIDAaura, que entró en servicio en marzo de 2024 como Celestyal Discovery tras una remodelación invernal, reemplazando al Celestyal Olympia. El barco entró en servicio el 22 de marzo de 2024.
El 16 de noviembre de 2023, Celestyal Cruises confirmó la compra del AIDAaura, que entró en servicio en marzo de 2024 como Celestyal Discovery tras una remodelación invernal, reemplazando al Celestyal Olympia. El barco entró en servicio el 22 de marzo de 2024.
El 16 de noviembre de 2023, Celestyal Cruises confirmó la compra del AIDAaura, que entró en servicio en marzo de 2024 como Celestyal Discovery tras una remodelación invernal, reemplazando al Celestyal Olympia. El barco entró en servicio el 22 de marzo de 2024.
El 16 de noviembre de 2023, Celestyal Cruises confirmó la compra del AIDAaura, que entró en servicio en marzo de 2024 como Celestyal Discovery tras una remodelación invernal, reemplazando al Celestyal Olympia. El barco entró en servicio el 22 de marzo de 2024.
El 16 de noviembre de 2023, Celestyal Cruises confirmó la compra del AIDAaura, que entró en servicio en marzo de 2024 como Celestyal Discovery tras una remodelación invernal, reemplazando al Celestyal Olympia. El barco entró en servicio el 22 de marzo de 2024.
El 16 de noviembre de 2023, Celestyal Cruises confirmó la compra del AIDAaura, que entró en servicio en marzo de 2024 como Celestyal Discovery tras una remodelación invernal, reemplazando al Celestyal Olympia. El barco entró en servicio el 22 de marzo de 2024.
El 16 de noviembre de 2023, Celestyal Cruises confirmó la compra del AIDAaura, que entró en servicio en marzo de 2024 como Celestyal Discovery tras una remodelación invernal, reemplazando al Celestyal Olympia. El barco entró en servicio el 22 de marzo de 2024.
El 16 de noviembre de 2023, Celestyal Cruises confirmó la compra del AIDAaura, que entró en servicio en marzo de 2024 como Celestyal Discovery tras una remodelación invernal, reemplazando al Celestyal Olympia. El barco entró en servicio el 22 de marzo de 2024.
El 16 de noviembre de 2023, Celestyal Cruises confirmó la compra del AIDAaura, que entró en servicio en marzo de 2024 como Celestyal Discovery tras una remodelación invernal, reemplazando al Celestyal Olympia. El barco entró en servicio el 22 de marzo de 2024.
El 16 de noviembre de 2023, Celestyal Cruises confirmó la compra del AIDAaura, que entró en servicio en marzo de 2024 como Celestyal Discovery tras una remodelación invernal, reemplazando al Celestyal Olympia. El barco entró en servicio el 22 de marzo de 2024.
El 16 de noviembre de 2023, Celestyal Cruises confirmó la compra del AIDAaura, que entró en servicio en marzo de 2024 como Celestyal Discovery tras una remodelación invernal, reemplazando al Celestyal Olympia. El barco entró en servicio el 22 de marzo de 2024.
El 16 de noviembre de 2023, Celestyal Cruises confirmó la compra del AIDAaura, que entró en servicio en marzo de 2024 como Celestyal Discovery tras una remodelación invernal, reemplazando al Celestyal Olympia. El barco entró en servicio el 22 de marzo de 2024.
'Celestyal Discovery, anteriormente llamado AIDAaura, es el tercer barco operado por la línea de cruceros alemana AIDA Cruises. AIDAaura fue construido en 2003 por el astillero alemán Aker MTW en Wismar. Este es idéntico a AIDAvita.
El 8 de octubre de 2018, AIDAaura partirá de Hamburgo en un crucero de 117 días alrededor del mundo. El barco visitará 41 puertos en 20 países en cuatro continentes. Será el segundo crucero mundial de la compañía. El  AIDAcara hizo el primer viaje de ese tipo. El barco 
entró en servicio en marzo de 2024.
El 16 de noviembre de 2023, Celestyal Cruises confirmó la compra del AIDAaura, que entró en servicio en marzo de 2024 como Celestyal Discovery tras una remodelación invernal, reemplazando al Celestyal Olympia. El barco entró en servicio el 22 de marzo de 2024.
El 16 de noviembre de 2023, Celestyal Cruises confirmó la compra del AIDAaura, que entró en servicio en marzo de 2024 como Celestyal Discovery tras una remodelación invernal, reemplazando al Celestyal Olympia. El barco entró en servicio el 22 de marzo de 2024.
El 16 de noviembre de 2023, Celestyal Cruises confirmó la compra del AIDAaura, que entró en servicio en marzo de 2024 como Celestyal Discovery tras una remodelación invernal, reemplazando al Celestyal Olympia. El barco entró en servicio el 22 de marzo de 2024.
El 16 de noviembre de 2023, Celestyal Cruises confirmó la compra del AIDAaura, que entró en servicio en marzo de 2024 como Celestyal Discovery tras una remodelación invernal, reemplazando al Celestyal Olympia. El barco entró en servicio el 22 de marzo de 2024.
El 16 de noviembre de 2023, Celestyal Cruises confirmó la compra del AIDAaura, que entró en servicio en marzo de 2024 como Celestyal Discovery tras una remodelación invernal, reemplazando al Celestyal Olympia. El barco entró en servicio el 22 de marzo de 2024.
El 16 de noviembre de 2023, Celestyal Cruises confirmó la compra del AIDAaura, que entró en servicio en marzo de 2024 como Celestyal Discovery tras una remodelación invernal, reemplazando al Celestyal Olympia. El barco entró en servicio el 22 de marzo de 2024.
El 16 de noviembre de 2023, Celestyal Cruises confirmó la compra del AIDAaura, que entró en servicio en marzo de 2024 como Celestyal Discovery tras una remodelación invernal, reemplazando al Celestyal Olympia. El barco entró en servicio el 22 de marzo de 2024.
El 16 de noviembre de 2023, Celestyal Cruises confirmó la compra del AIDAaura, que entró en servicio en marzo de 2024 como Celestyal Discovery tras una remodelación invernal, reemplazando al Celestyal Olympia. El barco entró en servicio el 22 de marzo de 2024.
El 16 de noviembre de 2023, Celestyal Cruises confirmó la compra del AIDAaura, que entró en servicio en marzo de 2024 como Celestyal Discovery tras una remodelación invernal, reemplazando al Celestyal Olympia. El barco entró en servicio el 22 de marzo de 2024.
El 16 de noviembre de 2023, Celestyal Cruises confirmó la compra del AIDAaura, que entró en servicio en marzo de 2024 como Celestyal Discovery tras una remodelación invernal, reemplazando al Celestyal Olympia. El barco entró en servicio el 22 de marzo de 2024.
El 16 de noviembre de 2023, Celestyal Cruises confirmó la compra del AIDAaura, que entró en servicio en marzo de 2024 como Celestyal Discovery tras una remodelación invernal, reemplazando al Celestyal Olympia. El barco entró en servicio el 22 de marzo de 2024.
El 16 de noviembre de 2023, Celestyal Cruises confirmó la compra del AIDAaura, que entró en servicio en marzo de 2024 como Celestyal Discovery tras una remodelación invernal, reemplazando al Celestyal Olympia. El barco entró en servicio el 22 de marzo de 2024.
El 16 de noviembre de 2023, Celestyal Cruises confirmó la compra del AIDAaura, que entró en servicio en marzo de 2024 como Celestyal Discovery tras una remodelación invernal, reemplazando al Celestyal Olympia. El barco entró en servicio el 22 de marzo de 2024.
'Celestyal Discovery, anteriormente llamado AIDAaura, es el tercer barco operado por la línea de cruceros alemana AIDA Cruises. AIDAaura fue construido en 2003 por el astillero alemán Aker MTW en Wismar. Este es idéntico a AIDAvita.
El 8 de octubre de 2018, AIDAaura partirá de Hamburgo en un crucero de 117 días alrededor del mundo. El barco visitará 41 puertos en 20 países en cuatro continentes. Será el segundo crucero mundial de la compañía. El  AIDAcara hizo el primer viaje de ese tipo. El barco 
entró en servicio en marzo de 2024.
El 16 de noviembre de 2023, Celestyal Cruises confirmó la compra del AIDAaura, que entró en servicio en marzo de 2024 como Celestyal Discovery tras una remodelación invernal, reemplazando al Celestyal Olympia. El barco entró en servicio el 22 de marzo de 2024.
El 16 de noviembre de 2023, Celestyal Cruises confirmó la compra del AIDAaura, que entró en servicio en marzo de 2024 como Celestyal Discovery tras una remodelación invernal, reemplazando al Celestyal Olympia. El barco entró en servicio el 22 de marzo de 2024.
El 16 de noviembre de 2023, Celestyal Cruises confirmó la compra del AIDAaura, que entró en servicio en marzo de 2024 como Celestyal Discovery tras una remodelación invernal, reemplazando al Celestyal Olympia. El barco entró en servicio el 22 de marzo de 2024.
El 16 de noviembre de 2023, Celestyal Cruises confirmó la compra del AIDAaura, que entró en servicio en marzo de 2024 como Celestyal Discovery tras una remodelación invernal, reemplazando al Celestyal Olympia. El barco entró en servicio el 22 de marzo de 2024.
El 16 de noviembre de 2023, Celestyal Cruises confirmó la compra del AIDAaura, que entró en servicio en marzo de 2024 como Celestyal Discovery tras una remodelación invernal, reemplazando al Celestyal Olympia. El barco entró en servicio el 22 de marzo de 2024.
El 16 de noviembre de 2023, Celestyal Cruises confirmó la compra del AIDAaura, que entró en servicio en marzo de 2024 como Celestyal Discovery tras una remodelación invernal, reemplazando al Celestyal Olympia. El barco entró en servicio el 22 de marzo de 2024.
El 16 de noviembre de 2023, Celestyal Cruises confirmó la compra del AIDAaura, que entró en servicio en marzo de 2024 como Celestyal Discovery tras una remodelación invernal, reemplazando al Celestyal Olympia. El barco entró en servicio el 22 de marzo de 2024.
El 16 de noviembre de 2023, Celestyal Cruises confirmó la compra del AIDAaura, que entró en servicio en marzo de 2024 como Celestyal Discovery tras una remodelación invernal, reemplazando al Celestyal Olympia. El barco entró en servicio el 22 de marzo de 2024.
El 16 de noviembre de 2023, Celestyal Cruises confirmó la compra del AIDAaura, que entró en servicio en marzo de 2024 como Celestyal Discovery tras una remodelación invernal, reemplazando al Celestyal Olympia. El barco entró en servicio el 22 de marzo de 2024.
El 16 de noviembre de 2023, Celestyal Cruises confirmó la compra del AIDAaura, que entró en servicio en marzo de 2024 como Celestyal Discovery tras una remodelación invernal, reemplazando al Celestyal Olympia. El barco entró en servicio el 22 de marzo de 2024.
El 16 de noviembre de 2023, Celestyal Cruises confirmó la compra del AIDAaura, que entró en servicio en marzo de 2024 como Celestyal Discovery tras una remodelación invernal, reemplazando al Celestyal Olympia. El barco entró en servicio el 22 de marzo de 2024.
El 16 de noviembre de 2023, Celestyal Cruises confirmó la compra del AIDAaura, que entró en servicio en marzo de 2024 como Celestyal Discovery tras una remodelación invernal, reemplazando al Celestyal Olympia. El barco entró en servicio el 22 de marzo de 2024.
El 16 de noviembre de 2023, Celestyal Cruises confirmó la compra del AIDAaura, que entró en servicio en marzo de 2024 como Celestyal Discovery tras una remodelación invernal, reemplazando al Celestyal Olympia. El barco entró en servicio el 22 de marzo de 2024.
'Celestyal Discovery, anteriormente llamado AIDAaura, es el tercer barco operado por la línea de cruceros alemana AIDA Cruises. AIDAaura fue construido en 2003 por el astillero alemán Aker MTW en Wismar. Este es idéntico a AIDAvita.
El 8 de octubre de 2018, AIDAaura partirá de Hamburgo en un crucero de 117 días alrededor del mundo. El barco visitará 41 puertos en 20 países en cuatro continentes. Será el segundo crucero mundial de la compañía. El  AIDAcara hizo el primer viaje de ese tipo. El barco 
entró en servicio en marzo de 2024.
El 16 de noviembre de 2023, Celestyal Cruises confirmó la compra del AIDAaura, que entró en servicio en marzo de 2024 como Celestyal Discovery tras una remodelación invernal, reemplazando al Celestyal Olympia. El barco entró en servicio el 22 de marzo de 2024.
El 16 de noviembre de 2023, Celestyal Cruises confirmó la compra del AIDAaura, que entró en servicio en marzo de 2024 como Celestyal Discovery tras una remodelación invernal, reemplazando al Celestyal Olympia. El barco entró en servicio el 22 de marzo de 2024.
El 16 de noviembre de 2023, Celestyal Cruises confirmó la compra del AIDAaura, que entró en servicio en marzo de 2024 como Celestyal Discovery tras una remodelación invernal, reemplazando al Celestyal Olympia. El barco entró en servicio el 22 de marzo de 2024.
El 16 de noviembre de 2023, Celestyal Cruises confirmó la compra del AIDAaura, que entró en servicio en marzo de 2024 como Celestyal Discovery tras una remodelación invernal, reemplazando al Celestyal Olympia. El barco entró en servicio el 22 de marzo de 2024.
El 16 de noviembre de 2023, Celestyal Cruises confirmó la compra del AIDAaura, que entró en servicio en marzo de 2024 como Celestyal Discovery tras una remodelación invernal, reemplazando al Celestyal Olympia. El barco entró en servicio el 22 de marzo de 2024.
El 16 de noviembre de 2023, Celestyal Cruises confirmó la compra del AIDAaura, que entró en servicio en marzo de 2024 como Celestyal Discovery tras una remodelación invernal, reemplazando al Celestyal Olympia. El barco entró en servicio el 22 de marzo de 2024.
El 16 de noviembre de 2023, Celestyal Cruises confirmó la compra del AIDAaura, que entró en servicio en marzo de 2024 como Celestyal Discovery tras una remodelación invernal, reemplazando al Celestyal Olympia. El barco entró en servicio el 22 de marzo de 2024.
El 16 de noviembre de 2023, Celestyal Cruises confirmó la compra del AIDAaura, que entró en servicio en marzo de 2024 como Celestyal Discovery tras una remodelación invernal, reemplazando al Celestyal Olympia. El barco entró en servicio el 22 de marzo de 2024.
El 16 de noviembre de 2023, Celestyal Cruises confirmó la compra del AIDAaura, que entró en servicio en marzo de 2024 como Celestyal Discovery tras una remodelación invernal, reemplazando al Celestyal Olympia. El barco entró en servicio el 22 de marzo de 2024.
El 16 de noviembre de 2023, Celestyal Cruises confirmó la compra del AIDAaura, que entró en servicio en marzo de 2024 como Celestyal Discovery tras una remodelación invernal, reemplazando al Celestyal Olympia. El barco entró en servicio el 22 de marzo de 2024.
El 16 de noviembre de 2023, Celestyal Cruises confirmó la compra del AIDAaura, que entró en servicio en marzo de 2024 como Celestyal Discovery tras una remodelación invernal, reemplazando al Celestyal Olympia. El barco entró en servicio el 22 de marzo de 2024.
El 16 de noviembre de 2023, Celestyal Cruises confirmó la compra del AIDAaura, que entró en servicio en marzo de 2024 como Celestyal Discovery tras una remodelación invernal, reemplazando al Celestyal Olympia. El barco entró en servicio el 22 de marzo de 2024.
El 16 de noviembre de 2023, Celestyal Cruises confirmó la compra del AIDAaura, que entró en servicio en marzo de 2024 como Celestyal Discovery tras una remodelación invernal, reemplazando al Celestyal Olympia. El barco entró en servicio el 22 de marzo de 2024.
'Celestyal Discovery, anteriormente llamado AIDAaura, es el tercer barco operado por la línea de cruceros alemana AIDA Cruises. AIDAaura fue construido en 2003 por el astillero alemán Aker MTW en Wismar. Este es idéntico a AIDAvita.
El 8 de octubre de 2018, AIDAaura partirá de Hamburgo en un crucero de 117 días alrededor del mundo. El barco visitará 41 puertos en 20 países en cuatro continentes. Será el segundo crucero mundial de la compañía. El  AIDAcara hizo el primer viaje de ese tipo. El barco 
entró en servicio en marzo de 2024.
El 16 de noviembre de 2023, Celestyal Cruises confirmó la compra del AIDAaura, que entró en servicio en marzo de 2024 como Celestyal Discovery tras una remodelación invernal, reemplazando al Celestyal Olympia. El barco entró en servicio el 22 de marzo de 2024.
El 16 de noviembre de 2023, Celestyal Cruises confirmó la compra del AIDAaura, que entró en servicio en marzo de 2024 como Celestyal Discovery tras una remodelación invernal, reemplazando al Celestyal Olympia. El barco entró en servicio el 22 de marzo de 2024.
El 16 de noviembre de 2023, Celestyal Cruises confirmó la compra del AIDAaura, que entró en servicio en marzo de 2024 como Celestyal Discovery tras una remodelación invernal, reemplazando al Celestyal Olympia. El barco entró en servicio el 22 de marzo de 2024.
El 16 de noviembre de 2023, Celestyal Cruises confirmó la compra del AIDAaura, que entró en servicio en marzo de 2024 como Celestyal Discovery tras una remodelación invernal, reemplazando al Celestyal Olympia. El barco entró en servicio el 22 de marzo de 2024.
El 16 de noviembre de 2023, Celestyal Cruises confirmó la compra del AIDAaura, que entró en servicio en marzo de 2024 como Celestyal Discovery tras una remodelación invernal, reemplazando al Celestyal Olympia. El barco entró en servicio el 22 de marzo de 2024.
El 16 de noviembre de 2023, Celestyal Cruises confirmó la compra del AIDAaura, que entró en servicio en marzo de 2024 como Celestyal Discovery tras una remodelación invernal, reemplazando al Celestyal Olympia. El barco entró en servicio el 22 de marzo de 2024.
El 16 de noviembre de 2023, Celestyal Cruises confirmó la compra del AIDAaura, que entró en servicio en marzo de 2024 como Celestyal Discovery tras una remodelación invernal, reemplazando al Celestyal Olympia. El barco entró en servicio el 22 de marzo de 2024.
El 16 de noviembre de 2023, Celestyal Cruises confirmó la compra del AIDAaura, que entró en servicio en marzo de 2024 como Celestyal Discovery tras una remodelación invernal, reemplazando al Celestyal Olympia. El barco entró en servicio el 22 de marzo de 2024.
El 16 de noviembre de 2023, Celestyal Cruises confirmó la compra del AIDAaura, que entró en servicio en marzo de 2024 como Celestyal Discovery tras una remodelación invernal, reemplazando al Celestyal Olympia. El barco entró en servicio el 22 de marzo de 2024.
El 16 de noviembre de 2023, Celestyal Cruises confirmó la compra del AIDAaura, que entró en servicio en marzo de 2024 como Celestyal Discovery tras una remodelación invernal, reemplazando al Celestyal Olympia. El barco entró en servicio el 22 de marzo de 2024.
El 16 de noviembre de 2023, Celestyal Cruises confirmó la compra del AIDAaura, que entró en servicio en marzo de 2024 como Celestyal Discovery tras una remodelación invernal, reemplazando al Celestyal Olympia. El barco entró en servicio el 22 de marzo de 2024.
El 16 de noviembre de 2023, Celestyal Cruises confirmó la compra del AIDAaura, que entró en servicio en marzo de 2024 como Celestyal Discovery tras una remodelación invernal, reemplazando al Celestyal Olympia. El barco entró en servicio el 22 de marzo de 2024.
El 16 de noviembre de 2023, Celestyal Cruises confirmó la compra del AIDAaura, que entró en servicio en marzo de 2024 como Celestyal Discovery tras una remodelación invernal, reemplazando al Celestyal Olympia. El barco entró en servicio el 22 de marzo de 2024.
'Celestyal Discovery, anteriormente llamado AIDAaura, es el tercer barco operado por la línea de cruceros alemana AIDA Cruises. AIDAaura fue construido en 2003 por el astillero alemán Aker MTW en Wismar. Este es idéntico a AIDAvita.
El 8 de octubre de 2018, AIDAaura partirá de Hamburgo en un crucero de 117 días alrededor del mundo. El barco visitará 41 puertos en 20 países en cuatro continentes. Será el segundo crucero mundial de la compañía. El  AIDAcara hizo el primer viaje de ese tipo. El barco 
entró en servicio en marzo de 2024.
El 16 de noviembre de 2023, Celestyal Cruises confirmó la compra del AIDAaura, que entró en servicio en marzo de 2024 como Celestyal Discovery tras una remodelación invernal, reemplazando al Celestyal Olympia. El barco entró en servicio el 22 de marzo de 2024.
El 16 de noviembre de 2023, Celestyal Cruises confirmó la compra del AIDAaura, que entró en servicio en marzo de 2024 como Celestyal Discovery tras una remodelación invernal, reemplazando al Celestyal Olympia. El barco entró en servicio el 22 de marzo de 2024.
El 16 de noviembre de 2023, Celestyal Cruises confirmó la compra del AIDAaura, que entró en servicio en marzo de 2024 como Celestyal Discovery tras una remodelación invernal, reemplazando al Celestyal Olympia. El barco entró en servicio el 22 de marzo de 2024.
El 16 de noviembre de 2023, Celestyal Cruises confirmó la compra del AIDAaura, que entró en servicio en marzo de 2024 como Celestyal Discovery tras una remodelación invernal, reemplazando al Celestyal Olympia. El barco entró en servicio el 22 de marzo de 2024.
El 16 de noviembre de 2023, Celestyal Cruises confirmó la compra del AIDAaura, que entró en servicio en marzo de 2024 como Celestyal Discovery tras una remodelación invernal, reemplazando al Celestyal Olympia. El barco entró en servicio el 22 de marzo de 2024.
El 16 de noviembre de 2023, Celestyal Cruises confirmó la compra del AIDAaura, que entró en servicio en marzo de 2024 como Celestyal Discovery tras una remodelación invernal, reemplazando al Celestyal Olympia. El barco entró en servicio el 22 de marzo de 2024.
El 16 de noviembre de 2023, Celestyal Cruises confirmó la compra del AIDAaura, que entró en servicio en marzo de 2024 como Celestyal Discovery tras una remodelación invernal, reemplazando al Celestyal Olympia. El barco entró en servicio el 22 de marzo de 2024.
El 16 de noviembre de 2023, Celestyal Cruises confirmó la compra del AIDAaura, que entró en servicio en marzo de 2024 como Celestyal Discovery tras una remodelación invernal, reemplazando al Celestyal Olympia. El barco entró en servicio el 22 de marzo de 2024.
El 16 de noviembre de 2023, Celestyal Cruises confirmó la compra del AIDAaura, que entró en servicio en marzo de 2024 como Celestyal Discovery tras una remodelación invernal, reemplazando al Celestyal Olympia. El barco entró en servicio el 22 de marzo de 2024.
El 16 de noviembre de 2023, Celestyal Cruises confirmó la compra del AIDAaura, que entró en servicio en marzo de 2024 como Celestyal Discovery tras una remodelación invernal, reemplazando al Celestyal Olympia. El barco entró en servicio el 22 de marzo de 2024.
El 16 de noviembre de 2023, Celestyal Cruises confirmó la compra del AIDAaura, que entró en servicio en marzo de 2024 como Celestyal Discovery tras una remodelación invernal, reemplazando al Celestyal Olympia. El barco entró en servicio el 22 de marzo de 2024.
El 16 de noviembre de 2023, Celestyal Cruises confirmó la compra del AIDAaura, que entró en servicio en marzo de 2024 como Celestyal Discovery tras una remodelación invernal, reemplazando al Celestyal Olympia. El barco entró en servicio el 22 de marzo de 2024.
El 16 de noviembre de 2023, Celestyal Cruises confirmó la compra del AIDAaura, que entró en servicio en marzo de 2024 como Celestyal Discovery tras una remodelación invernal, reemplazando al Celestyal Olympia. El barco entró en servicio el 22 de marzo de 2024.
'Celestyal Discovery, anteriormente llamado AIDAaura, es el tercer barco operado por la línea de cruceros alemana AIDA Cruises. AIDAaura fue construido en 2003 por el astillero alemán Aker MTW en Wismar. Este es idéntico a AIDAvita.
El 8 de octubre de 2018, AIDAaura partirá de Hamburgo en un crucero de 117 días alrededor del mundo. El barco visitará 41 puertos en 20 países en cuatro continentes. Será el segundo crucero mundial de la compañía. El  AIDAcara hizo el primer viaje de ese tipo. El barco 
entró en servicio en marzo de 2024.
El 16 de noviembre de 2023, Celestyal Cruises confirmó la compra del AIDAaura, que entró en servicio en marzo de 2024 como Celestyal Discovery tras una remodelación invernal, reemplazando al Celestyal Olympia. El barco entró en servicio el 22 de marzo de 2024.
El 16 de noviembre de 2023, Celestyal Cruises confirmó la compra del AIDAaura, que entró en servicio en marzo de 2024 como Celestyal Discovery tras una remodelación invernal, reemplazando al Celestyal Olympia. El barco entró en servicio el 22 de marzo de 2024.
El 16 de noviembre de 2023, Celestyal Cruises confirmó la compra del AIDAaura, que entró en servicio en marzo de 2024 como Celestyal Discovery tras una remodelación invernal, reemplazando al Celestyal Olympia. El barco entró en servicio el 22 de marzo de 2024.
El 16 de noviembre de 2023, Celestyal Cruises confirmó la compra del AIDAaura, que entró en servicio en marzo de 2024 como Celestyal Discovery tras una remodelación invernal, reemplazando al Celestyal Olympia. El barco entró en servicio el 22 de marzo de 2024.
El 16 de noviembre de 2023, Celestyal Cruises confirmó la compra del AIDAaura, que entró en servicio en marzo de 2024 como Celestyal Discovery tras una remodelación invernal, reemplazando al Celestyal Olympia. El barco entró en servicio el 22 de marzo de 2024.
El 16 de noviembre de 2023, Celestyal Cruises confirmó la compra del AIDAaura, que entró en servicio en marzo de 2024 como Celestyal Discovery tras una remodelación invernal, reemplazando al Celestyal Olympia. El barco entró en servicio el 22 de marzo de 2024.
El 16 de noviembre de 2023, Celestyal Cruises confirmó la compra del AIDAaura, que entró en servicio en marzo de 2024 como Celestyal Discovery tras una remodelación invernal, reemplazando al Celestyal Olympia. El barco entró en servicio el 22 de marzo de 2024.
El 16 de noviembre de 2023, Celestyal Cruises confirmó la compra del AIDAaura, que entró en servicio en marzo de 2024 como Celestyal Discovery tras una remodelación invernal, reemplazando al Celestyal Olympia. El barco entró en servicio el 22 de marzo de 2024.
El 16 de noviembre de 2023, Celestyal Cruises confirmó la compra del AIDAaura, que entró en servicio en marzo de 2024 como Celestyal Discovery tras una remodelación invernal, reemplazando al Celestyal Olympia. El barco entró en servicio el 22 de marzo de 2024.
El 16 de noviembre de 2023, Celestyal Cruises confirmó la compra del AIDAaura, que entró en servicio en marzo de 2024 como Celestyal Discovery tras una remodelación invernal, reemplazando al Celestyal Olympia. El barco entró en servicio el 22 de marzo de 2024.
El 16 de noviembre de 2023, Celestyal Cruises confirmó la compra del AIDAaura, que entró en servicio en marzo de 2024 como Celestyal Discovery tras una remodelación invernal, reemplazando al Celestyal Olympia. El barco entró en servicio el 22 de marzo de 2024.
El 16 de noviembre de 2023, Celestyal Cruises confirmó la compra del AIDAaura, que entró en servicio en marzo de 2024 como Celestyal Discovery tras una remodelación invernal, reemplazando al Celestyal Olympia. El barco entró en servicio el 22 de marzo de 2024.
El 16 de noviembre de 2023, Celestyal Cruises confirmó la compra del AIDAaura, que entró en servicio en marzo de 2024 como Celestyal Discovery tras una remodelación invernal, reemplazando al Celestyal Olympia. El barco entró en servicio el 22 de marzo de 2024.
'Celestyal Discovery, anteriormente llamado AIDAaura, es el tercer barco operado por la línea de cruceros alemana AIDA Cruises. AIDAaura fue construido en 2003 por el astillero alemán Aker MTW en Wismar. Este es idéntico a AIDAvita.
El 8 de octubre de 2018, AIDAaura partirá de Hamburgo en un crucero de 117 días alrededor del mundo. El barco visitará 41 puertos en 20 países en cuatro continentes. Será el segundo crucero mundial de la compañía. El  AIDAcara hizo el primer viaje de ese tipo. El barco 
entró en servicio en marzo de 2024.
El 16 de noviembre de 2023, Celestyal Cruises confirmó la compra del AIDAaura, que entró en servicio en marzo de 2024 como Celestyal Discovery tras una remodelación invernal, reemplazando al Celestyal Olympia. El barco entró en servicio el 22 de marzo de 2024.
El 16 de noviembre de 2023, Celestyal Cruises confirmó la compra del AIDAaura, que entró en servicio en marzo de 2024 como Celestyal Discovery tras una remodelación invernal, reemplazando al Celestyal Olympia. El barco entró en servicio el 22 de marzo de 2024.
El 16 de noviembre de 2023, Celestyal Cruises confirmó la compra del AIDAaura, que entró en servicio en marzo de 2024 como Celestyal Discovery tras una remodelación invernal, reemplazando al Celestyal Olympia. El barco entró en servicio el 22 de marzo de 2024.
El 16 de noviembre de 2023, Celestyal Cruises confirmó la compra del AIDAaura, que entró en servicio en marzo de 2024 como Celestyal Discovery tras una remodelación invernal, reemplazando al Celestyal Olympia. El barco entró en servicio el 22 de marzo de 2024.
El 16 de noviembre de 2023, Celestyal Cruises confirmó la compra del AIDAaura, que entró en servicio en marzo de 2024 como Celestyal Discovery tras una remodelación invernal, reemplazando al Celestyal Olympia. El barco entró en servicio el 22 de marzo de 2024.
El 16 de noviembre de 2023, Celestyal Cruises confirmó la compra del AIDAaura, que entró en servicio en marzo de 2024 como Celestyal Discovery tras una remodelación invernal, reemplazando al Celestyal Olympia. El barco entró en servicio el 22 de marzo de 2024.
El 16 de noviembre de 2023, Celestyal Cruises confirmó la compra del AIDAaura, que entró en servicio en marzo de 2024 como Celestyal Discovery tras una remodelación invernal, reemplazando al Celestyal Olympia. El barco entró en servicio el 22 de marzo de 2024.
El 16 de noviembre de 2023, Celestyal Cruises confirmó la compra del AIDAaura, que entró en servicio en marzo de 2024 como Celestyal Discovery tras una remodelación invernal, reemplazando al Celestyal Olympia. El barco entró en servicio el 22 de marzo de 2024.
El 16 de noviembre de 2023, Celestyal Cruises confirmó la compra del AIDAaura, que entró en servicio en marzo de 2024 como Celestyal Discovery tras una remodelación invernal, reemplazando al Celestyal Olympia. El barco entró en servicio el 22 de marzo de 2024.
El 16 de noviembre de 2023, Celestyal Cruises confirmó la compra del AIDAaura, que entró en servicio en marzo de 2024 como Celestyal Discovery tras una remodelación invernal, reemplazando al Celestyal Olympia. El barco entró en servicio el 22 de marzo de 2024.
El 16 de noviembre de 2023, Celestyal Cruises confirmó la compra del AIDAaura, que entró en servicio en marzo de 2024 como Celestyal Discovery tras una remodelación invernal, reemplazando al Celestyal Olympia. El barco entró en servicio el 22 de marzo de 2024.
El 16 de noviembre de 2023, Celestyal Cruises confirmó la compra del AIDAaura, que entró en servicio en marzo de 2024 como Celestyal Discovery tras una remodelación invernal, reemplazando al Celestyal Olympia. El barco entró en servicio el 22 de marzo de 2024.
El 16 de noviembre de 2023, Celestyal Cruises confirmó la compra del AIDAaura, que entró en servicio en marzo de 2024 como Celestyal Discovery tras una remodelación invernal, reemplazando al Celestyal Olympia. El barco entró en servicio el 22 de marzo de 2024.
'Celestyal Discovery, anteriormente llamado AIDAaura, es el tercer barco operado por la línea de cruceros alemana AIDA Cruises. AIDAaura fue construido en 2003 por el astillero alemán Aker MTW en Wismar. Este es idéntico a AIDAvita.
El 8 de octubre de 2018, AIDAaura partirá de Hamburgo en un crucero de 117 días alrededor del mundo. El barco visitará 41 puertos en 20 países en cuatro continentes. Será el segundo crucero mundial de la compañía. El  AIDAcara hizo el primer viaje de ese tipo. El barco 
entró en servicio en marzo de 2024.
El 16 de noviembre de 2023, Celestyal Cruises confirmó la compra del AIDAaura, que entró en servicio en marzo de 2024 como Celestyal Discovery tras una remodelación invernal, reemplazando al Celestyal Olympia. El barco entró en servicio el 22 de marzo de 2024.
El 16 de noviembre de 2023, Celestyal Cruises confirmó la compra del AIDAaura, que entró en servicio en marzo de 2024 como Celestyal Discovery tras una remodelación invernal, reemplazando al Celestyal Olympia. El barco entró en servicio el 22 de marzo de 2024.
El 16 de noviembre de 2023, Celestyal Cruises confirmó la compra del AIDAaura, que entró en servicio en marzo de 2024 como Celestyal Discovery tras una remodelación invernal, reemplazando al Celestyal Olympia. El barco entró en servicio el 22 de marzo de 2024.
El 16 de noviembre de 2023, Celestyal Cruises confirmó la compra del AIDAaura, que entró en servicio en marzo de 2024 como Celestyal Discovery tras una remodelación invernal, reemplazando al Celestyal Olympia. El barco entró en servicio el 22 de marzo de 2024.
El 16 de noviembre de 2023, Celestyal Cruises confirmó la compra del AIDAaura, que entró en servicio en marzo de 2024 como Celestyal Discovery tras una remodelación invernal, reemplazando al Celestyal Olympia. El barco entró en servicio el 22 de marzo de 2024.
El 16 de noviembre de 2023, Celestyal Cruises confirmó la compra del AIDAaura, que entró en servicio en marzo de 2024 como Celestyal Discovery tras una remodelación invernal, reemplazando al Celestyal Olympia. El barco entró en servicio el 22 de marzo de 2024.
El 16 de noviembre de 2023, Celestyal Cruises confirmó la compra del AIDAaura, que entró en servicio en marzo de 2024 como Celestyal Discovery tras una remodelación invernal, reemplazando al Celestyal Olympia. El barco entró en servicio el 22 de marzo de 2024.
El 16 de noviembre de 2023, Celestyal Cruises confirmó la compra del AIDAaura, que entró en servicio en marzo de 2024 como Celestyal Discovery tras una remodelación invernal, reemplazando al Celestyal Olympia. El barco entró en servicio el 22 de marzo de 2024.
El 16 de noviembre de 2023, Celestyal Cruises confirmó la compra del AIDAaura, que entró en servicio en marzo de 2024 como Celestyal Discovery tras una remodelación invernal, reemplazando al Celestyal Olympia. El barco entró en servicio el 22 de marzo de 2024.
El 16 de noviembre de 2023, Celestyal Cruises confirmó la compra del AIDAaura, que entró en servicio en marzo de 2024 como Celestyal Discovery tras una remodelación invernal, reemplazando al Celestyal Olympia. El barco entró en servicio el 22 de marzo de 2024.
El 16 de noviembre de 2023, Celestyal Cruises confirmó la compra del AIDAaura, que entró en servicio en marzo de 2024 como Celestyal Discovery tras una remodelación invernal, reemplazando al Celestyal Olympia. El barco entró en servicio el 22 de marzo de 2024.
El 16 de noviembre de 2023, Celestyal Cruises confirmó la compra del AIDAaura, que entró en servicio en marzo de 2024 como Celestyal Discovery tras una remodelación invernal, reemplazando al Celestyal Olympia. El barco entró en servicio el 22 de marzo de 2024.
El 16 de noviembre de 2023, Celestyal Cruises confirmó la compra del AIDAaura, que entró en servicio en marzo de 2024 como Celestyal Discovery tras una remodelación invernal, reemplazando al Celestyal Olympia. El barco entró en servicio el 22 de marzo de 2024.
'Celestyal Discovery, anteriormente llamado AIDAaura, es el tercer barco operado por la línea de cruceros alemana AIDA Cruises. AIDAaura fue construido en 2003 por el astillero alemán Aker MTW en Wismar. Este es idéntico a AIDAvita.
El 8 de octubre de 2018, AIDAaura partirá de Hamburgo en un crucero de 117 días alrededor del mundo. El barco visitará 41 puertos en 20 países en cuatro continentes. Será el segundo crucero mundial de la compañía. El  AIDAcara hizo el primer viaje de ese tipo. El barco 
entró en servicio en marzo de 2024.
El 16 de noviembre de 2023, Celestyal Cruises confirmó la compra del AIDAaura, que entró en servicio en marzo de 2024 como Celestyal Discovery tras una remodelación invernal, reemplazando al Celestyal Olympia. El barco entró en servicio el 22 de marzo de 2024.
El 16 de noviembre de 2023, Celestyal Cruises confirmó la compra del AIDAaura, que entró en servicio en marzo de 2024 como Celestyal Discovery tras una remodelación invernal, reemplazando al Celestyal Olympia. El barco entró en servicio el 22 de marzo de 2024.
El 16 de noviembre de 2023, Celestyal Cruises confirmó la compra del AIDAaura, que entró en servicio en marzo de 2024 como Celestyal Discovery tras una remodelación invernal, reemplazando al Celestyal Olympia. El barco entró en servicio el 22 de marzo de 2024.
El 16 de noviembre de 2023, Celestyal Cruises confirmó la compra del AIDAaura, que entró en servicio en marzo de 2024 como Celestyal Discovery tras una remodelación invernal, reemplazando al Celestyal Olympia. El barco entró en servicio el 22 de marzo de 2024.
El 16 de noviembre de 2023, Celestyal Cruises confirmó la compra del AIDAaura, que entró en servicio en marzo de 2024 como Celestyal Discovery tras una remodelación invernal, reemplazando al Celestyal Olympia. El barco entró en servicio el 22 de marzo de 2024.
El 16 de noviembre de 2023, Celestyal Cruises confirmó la compra del AIDAaura, que entró en servicio en marzo de 2024 como Celestyal Discovery tras una remodelación invernal, reemplazando al Celestyal Olympia. El barco entró en servicio el 22 de marzo de 2024.
El 16 de noviembre de 2023, Celestyal Cruises confirmó la compra del AIDAaura, que entró en servicio en marzo de 2024 como Celestyal Discovery tras una remodelación invernal, reemplazando al Celestyal Olympia. El barco entró en servicio el 22 de marzo de 2024.
El 16 de noviembre de 2023, Celestyal Cruises confirmó la compra del AIDAaura, que entró en servicio en marzo de 2024 como Celestyal Discovery tras una remodelación invernal, reemplazando al Celestyal Olympia. El barco entró en servicio el 22 de marzo de 2024.
El 16 de noviembre de 2023, Celestyal Cruises confirmó la compra del AIDAaura, que entró en servicio en marzo de 2024 como Celestyal Discovery tras una remodelación invernal, reemplazando al Celestyal Olympia. El barco entró en servicio el 22 de marzo de 2024.
El 16 de noviembre de 2023, Celestyal Cruises confirmó la compra del AIDAaura, que entró en servicio en marzo de 2024 como Celestyal Discovery tras una remodelación invernal, reemplazando al Celestyal Olympia. El barco entró en servicio el 22 de marzo de 2024.
El 16 de noviembre de 2023, Celestyal Cruises confirmó la compra del AIDAaura, que entró en servicio en marzo de 2024 como Celestyal Discovery tras una remodelación invernal, reemplazando al Celestyal Olympia. El barco entró en servicio el 22 de marzo de 2024.
El 16 de noviembre de 2023, Celestyal Cruises confirmó la compra del AIDAaura, que entró en servicio en marzo de 2024 como Celestyal Discovery tras una remodelación invernal, reemplazando al Celestyal Olympia. El barco entró en servicio el 22 de marzo de 2024.
El 16 de noviembre de 2023, Celestyal Cruises confirmó la compra del AIDAaura, que entró en servicio en marzo de 2024 como Celestyal Discovery tras una remodelación invernal, reemplazando al Celestyal Olympia. El barco entró en servicio el 22 de marzo de 2024.
'Celestyal Discovery, anteriormente llamado AIDAaura, es el tercer barco operado por la línea de cruceros alemana AIDA Cruises. AIDAaura fue construido en 2003 por el astillero alemán Aker MTW en Wismar. Este es idéntico a AIDAvita.
El 8 de octubre de 2018, AIDAaura partirá de Hamburgo en un crucero de 117 días alrededor del mundo. El barco visitará 41 puertos en 20 países en cuatro continentes. Será el segundo crucero mundial de la compañía. El  AIDAcara hizo el primer viaje de ese tipo. El barco 
entró en servicio en marzo de 2024.
El 16 de noviembre de 2023, Celestyal Cruises confirmó la compra del AIDAaura, que entró en servicio en marzo de 2024 como Celestyal Discovery tras una remodelación invernal, reemplazando al Celestyal Olympia. El barco entró en servicio el 22 de marzo de 2024.
El 16 de noviembre de 2023, Celestyal Cruises confirmó la compra del AIDAaura, que entró en servicio en marzo de 2024 como Celestyal Discovery tras una remodelación invernal, reemplazando al Celestyal Olympia. El barco entró en servicio el 22 de marzo de 2024.
El 16 de noviembre de 2023, Celestyal Cruises confirmó la compra del AIDAaura, que entró en servicio en marzo de 2024 como Celestyal Discovery tras una remodelación invernal, reemplazando al Celestyal Olympia. El barco entró en servicio el 22 de marzo de 2024.
El 16 de noviembre de 2023, Celestyal Cruises confirmó la compra del AIDAaura, que entró en servicio en marzo de 2024 como Celestyal Discovery tras una remodelación invernal, reemplazando al Celestyal Olympia. El barco entró en servicio el 22 de marzo de 2024.
El 16 de noviembre de 2023, Celestyal Cruises confirmó la compra del AIDAaura, que entró en servicio en marzo de 2024 como Celestyal Discovery tras una remodelación invernal, reemplazando al Celestyal Olympia. El barco entró en servicio el 22 de marzo de 2024.
El 16 de noviembre de 2023, Celestyal Cruises confirmó la compra del AIDAaura, que entró en servicio en marzo de 2024 como Celestyal Discovery tras una remodelación invernal, reemplazando al Celestyal Olympia. El barco entró en servicio el 22 de marzo de 2024.
El 16 de noviembre de 2023, Celestyal Cruises confirmó la compra del AIDAaura, que entró en servicio en marzo de 2024 como Celestyal Discovery tras una remodelación invernal, reemplazando al Celestyal Olympia. El barco entró en servicio el 22 de marzo de 2024.
El 16 de noviembre de 2023, Celestyal Cruises confirmó la compra del AIDAaura, que entró en servicio en marzo de 2024 como Celestyal Discovery tras una remodelación invernal, reemplazando al Celestyal Olympia. El barco entró en servicio el 22 de marzo de 2024.
El 16 de noviembre de 2023, Celestyal Cruises confirmó la compra del AIDAaura, que entró en servicio en marzo de 2024 como Celestyal Discovery tras una remodelación invernal, reemplazando al Celestyal Olympia. El barco entró en servicio el 22 de marzo de 2024.
El 16 de noviembre de 2023, Celestyal Cruises confirmó la compra del AIDAaura, que entró en servicio en marzo de 2024 como Celestyal Discovery tras una remodelación invernal, reemplazando al Celestyal Olympia. El barco entró en servicio el 22 de marzo de 2024.
El 16 de noviembre de 2023, Celestyal Cruises confirmó la compra del AIDAaura, que entró en servicio en marzo de 2024 como Celestyal Discovery tras una remodelación invernal, reemplazando al Celestyal Olympia. El barco entró en servicio el 22 de marzo de 2024.
El 16 de noviembre de 2023, Celestyal Cruises confirmó la compra del AIDAaura, que entró en servicio en marzo de 2024 como Celestyal Discovery tras una remodelación invernal, reemplazando al Celestyal Olympia. El barco entró en servicio el 22 de marzo de 2024.
El 16 de noviembre de 2023, Celestyal Cruises confirmó la compra del AIDAaura, que entró en servicio en marzo de 2024 como Celestyal Discovery tras una remodelación invernal, reemplazando al Celestyal Olympia. El barco entró en servicio el 22 de marzo de 2024.
'Celestyal Discovery, anteriormente llamado AIDAaura, es el tercer barco operado por la línea de cruceros alemana AIDA Cruises. AIDAaura fue construido en 2003 por el astillero alemán Aker MTW en Wismar. Este es idéntico a AIDAvita.
El 8 de octubre de 2018, AIDAaura partirá de Hamburgo en un crucero de 117 días alrededor del mundo. El barco visitará 41 puertos en 20 países en cuatro continentes. Será el segundo crucero mundial de la compañía. El  AIDAcara hizo el primer viaje de ese tipo. El barco 
entró en servicio en marzo de 2024.
El 16 de noviembre de 2023, Celestyal Cruises confirmó la compra del AIDAaura, que entró en servicio en marzo de 2024 como Celestyal Discovery tras una remodelación invernal, reemplazando al Celestyal Olympia. El barco entró en servicio el 22 de marzo de 2024.
El 16 de noviembre de 2023, Celestyal Cruises confirmó la compra del AIDAaura, que entró en servicio en marzo de 2024 como Celestyal Discovery tras una remodelación invernal, reemplazando al Celestyal Olympia. El barco entró en servicio el 22 de marzo de 2024.
El 16 de noviembre de 2023, Celestyal Cruises confirmó la compra del AIDAaura, que entró en servicio en marzo de 2024 como Celestyal Discovery tras una remodelación invernal, reemplazando al Celestyal Olympia. El barco entró en servicio el 22 de marzo de 2024.
El 16 de noviembre de 2023, Celestyal Cruises confirmó la compra del AIDAaura, que entró en servicio en marzo de 2024 como Celestyal Discovery tras una remodelación invernal, reemplazando al Celestyal Olympia. El barco entró en servicio el 22 de marzo de 2024.
El 16 de noviembre de 2023, Celestyal Cruises confirmó la compra del AIDAaura, que entró en servicio en marzo de 2024 como Celestyal Discovery tras una remodelación invernal, reemplazando al Celestyal Olympia. El barco entró en servicio el 22 de marzo de 2024.
El 16 de noviembre de 2023, Celestyal Cruises confirmó la compra del AIDAaura, que entró en servicio en marzo de 2024 como Celestyal Discovery tras una remodelación invernal, reemplazando al Celestyal Olympia. El barco entró en servicio el 22 de marzo de 2024.
El 16 de noviembre de 2023, Celestyal Cruises confirmó la compra del AIDAaura, que entró en servicio en marzo de 2024 como Celestyal Discovery tras una remodelación invernal, reemplazando al Celestyal Olympia. El barco entró en servicio el 22 de marzo de 2024.
El 16 de noviembre de 2023, Celestyal Cruises confirmó la compra del AIDAaura, que entró en servicio en marzo de 2024 como Celestyal Discovery tras una remodelación invernal, reemplazando al Celestyal Olympia. El barco entró en servicio el 22 de marzo de 2024.
El 16 de noviembre de 2023, Celestyal Cruises confirmó la compra del AIDAaura, que entró en servicio en marzo de 2024 como Celestyal Discovery tras una remodelación invernal, reemplazando al Celestyal Olympia. El barco entró en servicio el 22 de marzo de 2024.
El 16 de noviembre de 2023, Celestyal Cruises confirmó la compra del AIDAaura, que entró en servicio en marzo de 2024 como Celestyal Discovery tras una remodelación invernal, reemplazando al Celestyal Olympia. El barco entró en servicio el 22 de marzo de 2024.
El 16 de noviembre de 2023, Celestyal Cruises confirmó la compra del AIDAaura, que entró en servicio en marzo de 2024 como Celestyal Discovery tras una remodelación invernal, reemplazando al Celestyal Olympia. El barco entró en servicio el 22 de marzo de 2024.
El 16 de noviembre de 2023, Celestyal Cruises confirmó la compra del AIDAaura, que entró en servicio en marzo de 2024 como Celestyal Discovery tras una remodelación invernal, reemplazando al Celestyal Olympia. El barco entró en servicio el 22 de marzo de 2024.
El 16 de noviembre de 2023, Celestyal Cruises confirmó la compra del AIDAaura, que entró en servicio en marzo de 2024 como Celestyal Discovery tras una remodelación invernal, reemplazando al Celestyal Olympia. El barco entró en servicio el 22 de marzo de 2024.
'Celestyal Discovery, anteriormente llamado AIDAaura, es el tercer barco operado por la línea de cruceros alemana AIDA Cruises. AIDAaura fue construido en 2003 por el astillero alemán Aker MTW en Wismar. Este es idéntico a AIDAvita.
El 8 de octubre de 2018, AIDAaura partirá de Hamburgo en un crucero de 117 días alrededor del mundo. El barco visitará 41 puertos en 20 países en cuatro continentes. Será el segundo crucero mundial de la compañía. El  AIDAcara hizo el primer viaje de ese tipo. El barco 
entró en servicio en marzo de 2024.
El 16 de noviembre de 2023, Celestyal Cruises confirmó la compra del AIDAaura, que entró en servicio en marzo de 2024 como Celestyal Discovery tras una remodelación invernal, reemplazando al Celestyal Olympia. El barco entró en servicio el 22 de marzo de 2024.
El 16 de noviembre de 2023, Celestyal Cruises confirmó la compra del AIDAaura, que entró en servicio en marzo de 2024 como Celestyal Discovery tras una remodelación invernal, reemplazando al Celestyal Olympia. El barco entró en servicio el 22 de marzo de 2024.
El 16 de noviembre de 2023, Celestyal Cruises confirmó la compra del AIDAaura, que entró en servicio en marzo de 2024 como Celestyal Discovery tras una remodelación invernal, reemplazando al Celestyal Olympia. El barco entró en servicio el 22 de marzo de 2024.
El 16 de noviembre de 2023, Celestyal Cruises confirmó la compra del AIDAaura, que entró en servicio en marzo de 2024 como Celestyal Discovery tras una remodelación invernal, reemplazando al Celestyal Olympia. El barco entró en servicio el 22 de marzo de 2024.
El 16 de noviembre de 2023, Celestyal Cruises confirmó la compra del AIDAaura, que entró en servicio en marzo de 2024 como Celestyal Discovery tras una remodelación invernal, reemplazando al Celestyal Olympia. El barco entró en servicio el 22 de marzo de 2024.
El 16 de noviembre de 2023, Celestyal Cruises confirmó la compra del AIDAaura, que entró en servicio en marzo de 2024 como Celestyal Discovery tras una remodelación invernal, reemplazando al Celestyal Olympia. El barco entró en servicio el 22 de marzo de 2024.
El 16 de noviembre de 2023, Celestyal Cruises confirmó la compra del AIDAaura, que entró en servicio en marzo de 2024 como Celestyal Discovery tras una remodelación invernal, reemplazando al Celestyal Olympia. El barco entró en servicio el 22 de marzo de 2024.
El 16 de noviembre de 2023, Celestyal Cruises confirmó la compra del AIDAaura, que entró en servicio en marzo de 2024 como Celestyal Discovery tras una remodelación invernal, reemplazando al Celestyal Olympia. El barco entró en servicio el 22 de marzo de 2024.
El 16 de noviembre de 2023, Celestyal Cruises confirmó la compra del AIDAaura, que entró en servicio en marzo de 2024 como Celestyal Discovery tras una remodelación invernal, reemplazando al Celestyal Olympia. El barco entró en servicio el 22 de marzo de 2024.
El 16 de noviembre de 2023, Celestyal Cruises confirmó la compra del AIDAaura, que entró en servicio en marzo de 2024 como Celestyal Discovery tras una remodelación invernal, reemplazando al Celestyal Olympia. El barco entró en servicio el 22 de marzo de 2024.
El 16 de noviembre de 2023, Celestyal Cruises confirmó la compra del AIDAaura, que entró en servicio en marzo de 2024 como Celestyal Discovery tras una remodelación invernal, reemplazando al Celestyal Olympia. El barco entró en servicio el 22 de marzo de 2024.
El 16 de noviembre de 2023, Celestyal Cruises confirmó la compra del AIDAaura, que entró en servicio en marzo de 2024 como Celestyal Discovery tras una remodelación invernal, reemplazando al Celestyal Olympia. El barco entró en servicio el 22 de marzo de 2024.
El 16 de noviembre de 2023, Celestyal Cruises confirmó la compra del AIDAaura, que entró en servicio en marzo de 2024 como Celestyal Discovery tras una remodelación invernal, reemplazando al Celestyal Olympia. El barco entró en servicio el 22 de marzo de 2024.
'Celestyal Discovery, anteriormente llamado AIDAaura, es el tercer barco operado por la línea de cruceros alemana AIDA Cruises. AIDAaura fue construido en 2003 por el astillero alemán Aker MTW en Wismar. Este es idéntico a AIDAvita.
El 8 de octubre de 2018, AIDAaura partirá de Hamburgo en un crucero de 117 días alrededor del mundo. El barco visitará 41 puertos en 20 países en cuatro continentes. Será el segundo crucero mundial de la compañía. El  AIDAcara hizo el primer viaje de ese tipo. El barco 
entró en servicio en marzo de 2024.
El 16 de noviembre de 2023, Celestyal Cruises confirmó la compra del AIDAaura, que entró en servicio en marzo de 2024 como Celestyal Discovery tras una remodelación invernal, reemplazando al Celestyal Olympia. El barco entró en servicio el 22 de marzo de 2024.
El 16 de noviembre de 2023, Celestyal Cruises confirmó la compra del AIDAaura, que entró en servicio en marzo de 2024 como Celestyal Discovery tras una remodelación invernal, reemplazando al Celestyal Olympia. El barco entró en servicio el 22 de marzo de 2024.
El 16 de noviembre de 2023, Celestyal Cruises confirmó la compra del AIDAaura, que entró en servicio en marzo de 2024 como Celestyal Discovery tras una remodelación invernal, reemplazando al Celestyal Olympia. El barco entró en servicio el 22 de marzo de 2024.
El 16 de noviembre de 2023, Celestyal Cruises confirmó la compra del AIDAaura, que entró en servicio en marzo de 2024 como Celestyal Discovery tras una remodelación invernal, reemplazando al Celestyal Olympia. El barco entró en servicio el 22 de marzo de 2024.
El 16 de noviembre de 2023, Celestyal Cruises confirmó la compra del AIDAaura, que entró en servicio en marzo de 2024 como Celestyal Discovery tras una remodelación invernal, reemplazando al Celestyal Olympia. El barco entró en servicio el 22 de marzo de 2024.
El 16 de noviembre de 2023, Celestyal Cruises confirmó la compra del AIDAaura, que entró en servicio en marzo de 2024 como Celestyal Discovery tras una remodelación invernal, reemplazando al Celestyal Olympia. El barco entró en servicio el 22 de marzo de 2024.
El 16 de noviembre de 2023, Celestyal Cruises confirmó la compra del AIDAaura, que entró en servicio en marzo de 2024 como Celestyal Discovery tras una remodelación invernal, reemplazando al Celestyal Olympia. El barco entró en servicio el 22 de marzo de 2024.
El 16 de noviembre de 2023, Celestyal Cruises confirmó la compra del AIDAaura, que entró en servicio en marzo de 2024 como Celestyal Discovery tras una remodelación invernal, reemplazando al Celestyal Olympia. El barco entró en servicio el 22 de marzo de 2024.
El 16 de noviembre de 2023, Celestyal Cruises confirmó la compra del AIDAaura, que entró en servicio en marzo de 2024 como Celestyal Discovery tras una remodelación invernal, reemplazando al Celestyal Olympia. El barco entró en servicio el 22 de marzo de 2024.
El 16 de noviembre de 2023, Celestyal Cruises confirmó la compra del AIDAaura, que entró en servicio en marzo de 2024 como Celestyal Discovery tras una remodelación invernal, reemplazando al Celestyal Olympia. El barco entró en servicio el 22 de marzo de 2024.
El 16 de noviembre de 2023, Celestyal Cruises confirmó la compra del AIDAaura, que entró en servicio en marzo de 2024 como Celestyal Discovery tras una remodelación invernal, reemplazando al Celestyal Olympia. El barco entró en servicio el 22 de marzo de 2024.
El 16 de noviembre de 2023, Celestyal Cruises confirmó la compra del AIDAaura, que entró en servicio en marzo de 2024 como Celestyal Discovery tras una remodelación invernal, reemplazando al Celestyal Olympia. El barco entró en servicio el 22 de marzo de 2024.
El 16 de noviembre de 2023, Celestyal Cruises confirmó la compra del AIDAaura, que entró en servicio en marzo de 2024 como Celestyal Discovery tras una remodelación invernal, reemplazando al Celestyal Olympia. El barco entró en servicio el 22 de marzo de 2024.
'Celestyal Discovery, anteriormente llamado AIDAaura, es el tercer barco operado por la línea de cruceros alemana AIDA Cruises. AIDAaura fue construido en 2003 por el astillero alemán Aker MTW en Wismar. Este es idéntico a AIDAvita.
El 8 de octubre de 2018, AIDAaura partirá de Hamburgo en un crucero de 117 días alrededor del mundo. El barco visitará 41 puertos en 20 países en cuatro continentes. Será el segundo crucero mundial de la compañía. El  AIDAcara hizo el primer viaje de ese tipo. El barco 
entró en servicio en marzo de 2024.
El 16 de noviembre de 2023, Celestyal Cruises confirmó la compra del AIDAaura, que entró en servicio en marzo de 2024 como Celestyal Discovery tras una remodelación invernal, reemplazando al Celestyal Olympia. El barco entró en servicio el 22 de marzo de 2024.
El 16 de noviembre de 2023, Celestyal Cruises confirmó la compra del AIDAaura, que entró en servicio en marzo de 2024 como Celestyal Discovery tras una remodelación invernal, reemplazando al Celestyal Olympia. El barco entró en servicio el 22 de marzo de 2024.
El 16 de noviembre de 2023, Celestyal Cruises confirmó la compra del AIDAaura, que entró en servicio en marzo de 2024 como Celestyal Discovery tras una remodelación invernal, reemplazando al Celestyal Olympia. El barco entró en servicio el 22 de marzo de 2024.
El 16 de noviembre de 2023, Celestyal Cruises confirmó la compra del AIDAaura, que entró en servicio en marzo de 2024 como Celestyal Discovery tras una remodelación invernal, reemplazando al Celestyal Olympia. El barco entró en servicio el 22 de marzo de 2024.
El 16 de noviembre de 2023, Celestyal Cruises confirmó la compra del AIDAaura, que entró en servicio en marzo de 2024 como Celestyal Discovery tras una remodelación invernal, reemplazando al Celestyal Olympia. El barco entró en servicio el 22 de marzo de 2024.
El 16 de noviembre de 2023, Celestyal Cruises confirmó la compra del AIDAaura, que entró en servicio en marzo de 2024 como Celestyal Discovery tras una remodelación invernal, reemplazando al Celestyal Olympia. El barco entró en servicio el 22 de marzo de 2024.
El 16 de noviembre de 2023, Celestyal Cruises confirmó la compra del AIDAaura, que entró en servicio en marzo de 2024 como Celestyal Discovery tras una remodelación invernal, reemplazando al Celestyal Olympia. El barco entró en servicio el 22 de marzo de 2024.
El 16 de noviembre de 2023, Celestyal Cruises confirmó la compra del AIDAaura, que entró en servicio en marzo de 2024 como Celestyal Discovery tras una remodelación invernal, reemplazando al Celestyal Olympia. El barco entró en servicio el 22 de marzo de 2024.
El 16 de noviembre de 2023, Celestyal Cruises confirmó la compra del AIDAaura, que entró en servicio en marzo de 2024 como Celestyal Discovery tras una remodelación invernal, reemplazando al Celestyal Olympia. El barco entró en servicio el 22 de marzo de 2024.
El 16 de noviembre de 2023, Celestyal Cruises confirmó la compra del AIDAaura, que entró en servicio en marzo de 2024 como Celestyal Discovery tras una remodelación invernal, reemplazando al Celestyal Olympia. El barco entró en servicio el 22 de marzo de 2024.
El 16 de noviembre de 2023, Celestyal Cruises confirmó la compra del AIDAaura, que entró en servicio en marzo de 2024 como Celestyal Discovery tras una remodelación invernal, reemplazando al Celestyal Olympia. El barco entró en servicio el 22 de marzo de 2024.
El 16 de noviembre de 2023, Celestyal Cruises confirmó la compra del AIDAaura, que entró en servicio en marzo de 2024 como Celestyal Discovery tras una remodelación invernal, reemplazando al Celestyal Olympia. El barco entró en servicio el 22 de marzo de 2024.
El 16 de noviembre de 2023, Celestyal Cruises confirmó la compra del AIDAaura, que entró en servicio en marzo de 2024 como Celestyal Discovery tras una remodelación invernal, reemplazando al Celestyal Olympia. El barco entró en servicio el 22 de marzo de 2024.
'Celestyal Discovery, anteriormente llamado AIDAaura, es el tercer barco operado por la línea de cruceros alemana AIDA Cruises. AIDAaura fue construido en 2003 por el astillero alemán Aker MTW en Wismar. Este es idéntico a AIDAvita.
El 8 de octubre de 2018, AIDAaura partirá de Hamburgo en un crucero de 117 días alrededor del mundo. El barco visitará 41 puertos en 20 países en cuatro continentes. Será el segundo crucero mundial de la compañía. El  AIDAcara hizo el primer viaje de ese tipo. El barco 
entró en servicio en marzo de 2024.
El 16 de noviembre de 2023, Celestyal Cruises confirmó la compra del AIDAaura, que entró en servicio en marzo de 2024 como Celestyal Discovery tras una remodelación invernal, reemplazando al Celestyal Olympia. El barco entró en servicio el 22 de marzo de 2024.
El 16 de noviembre de 2023, Celestyal Cruises confirmó la compra del AIDAaura, que entró en servicio en marzo de 2024 como Celestyal Discovery tras una remodelación invernal, reemplazando al Celestyal Olympia. El barco entró en servicio el 22 de marzo de 2024.
El 16 de noviembre de 2023, Celestyal Cruises confirmó la compra del AIDAaura, que entró en servicio en marzo de 2024 como Celestyal Discovery tras una remodelación invernal, reemplazando al Celestyal Olympia. El barco entró en servicio el 22 de marzo de 2024.
El 16 de noviembre de 2023, Celestyal Cruises confirmó la compra del AIDAaura, que entró en servicio en marzo de 2024 como Celestyal Discovery tras una remodelación invernal, reemplazando al Celestyal Olympia. El barco entró en servicio el 22 de marzo de 2024.
El 16 de noviembre de 2023, Celestyal Cruises confirmó la compra del AIDAaura, que entró en servicio en marzo de 2024 como Celestyal Discovery tras una remodelación invernal, reemplazando al Celestyal Olympia. El barco entró en servicio el 22 de marzo de 2024.
El 16 de noviembre de 2023, Celestyal Cruises confirmó la compra del AIDAaura, que entró en servicio en marzo de 2024 como Celestyal Discovery tras una remodelación invernal, reemplazando al Celestyal Olympia. El barco entró en servicio el 22 de marzo de 2024.
El 16 de noviembre de 2023, Celestyal Cruises confirmó la compra del AIDAaura, que entró en servicio en marzo de 2024 como Celestyal Discovery tras una remodelación invernal, reemplazando al Celestyal Olympia. El barco entró en servicio el 22 de marzo de 2024.
El 16 de noviembre de 2023, Celestyal Cruises confirmó la compra del AIDAaura, que entró en servicio en marzo de 2024 como Celestyal Discovery tras una remodelación invernal, reemplazando al Celestyal Olympia. El barco entró en servicio el 22 de marzo de 2024.
El 16 de noviembre de 2023, Celestyal Cruises confirmó la compra del AIDAaura, que entró en servicio en marzo de 2024 como Celestyal Discovery tras una remodelación invernal, reemplazando al Celestyal Olympia. El barco entró en servicio el 22 de marzo de 2024.
El 16 de noviembre de 2023, Celestyal Cruises confirmó la compra del AIDAaura, que entró en servicio en marzo de 2024 como Celestyal Discovery tras una remodelación invernal, reemplazando al Celestyal Olympia. El barco entró en servicio el 22 de marzo de 2024.
El 16 de noviembre de 2023, Celestyal Cruises confirmó la compra del AIDAaura, que entró en servicio en marzo de 2024 como Celestyal Discovery tras una remodelación invernal, reemplazando al Celestyal Olympia. El barco entró en servicio el 22 de marzo de 2024.
El 16 de noviembre de 2023, Celestyal Cruises confirmó la compra del AIDAaura, que entró en servicio en marzo de 2024 como Celestyal Discovery tras una remodelación invernal, reemplazando al Celestyal Olympia. El barco entró en servicio el 22 de marzo de 2024.
El 16 de noviembre de 2023, Celestyal Cruises confirmó la compra del AIDAaura, que entró en servicio en marzo de 2024 como Celestyal Discovery tras una remodelación invernal, reemplazando al Celestyal Olympia. El barco entró en servicio el 22 de marzo de 2024.
'Celestyal Discovery, anteriormente llamado AIDAaura, es el tercer barco operado por la línea de cruceros alemana AIDA Cruises. AIDAaura fue construido en 2003 por el astillero alemán Aker MTW en Wismar. Este es idéntico a AIDAvita.
El 8 de octubre de 2018, AIDAaura partirá de Hamburgo en un crucero de 117 días alrededor del mundo. El barco visitará 41 puertos en 20 países en cuatro continentes. Será el segundo crucero mundial de la compañía. El  AIDAcara hizo el primer viaje de ese tipo. El barco 
entró en servicio en marzo de 2024.
El 16 de noviembre de 2023, Celestyal Cruises confirmó la compra del AIDAaura, que entró en servicio en marzo de 2024 como Celestyal Discovery tras una remodelación invernal, reemplazando al Celestyal Olympia. El barco entró en servicio el 22 de marzo de 2024.
El 16 de noviembre de 2023, Celestyal Cruises confirmó la compra del AIDAaura, que entró en servicio en marzo de 2024 como Celestyal Discovery tras una remodelación invernal, reemplazando al Celestyal Olympia. El barco entró en servicio el 22 de marzo de 2024.
El 16 de noviembre de 2023, Celestyal Cruises confirmó la compra del AIDAaura, que entró en servicio en marzo de 2024 como Celestyal Discovery tras una remodelación invernal, reemplazando al Celestyal Olympia. El barco entró en servicio el 22 de marzo de 2024.
El 16 de noviembre de 2023, Celestyal Cruises confirmó la compra del AIDAaura, que entró en servicio en marzo de 2024 como Celestyal Discovery tras una remodelación invernal, reemplazando al Celestyal Olympia. El barco entró en servicio el 22 de marzo de 2024.
El 16 de noviembre de 2023, Celestyal Cruises confirmó la compra del AIDAaura, que entró en servicio en marzo de 2024 como Celestyal Discovery tras una remodelación invernal, reemplazando al Celestyal Olympia. El barco entró en servicio el 22 de marzo de 2024.
El 16 de noviembre de 2023, Celestyal Cruises confirmó la compra del AIDAaura, que entró en servicio en marzo de 2024 como Celestyal Discovery tras una remodelación invernal, reemplazando al Celestyal Olympia. El barco entró en servicio el 22 de marzo de 2024.
El 16 de noviembre de 2023, Celestyal Cruises confirmó la compra del AIDAaura, que entró en servicio en marzo de 2024 como Celestyal Discovery tras una remodelación invernal, reemplazando al Celestyal Olympia. El barco entró en servicio el 22 de marzo de 2024.
El 16 de noviembre de 2023, Celestyal Cruises confirmó la compra del AIDAaura, que entró en servicio en marzo de 2024 como Celestyal Discovery tras una remodelación invernal, reemplazando al Celestyal Olympia. El barco entró en servicio el 22 de marzo de 2024.
El 16 de noviembre de 2023, Celestyal Cruises confirmó la compra del AIDAaura, que entró en servicio en marzo de 2024 como Celestyal Discovery tras una remodelación invernal, reemplazando al Celestyal Olympia. El barco entró en servicio el 22 de marzo de 2024.
El 16 de noviembre de 2023, Celestyal Cruises confirmó la compra del AIDAaura, que entró en servicio en marzo de 2024 como Celestyal Discovery tras una remodelación invernal, reemplazando al Celestyal Olympia. El barco entró en servicio el 22 de marzo de 2024.
El 16 de noviembre de 2023, Celestyal Cruises confirmó la compra del AIDAaura, que entró en servicio en marzo de 2024 como Celestyal Discovery tras una remodelación invernal, reemplazando al Celestyal Olympia. El barco entró en servicio el 22 de marzo de 2024.
El 16 de noviembre de 2023, Celestyal Cruises confirmó la compra del AIDAaura, que entró en servicio en marzo de 2024 como Celestyal Discovery tras una remodelación invernal, reemplazando al Celestyal Olympia. El barco entró en servicio el 22 de marzo de 2024.
El 16 de noviembre de 2023, Celestyal Cruises confirmó la compra del AIDAaura, que entró en servicio en marzo de 2024 como Celestyal Discovery tras una remodelación invernal, reemplazando al Celestyal Olympia. El barco entró en servicio el 22 de marzo de 2024.
'Celestyal Discovery, anteriormente llamado AIDAaura, es el tercer barco operado por la línea de cruceros alemana AIDA Cruises. AIDAaura fue construido en 2003 por el astillero alemán Aker MTW en Wismar. Este es idéntico a AIDAvita.
El 8 de octubre de 2018, AIDAaura partirá de Hamburgo en un crucero de 117 días alrededor del mundo. El barco visitará 41 puertos en 20 países en cuatro continentes. Será el segundo crucero mundial de la compañía. El  AIDAcara hizo el primer viaje de ese tipo. El barco 
entró en servicio en marzo de 2024.
El 16 de noviembre de 2023, Celestyal Cruises confirmó la compra del AIDAaura, que entró en servicio en marzo de 2024 como Celestyal Discovery tras una remodelación invernal, reemplazando al Celestyal Olympia. El barco entró en servicio el 22 de marzo de 2024.
El 16 de noviembre de 2023, Celestyal Cruises confirmó la compra del AIDAaura, que entró en servicio en marzo de 2024 como Celestyal Discovery tras una remodelación invernal, reemplazando al Celestyal Olympia. El barco entró en servicio el 22 de marzo de 2024.
El 16 de noviembre de 2023, Celestyal Cruises confirmó la compra del AIDAaura, que entró en servicio en marzo de 2024 como Celestyal Discovery tras una remodelación invernal, reemplazando al Celestyal Olympia. El barco entró en servicio el 22 de marzo de 2024.
El 16 de noviembre de 2023, Celestyal Cruises confirmó la compra del AIDAaura, que entró en servicio en marzo de 2024 como Celestyal Discovery tras una remodelación invernal, reemplazando al Celestyal Olympia. El barco entró en servicio el 22 de marzo de 2024.
El 16 de noviembre de 2023, Celestyal Cruises confirmó la compra del AIDAaura, que entró en servicio en marzo de 2024 como Celestyal Discovery tras una remodelación invernal, reemplazando al Celestyal Olympia. El barco entró en servicio el 22 de marzo de 2024.
El 16 de noviembre de 2023, Celestyal Cruises confirmó la compra del AIDAaura, que entró en servicio en marzo de 2024 como Celestyal Discovery tras una remodelación invernal, reemplazando al Celestyal Olympia. El barco entró en servicio el 22 de marzo de 2024.
El 16 de noviembre de 2023, Celestyal Cruises confirmó la compra del AIDAaura, que entró en servicio en marzo de 2024 como Celestyal Discovery tras una remodelación invernal, reemplazando al Celestyal Olympia. El barco entró en servicio el 22 de marzo de 2024.
El 16 de noviembre de 2023, Celestyal Cruises confirmó la compra del AIDAaura, que entró en servicio en marzo de 2024 como Celestyal Discovery tras una remodelación invernal, reemplazando al Celestyal Olympia. El barco entró en servicio el 22 de marzo de 2024.
El 16 de noviembre de 2023, Celestyal Cruises confirmó la compra del AIDAaura, que entró en servicio en marzo de 2024 como Celestyal Discovery tras una remodelación invernal, reemplazando al Celestyal Olympia. El barco entró en servicio el 22 de marzo de 2024.
El 16 de noviembre de 2023, Celestyal Cruises confirmó la compra del AIDAaura, que entró en servicio en marzo de 2024 como Celestyal Discovery tras una remodelación invernal, reemplazando al Celestyal Olympia. El barco entró en servicio el 22 de marzo de 2024.
El 16 de noviembre de 2023, Celestyal Cruises confirmó la compra del AIDAaura, que entró en servicio en marzo de 2024 como Celestyal Discovery tras una remodelación invernal, reemplazando al Celestyal Olympia. El barco entró en servicio el 22 de marzo de 2024.
El 16 de noviembre de 2023, Celestyal Cruises confirmó la compra del AIDAaura, que entró en servicio en marzo de 2024 como Celestyal Discovery tras una remodelación invernal, reemplazando al Celestyal Olympia. El barco entró en servicio el 22 de marzo de 2024.
El 16 de noviembre de 2023, Celestyal Cruises confirmó la compra del AIDAaura, que entró en servicio en marzo de 2024 como Celestyal Discovery tras una remodelación invernal, reemplazando al Celestyal Olympia. El barco entró en servicio el 22 de marzo de 2024.
'Celestyal Discovery, anteriormente llamado AIDAaura, es el tercer barco operado por la línea de cruceros alemana AIDA Cruises. AIDAaura fue construido en 2003 por el astillero alemán Aker MTW en Wismar. Este es idéntico a AIDAvita.
El 8 de octubre de 2018, AIDAaura partirá de Hamburgo en un crucero de 117 días alrededor del mundo. El barco visitará 41 puertos en 20 países en cuatro continentes. Será el segundo crucero mundial de la compañía. El  AIDAcara hizo el primer viaje de ese tipo. El barco 
entró en servicio en marzo de 2024.
El 16 de noviembre de 2023, Celestyal Cruises confirmó la compra del AIDAaura, que entró en servicio en marzo de 2024 como Celestyal Discovery tras una remodelación invernal, reemplazando al Celestyal Olympia. El barco entró en servicio el 22 de marzo de 2024.
El 16 de noviembre de 2023, Celestyal Cruises confirmó la compra del AIDAaura, que entró en servicio en marzo de 2024 como Celestyal Discovery tras una remodelación invernal, reemplazando al Celestyal Olympia. El barco entró en servicio el 22 de marzo de 2024.
El 16 de noviembre de 2023, Celestyal Cruises confirmó la compra del AIDAaura, que entró en servicio en marzo de 2024 como Celestyal Discovery tras una remodelación invernal, reemplazando al Celestyal Olympia. El barco entró en servicio el 22 de marzo de 2024.
El 16 de noviembre de 2023, Celestyal Cruises confirmó la compra del AIDAaura, que entró en servicio en marzo de 2024 como Celestyal Discovery tras una remodelación invernal, reemplazando al Celestyal Olympia. El barco entró en servicio el 22 de marzo de 2024.
El 16 de noviembre de 2023, Celestyal Cruises confirmó la compra del AIDAaura, que entró en servicio en marzo de 2024 como Celestyal Discovery tras una remodelación invernal, reemplazando al Celestyal Olympia. El barco entró en servicio el 22 de marzo de 2024.
El 16 de noviembre de 2023, Celestyal Cruises confirmó la compra del AIDAaura, que entró en servicio en marzo de 2024 como Celestyal Discovery tras una remodelación invernal, reemplazando al Celestyal Olympia. El barco entró en servicio el 22 de marzo de 2024.
El 16 de noviembre de 2023, Celestyal Cruises confirmó la compra del AIDAaura, que entró en servicio en marzo de 2024 como Celestyal Discovery tras una remodelación invernal, reemplazando al Celestyal Olympia. El barco entró en servicio el 22 de marzo de 2024.
El 16 de noviembre de 2023, Celestyal Cruises confirmó la compra del AIDAaura, que entró en servicio en marzo de 2024 como Celestyal Discovery tras una remodelación invernal, reemplazando al Celestyal Olympia. El barco entró en servicio el 22 de marzo de 2024.
El 16 de noviembre de 2023, Celestyal Cruises confirmó la compra del AIDAaura, que entró en servicio en marzo de 2024 como Celestyal Discovery tras una remodelación invernal, reemplazando al Celestyal Olympia. El barco entró en servicio el 22 de marzo de 2024.
El 16 de noviembre de 2023, Celestyal Cruises confirmó la compra del AIDAaura, que entró en servicio en marzo de 2024 como Celestyal Discovery tras una remodelación invernal, reemplazando al Celestyal Olympia. El barco entró en servicio el 22 de marzo de 2024.
El 16 de noviembre de 2023, Celestyal Cruises confirmó la compra del AIDAaura, que entró en servicio en marzo de 2024 como Celestyal Discovery tras una remodelación invernal, reemplazando al Celestyal Olympia. El barco entró en servicio el 22 de marzo de 2024.
El 16 de noviembre de 2023, Celestyal Cruises confirmó la compra del AIDAaura, que entró en servicio en marzo de 2024 como Celestyal Discovery tras una remodelación invernal, reemplazando al Celestyal Olympia. El barco entró en servicio el 22 de marzo de 2024.
El 16 de noviembre de 2023, Celestyal Cruises confirmó la compra del AIDAaura, que entró en servicio en marzo de 2024 como Celestyal Discovery tras una remodelación invernal, reemplazando al Celestyal Olympia. El barco entró en servicio el 22 de marzo de 2024.